# Église Saint-Martin d'Omerville
L'église Saint-Martin est une église catholique paroissiale située à Omerville, en France. Elle se singularise par son plan allongé, à vaisseau unique, avec des travées de quatre époques différentes qui se succèdent en enfilade, et un clocher central roman. Avec les murs de la deuxième et de la troisième travée de la nef, il représente la partie la plus ancienne de l'église, et devrait remonter au moins au dernier quart du XIe siècle, ou sinon au tout début du XIIe siècle. Malheureusement, l'élégante flèche de pierre ajoutée au milieu du XIIe siècle a été démolie vers 1905, et remplacée par un simple toit. À l'intérieur, le caractère roman s'est bien conservé dans la base du clocher voûtée en berceau. Un chœur de deux travées, dont le style du voûtement reflète les dernières années de la première période gothique, est substitué à l'abside primitive vers 1220-1230. Lors de l'agrandissement du chœur par l'adjonction d'une abside à pans coupés au dernier quart du XIIIe siècle ou au début du XIVe siècle, la seconde travée est partiellement démolie pour des raisons inconnues. Sa voûte avec des supports de style gothique rayonnant appartient donc à la campagne de construction de l'abside. Elle constitue la partie la plus élégante de l'église, même si le remplage de la plupart de ses fenêtres a été simplifié lors de restaurations anciennes. Une fois le nouveau chevet achevé, l'église ne peut être allongée qu'en ajoutant une travée devant la façade de la nef romane. Par son style reflétant la transition du gothique flamboyant vers la Renaissance, ce qu'illustrent parfaitement bien les fonts baptismaux, elle peut être datée du milieu du XVIe siècle. Par manque de place à l'ouest, l'accès se fait par le sud, par un portail de style classique aménagé au XVIIe siècle. Ainsi, pratiquement toutes les époques sont représentées en l'église d'Omerville. Son caractère hétérogène constitue plutôt la règle dans le Vexin français, qu'une exception, et son architecture n'offre rien d'exceptionnel, si ce n'est la facture archaïque du clocher. C'est surtout par sa silhouette particulière et par son bon état de conservation que l'église Saint-Martin séduit. Elle est classée monument historique depuis 1927, et est aujourd'hui affiliée à la paroisse de Magny-en-Vexin, qui ne l'utilise plus pour les célébrations eucharistiques qu'une ou deux fois par an. Bâtie pour la gloire de Dieu, elle se contente aujourd'hui du rôle de témoin du passé.

## Localisation
L'église est située en France, en région Île-de-France et dans le département du Val-d'Oise, dans le Parc naturel régional du Vexin français, sur la commune d'Omerville, au centre du village, dans l'angle de la rue du Presbytère (au sud) et de la rue de Mousseau (à l'est). Une petite place, qui tient lieu de parvis et de parking, s'étend au sud de la nef. Devant le chevet, aboutit la ruelle de l'Église qui arrive depuis la place Saint-Martin, principale place du village, à l'est. À l'ouest et au sud, l'église est enclavée dans des propriétés privées, et de ce fait, il n'y a pas de façade occidentale. Un étroit passage permet toutefois de faire le tour de l'église. L'on peut noter la présence d'une petite croix pattée sous les arbres, au sud-ouest de l'édifice. De forme trapue, elle ne mesure que 52 cm de hauteur, et avait la vocation d'une borne. Son emplacement primitif était à la sortie du village. Des croix similaires existent à Villers-en-Arthies (croix de Carnage) et près du hameau de Ducourt, sur la commune de Saint-Gervais (croix Dançon).

## Historique

### L'histoire de la paroisse
Le saint patron de la paroisse et de son église est Martin de Tours. La fondation de la paroisse ne daterait que de 1249 selon l'abbé Vital Jean Gautier. Sous l'Ancien Régime, Omerville relève du doyenné de Magny-en-Vexin, de l'archidiaconé du Vexin français avec siège à Pontoise et de l'archidiocèse de Rouen. Le collateur de la cure est l'archevêque de Rouen. — Parmi les curés de la paroisse sous l'Ancien Régime, l'un est une personnalité illustre, connu à son époque dans la France entière. C'est l'abbé Antoine-Henri de Bérault-Bercastel, né en 1722, et installé comme curé d'Omerville en 1758. Il est notamment l'auteur d'une Histoire générale de l'Église en vingt-quatre volumes, parus entre 1778-1790. Cet ouvrage est traduit en plusieurs langues. Mais la notoriété n'intervient qu'après le départ de Bérault-Bercastel d'Omerville, en 1769, quand il est nommé chanoine de Noyon. — La Révolution française apporte la création du diocèse de Versailles, qui regroupe l'ensemble des paroisses du département de Seine-et-Oise. En 1966, la refonte des départements d'Île-de-France et la création du département du Val-d'Oise donne lieu à l'érection du nouveau diocèse de Pontoise, dont Omerville fait désormais partie. Dans leur bref ouvrage sur le village, Roland Vasseur et Françoise Waro ne se sont pas intéressés à l'histoire de la paroisse, qui demeure mal connue. Aujourd'hui, Omerville est affilié à la paroisse de Magny-en-Vexin. Elle accueille des célébrations eucharistiques, baptêmes, mariages et obsèques des villageois.

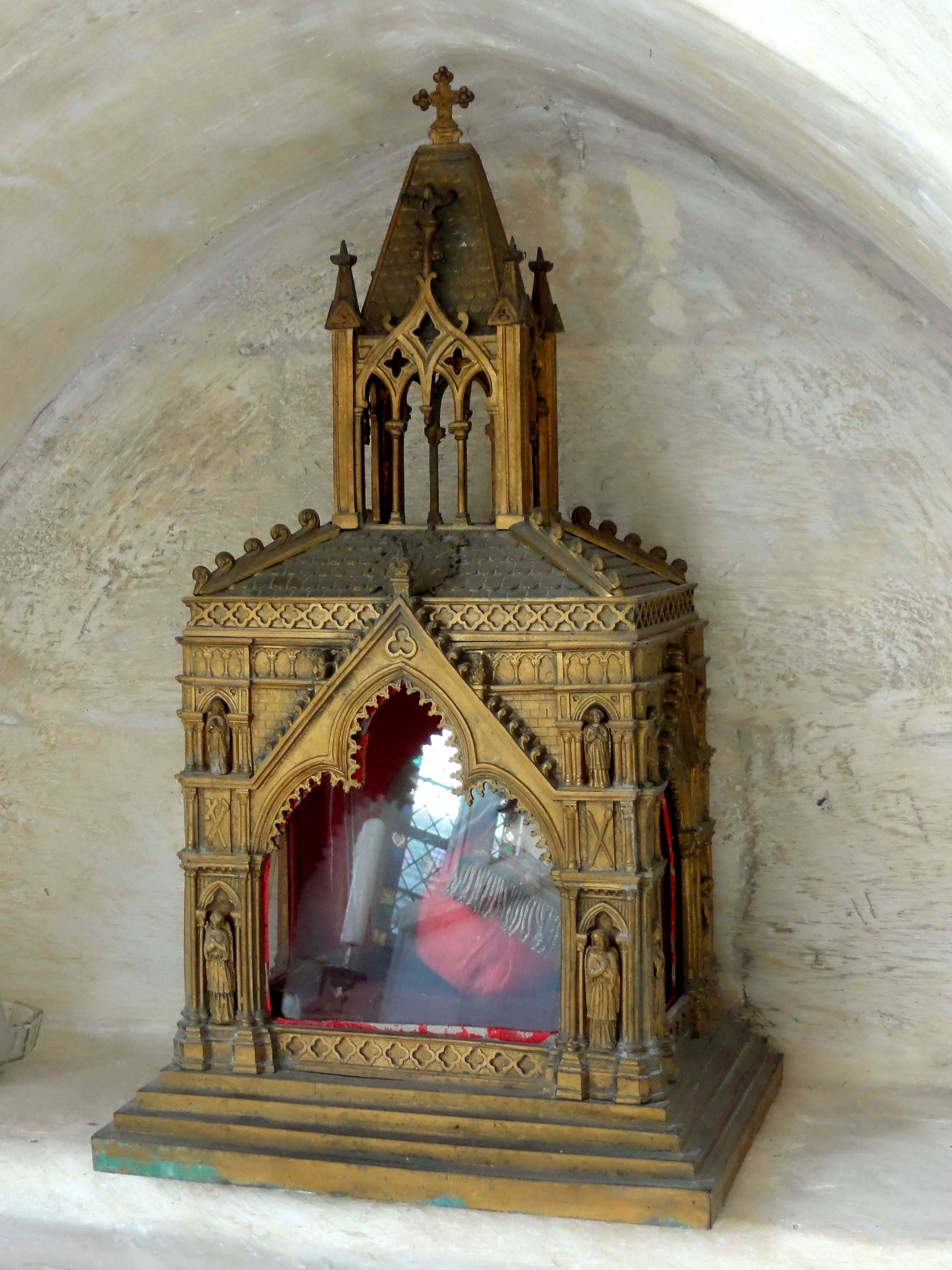
Châsse avec les reliques de sainte Clothilde.

En plus de saint Martin, une autre sainte est vénérée particulièrement à Omerville, sans que l'on sache pour quelle raison, et sans indice qu'il s'agisse de la seconde patronne de l'église : il s'agit de sainte Clotilde, femme de Clovis. Omerville n'a pas abrité, comme le prétend l'instituteur dans sa monographie de 1899, un couvent de sainte Clothilde. Il aurait laissé des traces dans les archives, ce qui n'est pas le cas. Le village n'a apparemment pas non plus possédé de fontaine de Sainte-Clothilde, qui n'apparaît que dans un unique témoignage oral, que Léon Plancouard recueille vers la fin du XIXe siècle, mais qui se rapporte à la mère de la femme rencontrée, et porte sur un souvenir de 1802. La mère aurait alors jeté des pièces de monnaie dans la fontaine. Selon Roland Vasseur et Françoise Waro, il ne peut s'agir que de l'ancienne fontaine Saint-Martin. Ce que l'on sait avec certitude, est qu'un usage très ancien, et encore vivace jusqu'à la Première Guerre mondiale, est lié à sainte Clothilde. C'est le feu de la Sainte-Clothilde, le 2 juin. Les fagots sont placés en cercle autour d'une longue perche, qui porte une couronne de feuillage. Une fois le feu bénit par le curé, les parents balancent les jeunes enfants quelques instants au-dessus du feu, et une fois qu'il est éteint, ramènent un tison à la maison. Il est censé protéger les enfants contre les maladies, la maison contre la foudre, et les cultures contre les intempéries. Un petit pèlerinage a lieu le lendemain. Elle comporte une procession vers la fontaine Saint-Martin. La fête aurait été réorganisée par Bérault-Bercastel, et semble calquée sur celle célébrée au Grand-Andely. La vieille châsse abritant les reliques de sainte Clothilde disparaît sous la Révolution française. Une nouvelle châsse avec d'autres reliques est offerte par l'impératrice Eugénie en 1860. Un autel de sainte Clothilde est alors aménagé dans la première travée de la nef. Pas moins de treize filles sont baptisées au nom de Clothilde jusqu'en 1881. La fête de la Sainte-Clothilde cesse définitivement sous l'Occupation.

### Les campagnes de construction de l'église

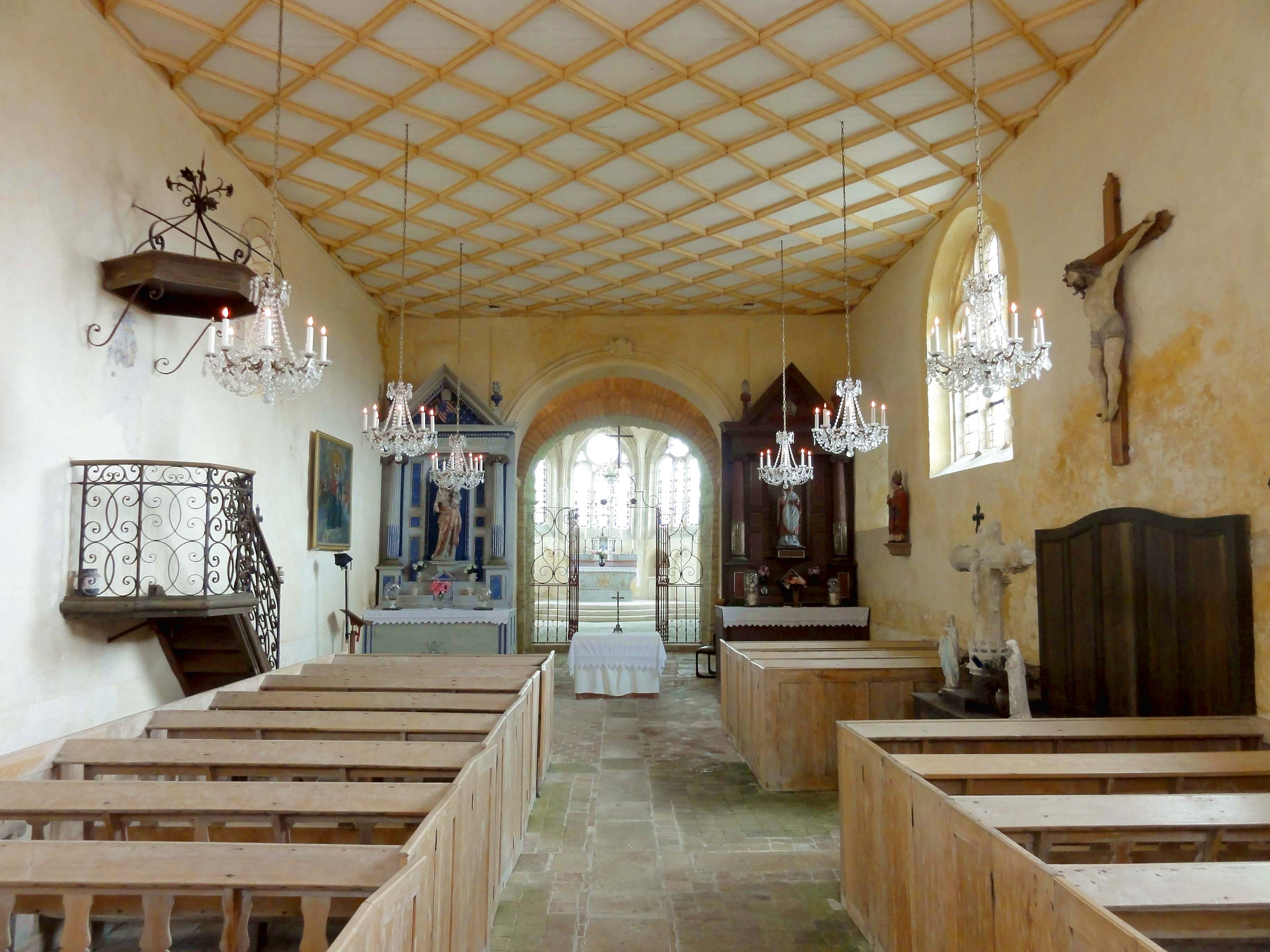
Nef, vue vers l'est.

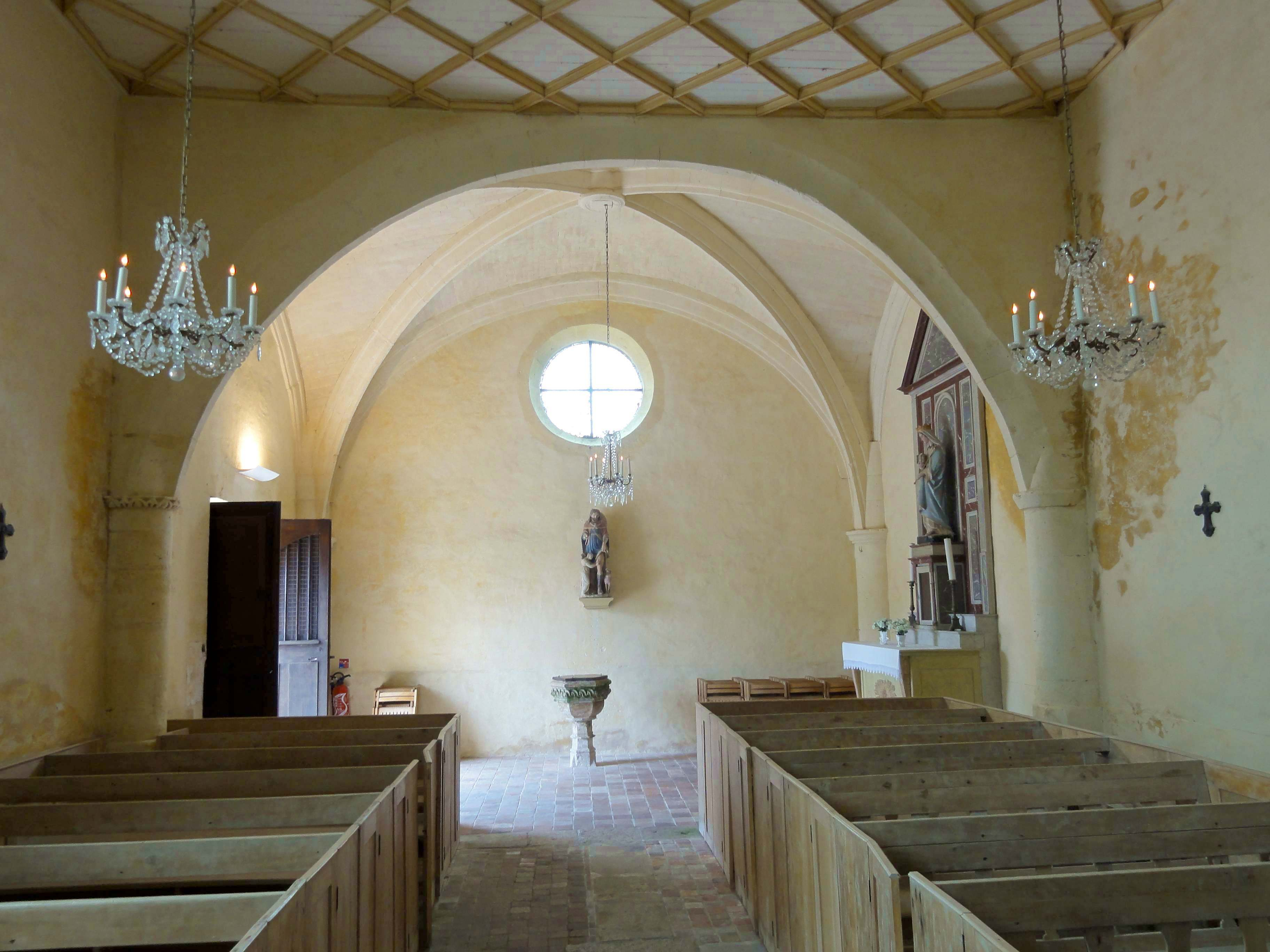
Nef, vue vers l'ouest.

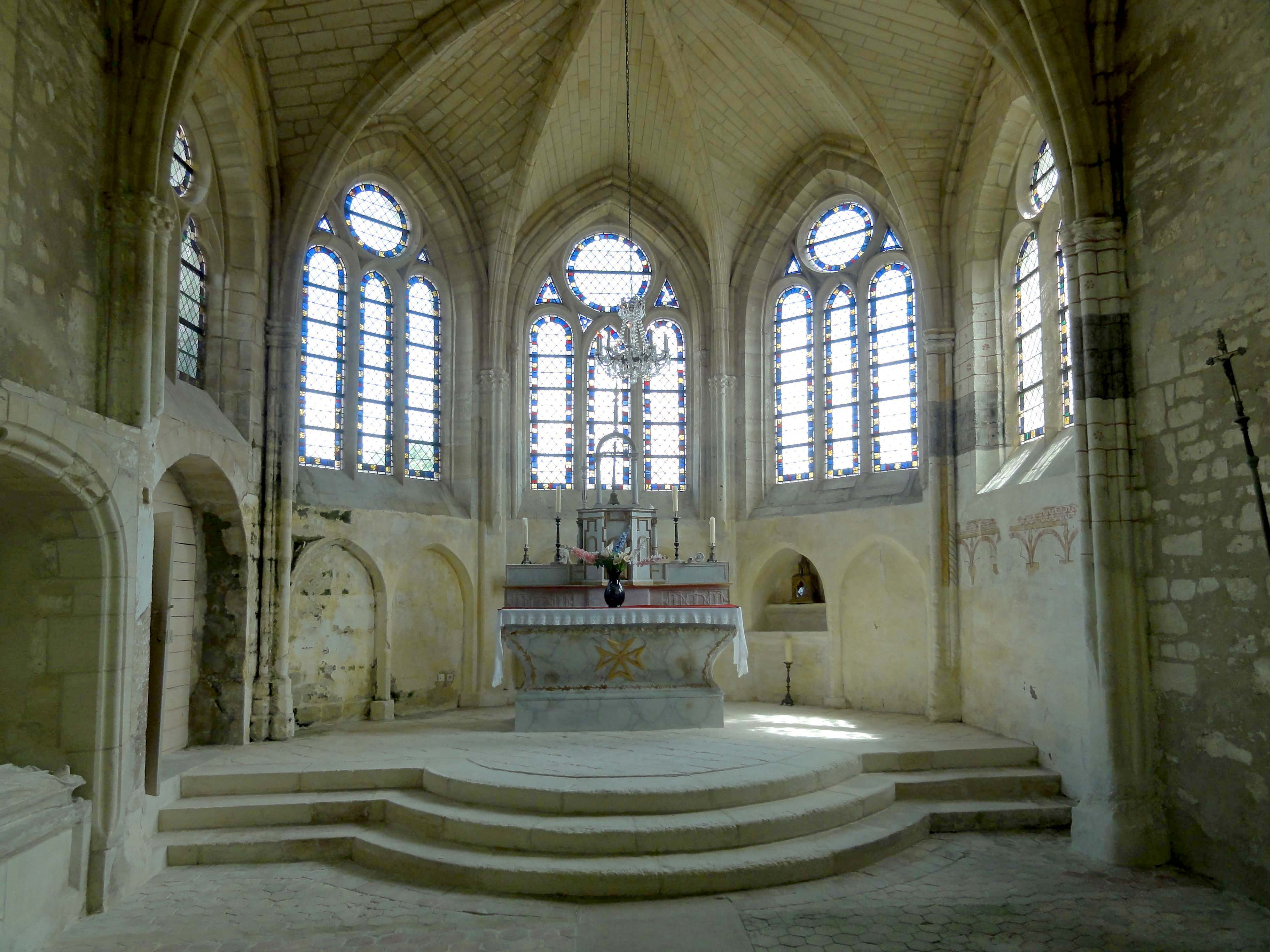
Abside.

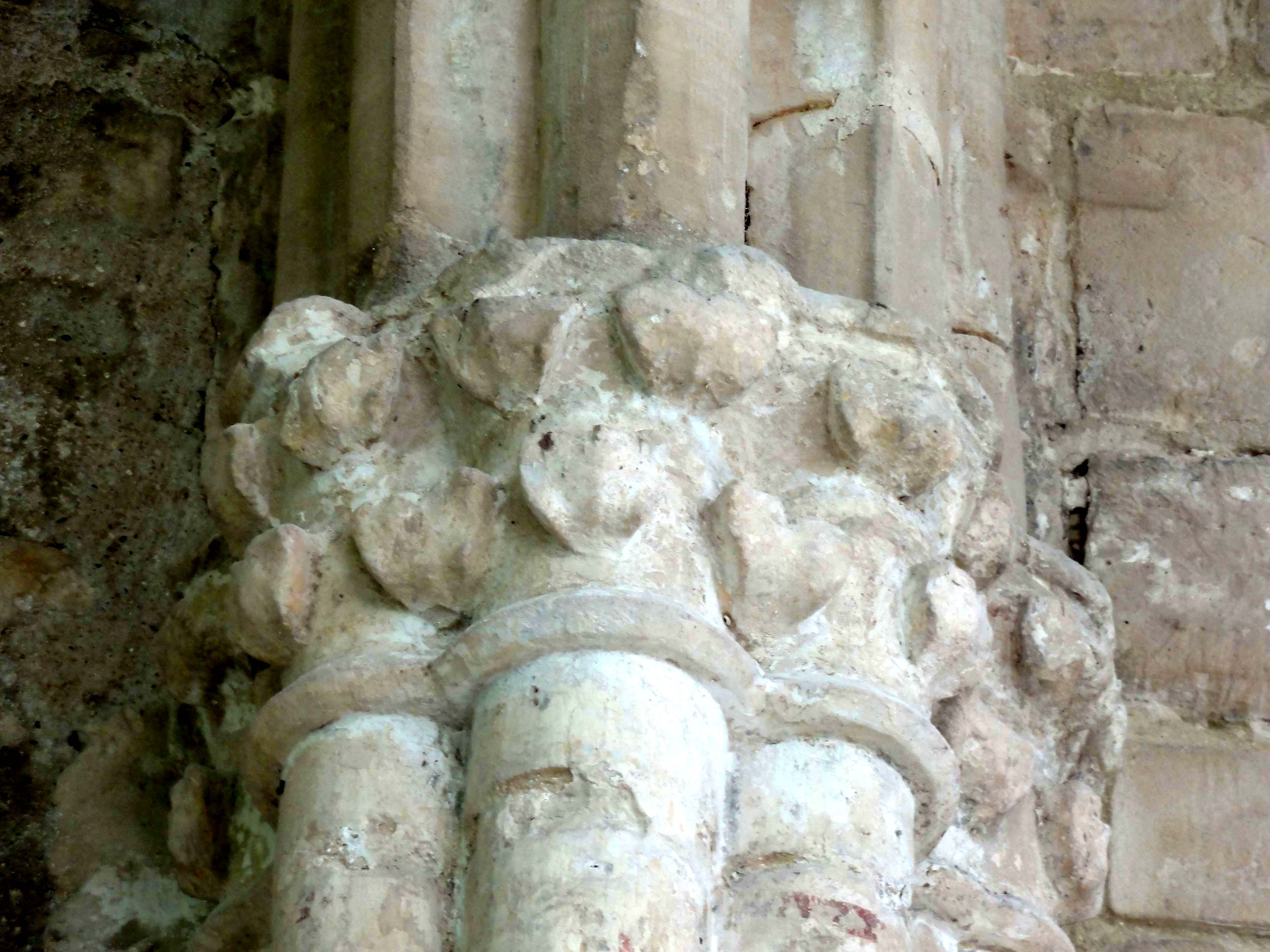
Chapiteaux de l'abside.

L'architecture de l'église n'a été analysée que par un seul spécialiste de renom, en l'occurrence Jules Formigé, peu après la Libération. Très impliquée dans la réparation des dommages de guerre, l'architecte en chef des monuments historiques est sans doute trop occupée pour dédier une étude aussi détaillée à l'église d'Omerville qu'il a fait à Cormeilles-en-Vexin en 1915, et ne lui consacre que six petites pages. Les travées gothiques sont passées en revue en sept lignes, et la datation reste évasive, voire erronée. Elle est plus consciencieuse pour les parties romanes. Il s'agit de la deuxième et de la troisième travée de la nef, de la base du clocher, et de ses deux étages. L'emploi de mortier au tuileau, hérité de la Rome antique, et de  linteaux à claveaux simulés au-dessus des deux fenêtres de la base du clocher, semblent justifier une datation très haute. Les caractéristiques cités n'existant plus à Cormeilles-en-Vexin, au dernier quart du XIe siècle, Jules Formigé estime que l'église d'Omerville pourrait être bien antérieure. Il invite cependant à la prudence, car la présence de l'abbaye de Saint-Denis à Cormeilles a certainement favorisé le contact avec les courants architecturaux les plus novateurs, tandis que des archaïsmes peuvent se maintenir beaucoup plus longtemps dans des villages sans lien direct avec le monde. Dans ce cas, les parties romanes de l'église Saint-Martin remonteraient donc au dernier quart du XIe siècle, ou au tout début du XIIe siècle. Il est toujours aisément possible de reconstituer le plan primitif de l'église, qui est le plan le plus simple, et le plus largement répandu : une nef unique non voûtée, une base du clocher et une abside en cul-de-four. Sauf à Gadancourt et Auvillers (commune de Neuilly-sous-Clermont), les plans des églises de ce type dans la région ont été augmentés d'un ou deux bas-côtés : les églises du Bellay-en-Vexin, Brignancourt, Chérence, Gadancourt, Gouzangrez, Lierville, Marquemont, Seraincourt et Wy-dit-Joli-Village en offrent quelques exemples dans les environs. — Vers le milieu du XIIe siècle, l'étage supérieur du clocher a été modifié, et coiffé d'une élégante flèche octogonale en pierre, flanquée de quatre pyramidons aux angles. Le 2 avril 1897, la foudre s'abat sur la flèche, et les pierres sur le dernier mètre et demi tombent sur le chœur, qui est sérieusement endommagé. Le conseil municipal décide aussitôt de faire démolir, au nom de la sécurité, la totalité de la flèche. Jules Formigé illustre son article d'une photo de 1905, qui montre l'église encore avec sa flèche. Ce n'est qu'une infime partie qui manque. « Sa disparition est infiniment regrettable ». Désormais, un toit à la hache « d'un effet fâcheux » recouvert d'ardoise termine le clocher,.
Du chœur roman, ne subsiste plus que l'arrachement de sa voûte, à l'est de l'arc-doubleau oriental de la base du clocher. Les deux premières travées du chœur actuel sont datées du XIIIe siècle par Jules Formigé. Roland Vasseur et Françoise Waro n'ont pas essayé de restreindre la fourchette de datation. Les fenêtres à lancette simple ; les contreforts à ressauts ; les fûts engagés dans des dosserets ou logés dans des ressauts des piliers engagés ; ainsi que les nervures de la voûte de la première travée sont caractéristiques de la première période gothique. Les chapiteaux sculptés de crochets stéréotypés parlent en faveur de la fin de cette période, soit les années 1220 / 1230 environ. L'abside est nettement plus récente. Jules Formigé la dit du XVIe siècle, mais ne se base sur aucun détail de l'architecture, qu'il omet complètement de décrire, et commet ainsi une erreur grossière. Roland Vasseur et Françoise Waro concluent sans doute à une erreur typographique et datent l'abside du XIVe siècle. Ce n'est pas exclu, mais le style gothique rayonnant est seulement légèrement plus avancé que dans le chœur de Genainville, qui a été bâti aux alentours de 1260. Une construction au dernier quart du XIIIe siècle paraît donc possible. Il est à signaler que le remplage des fenêtres peut induire en erreur, car largement refait, avec sans doute des modifications dans la modénature. Seule la fenêtre au nord de l'abside semble conserver son réseau d'origine, qui se caractérise par l'absence de chapiteaux et une modénature chanfreinée des meneaux. Cependant, la baie d'axe du chevet reste entourée d'un mince tore garni de chapiteaux, ce qui indique que l'on ne se situe pas encore pendant la période de transition vers le style gothique flamboyant. La guerre de Cent Ans n'est donc, très probablement, pas à l'origine du remplacement du chevet des années 1220 / 1230 par une abside à pans coupés. Néanmoins, deux indices donnent à penser qu'une destruction partielle de la seconde travée donne lieu à cet agrandissement. D'un côté, les baies de la seconde travée du chœur sont coupés au milieu par les murs de la campagne de la période rayonnante, ce qui prouve que l'abside ne faisait pas partie du projet initial. D'un autre côté, la voûte de la seconde travée est homogène de celle de l'abside, tandis que les supports sont analogues à ceux de la première travée,.
À la Renaissance, pendant la seconde moitié du XVIe siècle, deux grandes baies sont ouvertes dans le mur méridional de la nef, et viennent remplacer les petites baies romanes, qui subsistent toujours au nord. Sous une quatrième campagne de construction depuis l'achèvement de l'église romane, la nef est prolongée d'une travée voûtée d'ogives vers l'ouest. La longueur de l'église se trouve ainsi dédoublée depuis les origines. La construction est réalisée à l'économique, et les chapiteaux se limitent à une frise, dont une seule est finalement sculptée. Sans doute par manque de moyens, la mise en œuvre du portail est reporté jusqu'au début du XVIIe siècle. Par son style très sobre et épuré, il se rattache à l'architecture classique. L'église trouve ainsi son plan définitif. À partir de la Révolution française, les documents d'archive conservés permettent de connaître les principales restaurations. En 1686, le doyen rural de Magny, H. Desjardins, constate lors de sa visite pastorale « L'église est en bon état, à la réserve du clocher qui, estant de pierre en flèche, charge beaucoup et menace à cause de sa pesanteur et antiquité ». En 1792 encore, soit un an avant l'interdiction du culte sous la Terreur, Jean Cauchard, d'Omerville, et Dominique Cauchard, maître charpentier à Hodent, rétablissent le beffroi. Deux cloches de 1738 sont refondues, et installées dans le beffroi. Les habitants se plaignent qu'elles sonnent fausses, et une expertise est demandé à M. Dubois, organiste de Vernon. Mais la loi du 10 septembre 1793 ordonne aux communes d'envoyer les cloches à la fonte pour en faire des canons, sauf une, qui doit être conservée pour sonner le tocsin. On garde la dernière cloche de 1738. En 1806, une délibération du conseil municipal constate le « délabrement périssable » du chœur, et des travaux de consolidation sont entrepris. Le plafond est refait en 1814, mais c'est apparemment en 1875 que le plafond actuel est installé. La cloche de 1738 est refondue en 1892. En 1897 enfin, la flèche est endommagée par la foudre, et remplacé par le toit actuel par l'architecte de l'arrondissement, Descamps. L'édifice est inscrit au titre des monuments historiques en totalité par arrêté du 4 juin 1926. La base du clocher et le chœur sont classés par arrêté du 27 avril 1927, et l'inscription de ces parties annulée.

## Description

Plan de l'église.

### Aperçu général
Parfaitement orientée, l'église suit un plan à vaisseau unique, et toutes les travées se succèdent en enfilade. L'édifice se compose d'une nef de trois travées, dont la première est voûtée d'ogives, tandis que les autres sont recouvertes d'un plafond plat moderne ; d'une base de clocher voûtée en berceau ; et d'un chœur de trois travées voûtées d'ogives, à savoir deux travées droites et une abside à cinq pans. Une petite sacristie moderne est accolée au chœur, au nord. Au sud, une cage d'escalier sur plan carré flanque le clocher. L'on accède à l'église par le portail méridional dans la première travée de la nef. La porte de la deuxième travée est bouchée. La nef et le chœur sont munis de toitures à deux rampants, avec un seul pignon à l'ouest. Le clocher est coiffé d'un toit à la hache.

### Intérieur

#### Nef

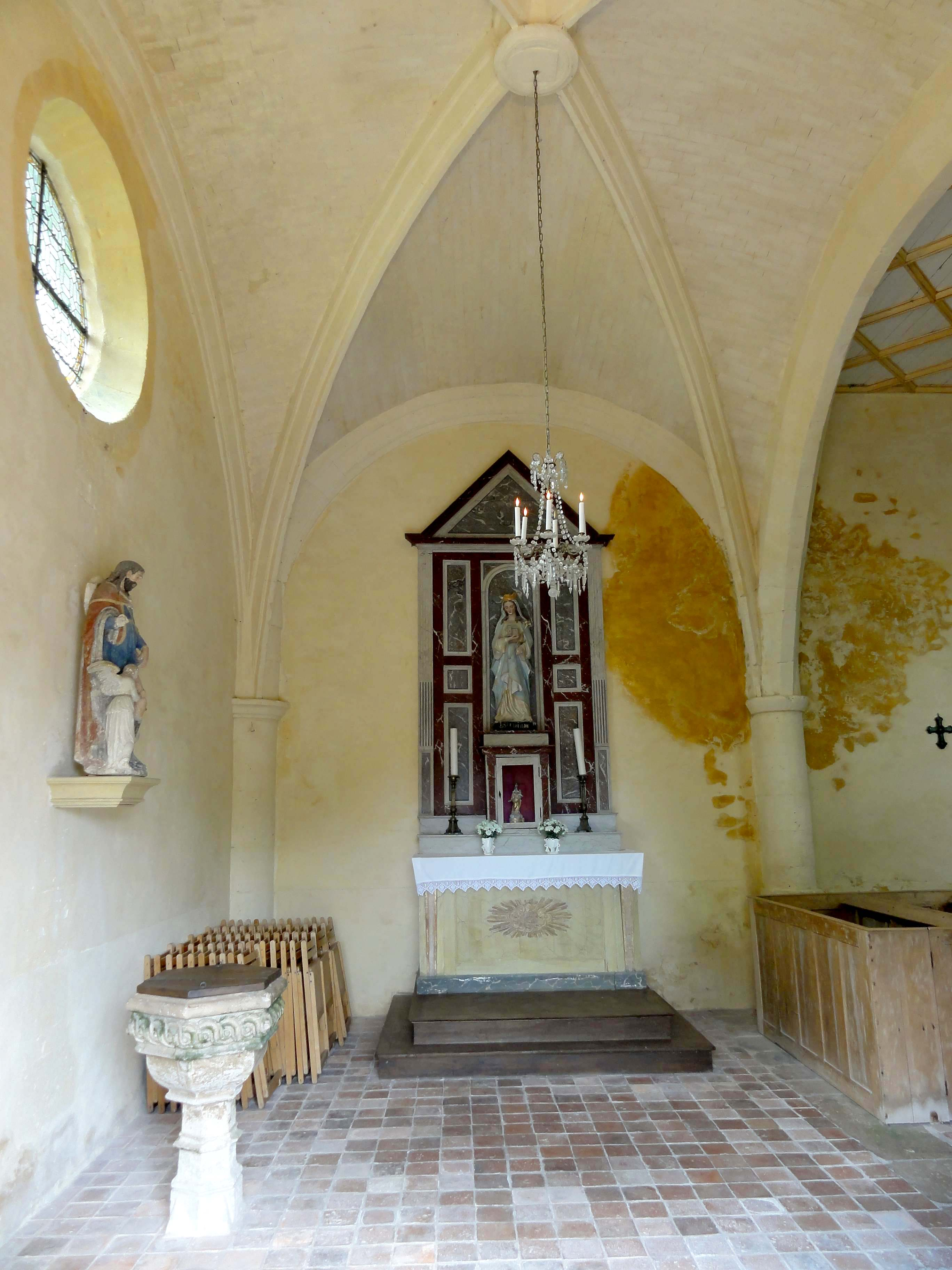
1re travée, vue vers le nord.

La première travée de la nef est de plan barlong dans le sens nord-sud. Elle est éclairée à l'ouest par un oculus poussé haut sous la lunette de la voûte. La voûte est en plein cintre, et muni de formerets moulurés de plusieurs ressauts. Les ogives affectent un profil aigu, comme à la période gothique flamboyante, mais comporte au milieu un filet, qui évoque la modénature méplate largement répandue à partir des années 1540. La clé de voûte est un disque arborant un écusson, dont le blason peint a dû être effacé à la Révolution. Avec les formerets et l'arc-doubleau ouvrant sur la nef romane, les ogives pénètrent dans des piliers cylindriques engagés dans les angles et les murs gouttereaux. Immédiatement en dessous, les piliers sont munis de chapiteaux sommaires, qui sont moulurés d'un filet, d'un cavet et d'un listel. Ce n'est que sur le pilier sud-est que le cavet est sculpté d'oves alternant avec des dards, qui pointent vers le haut, et non vers le bas, comme c'est la règle. — La partie romane de la nef est une grande salle rectangulaire dénuée de caractère, exception faite des deux fenêtres d'origine au nord. Elles sont petites, très étroites, et entourées d'un important ébrasement. Autour de ces fenêtres, subsistent des vestiges de la polychromie architecturale médiévale, dont l'on suppose qu'elle date du XIVe siècle. Les pierres sont enduites et blanchies à la chaux, peintes en faux-appareil, et décorées de petits motifs réalisés au pochoir : fleurettes rouges, rinceaux rouges et fleurs de lys noires. Ces motifs devaient recouvrir tout l'intérieur de la nef, puisqu'ils sont toujours présents sur le mur occidental du clocher, au-dessus du plafond actuel, dans les combles. Sur la première baie, les claveaux affichent un décor différent : une ligne brisé délimitée par deux lignes ondulées inscrit des points. Partout ailleurs, les murs ont été ravalés, et n'épargnent que l'ancien portail, qui est bouché au ras le mur par des moellons noyés dans un mortier. Les deux grandes fenêtres du sud sont en plein cintre, et munies d'un remplage de trois formes en plein cintre, dont celle au milieu est plus élevée que les deux autres. Il y a en plus, près de l'angle sud-est, une longue meurtrière entourée d'un ébrasement correspondant à une baie autrement large. — À l'est, une épaisse arcade en cintre surbaissé assure la communication avec la base du clocher, et ouvre la vue sur le chœur. D'origine romane, l'arcade a été mise au goût du jour à la Renaissance, et pourvue de moulures en stuc. Une tête de chérubin se profile sur la clé d'arc.

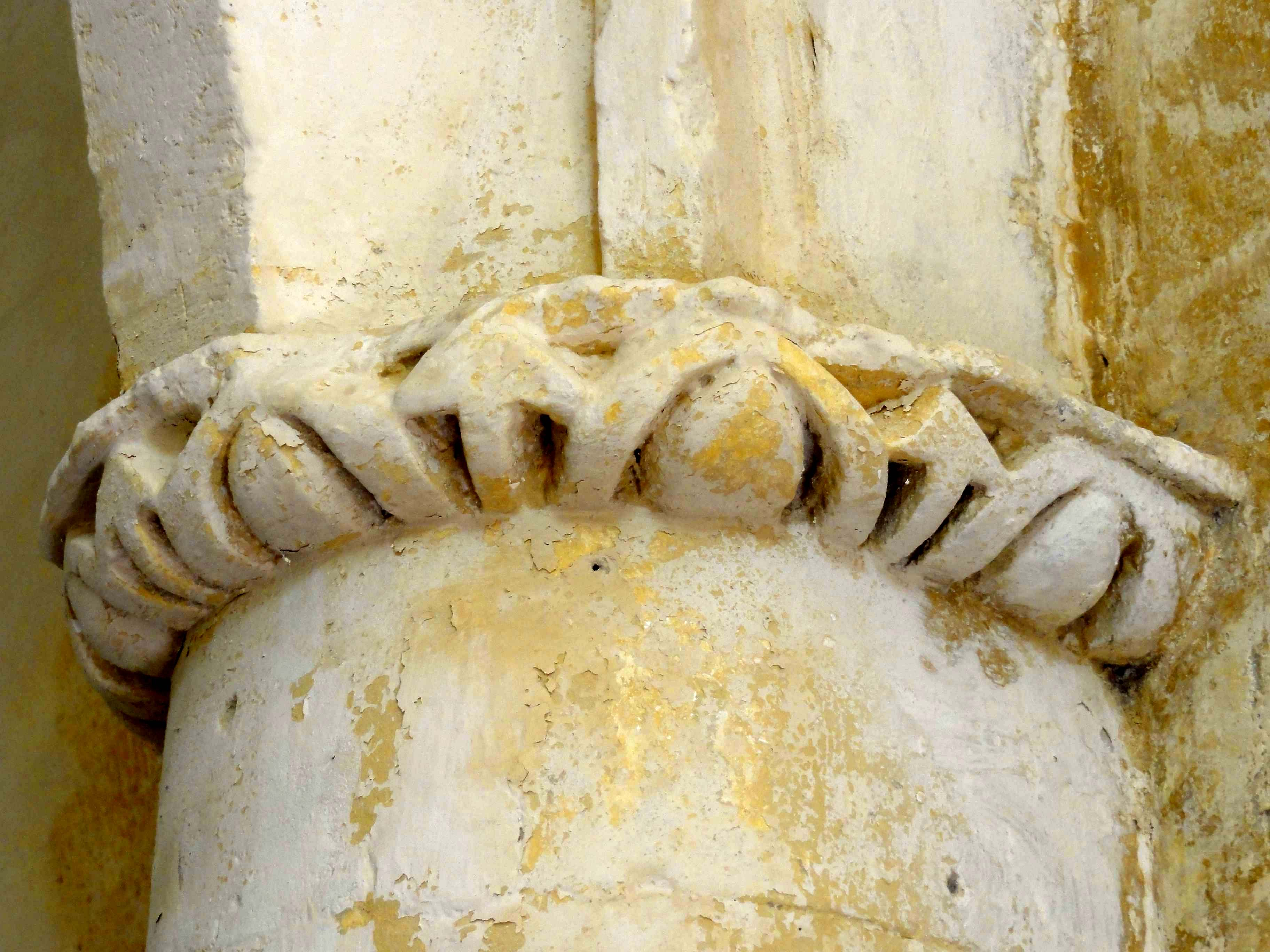
Frise Renaissance du pilier sud-est.
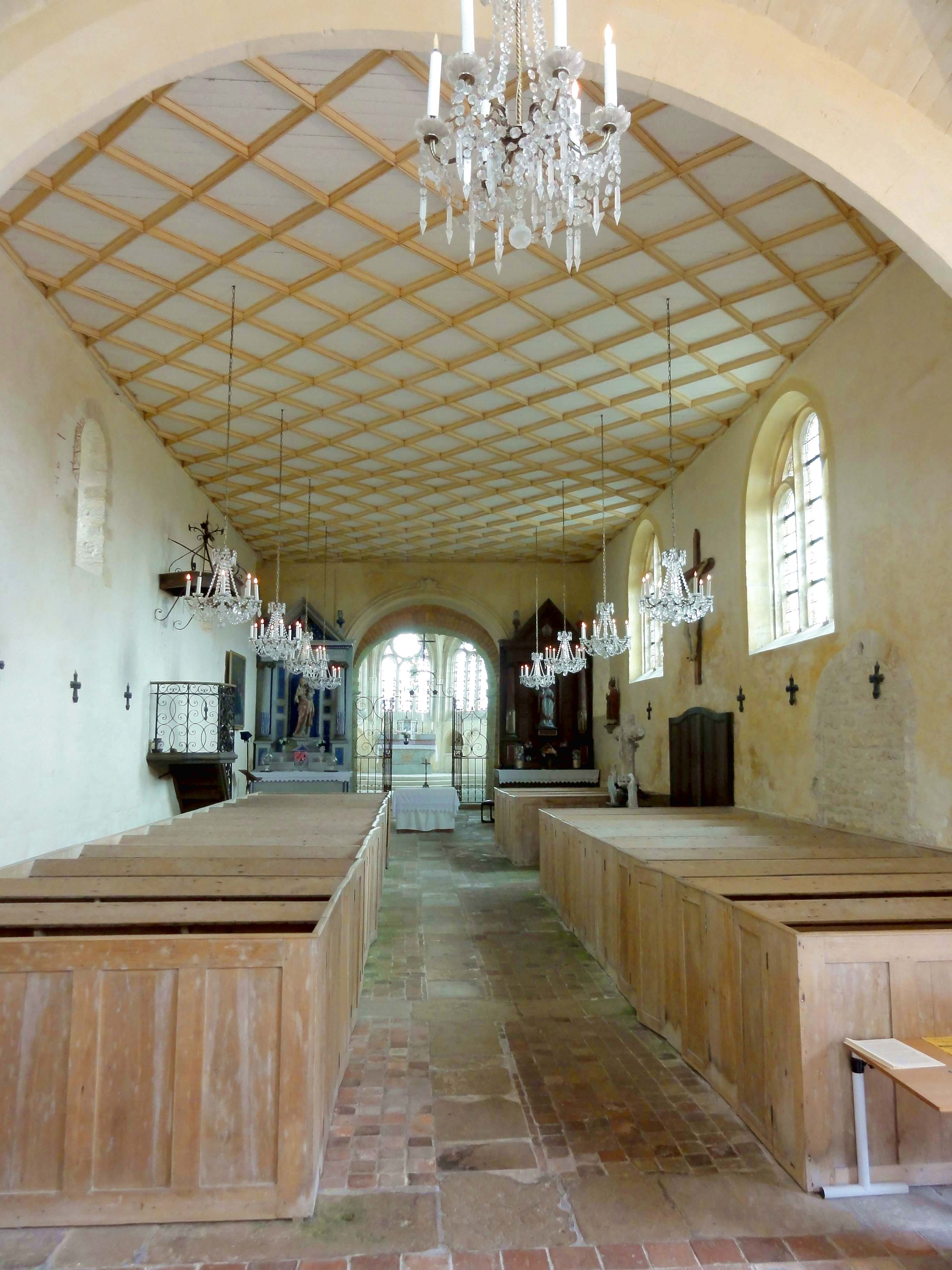
1re travée, vue vers l'est.
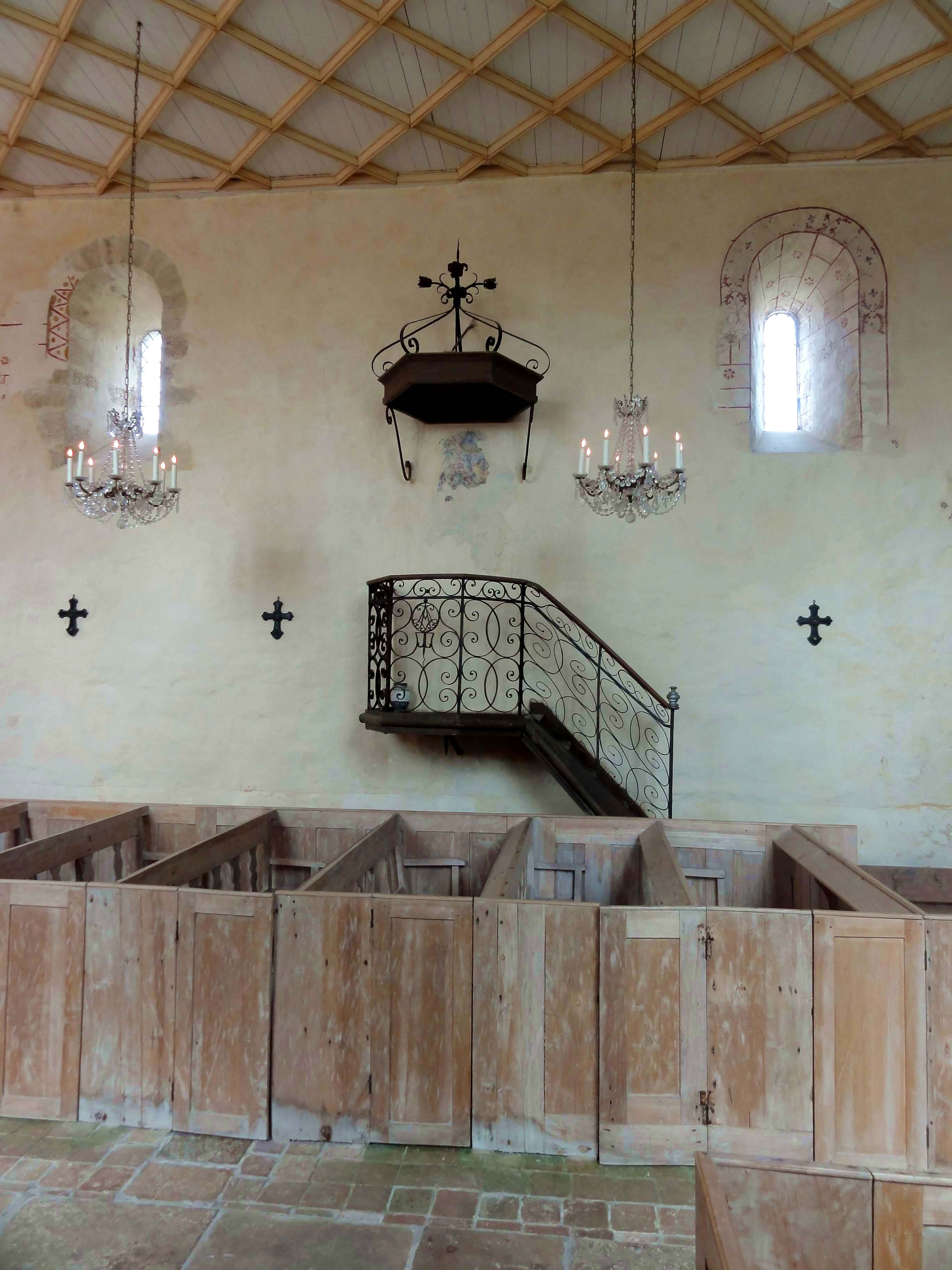
Partie romane, élévation nord.
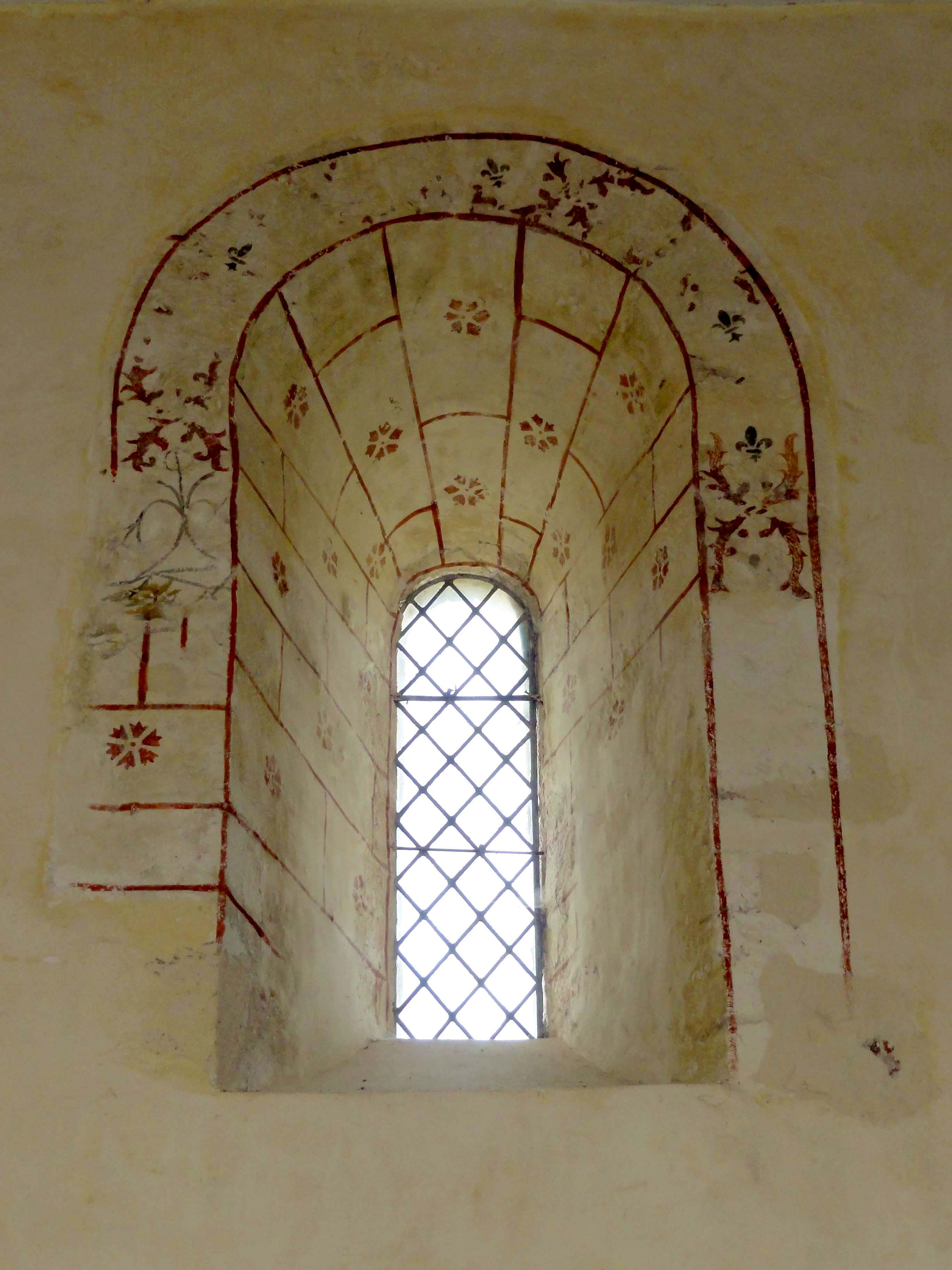
2e fenêtre romane côté nord.
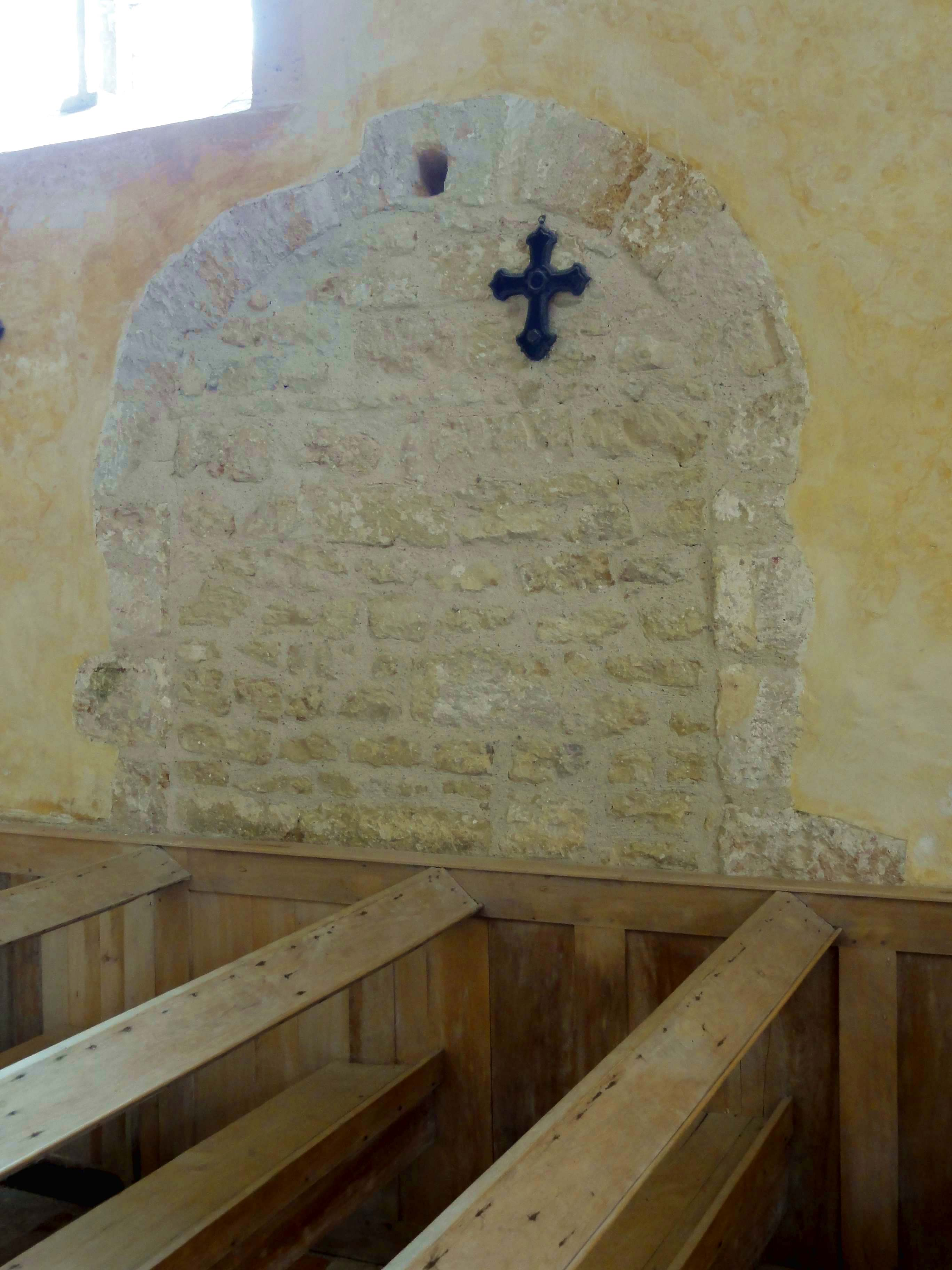
2e travée, trace de l'ancien portail roman.
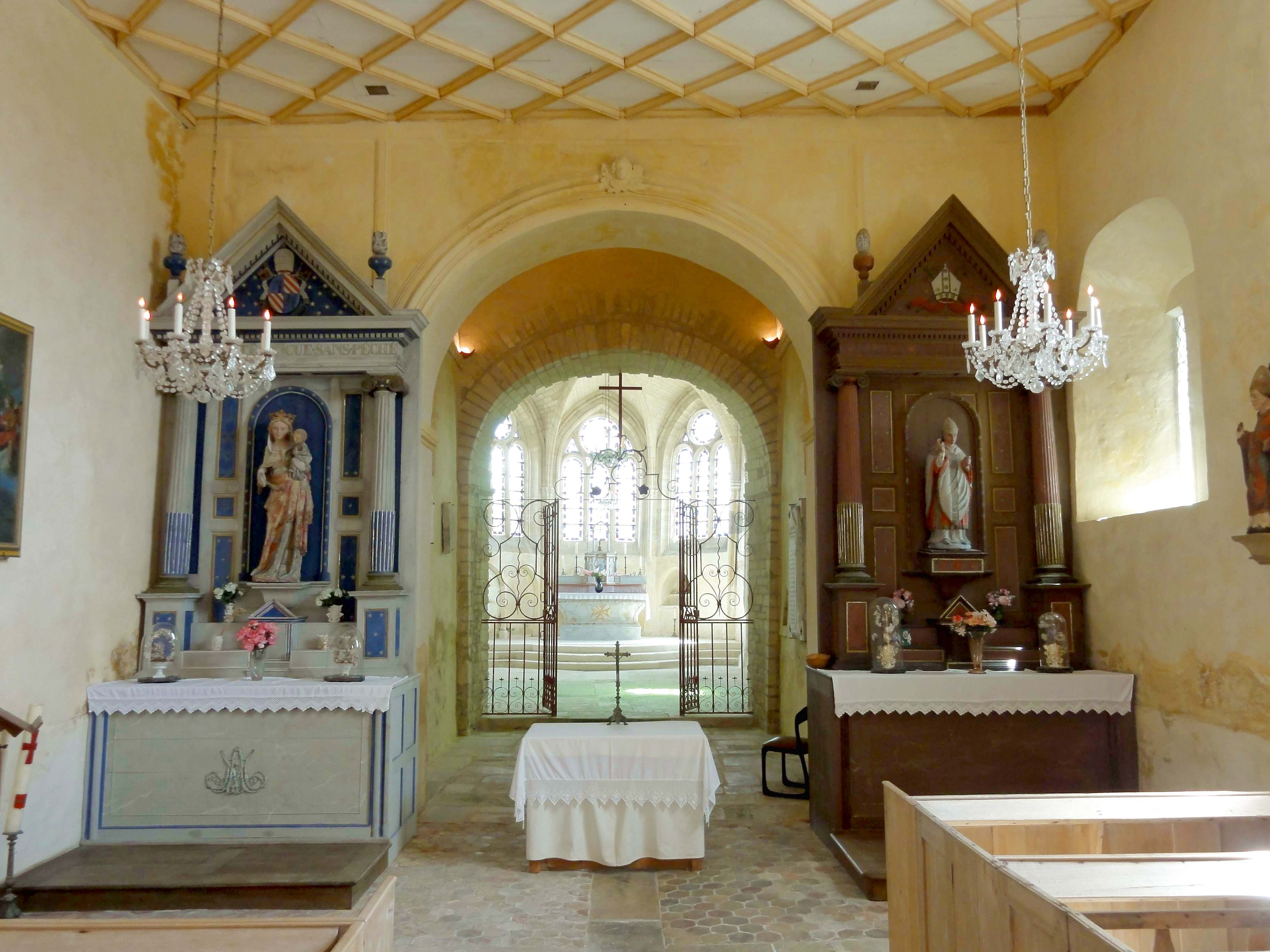
Vue vers l'est sur la base du clocher.

#### Base du clocher

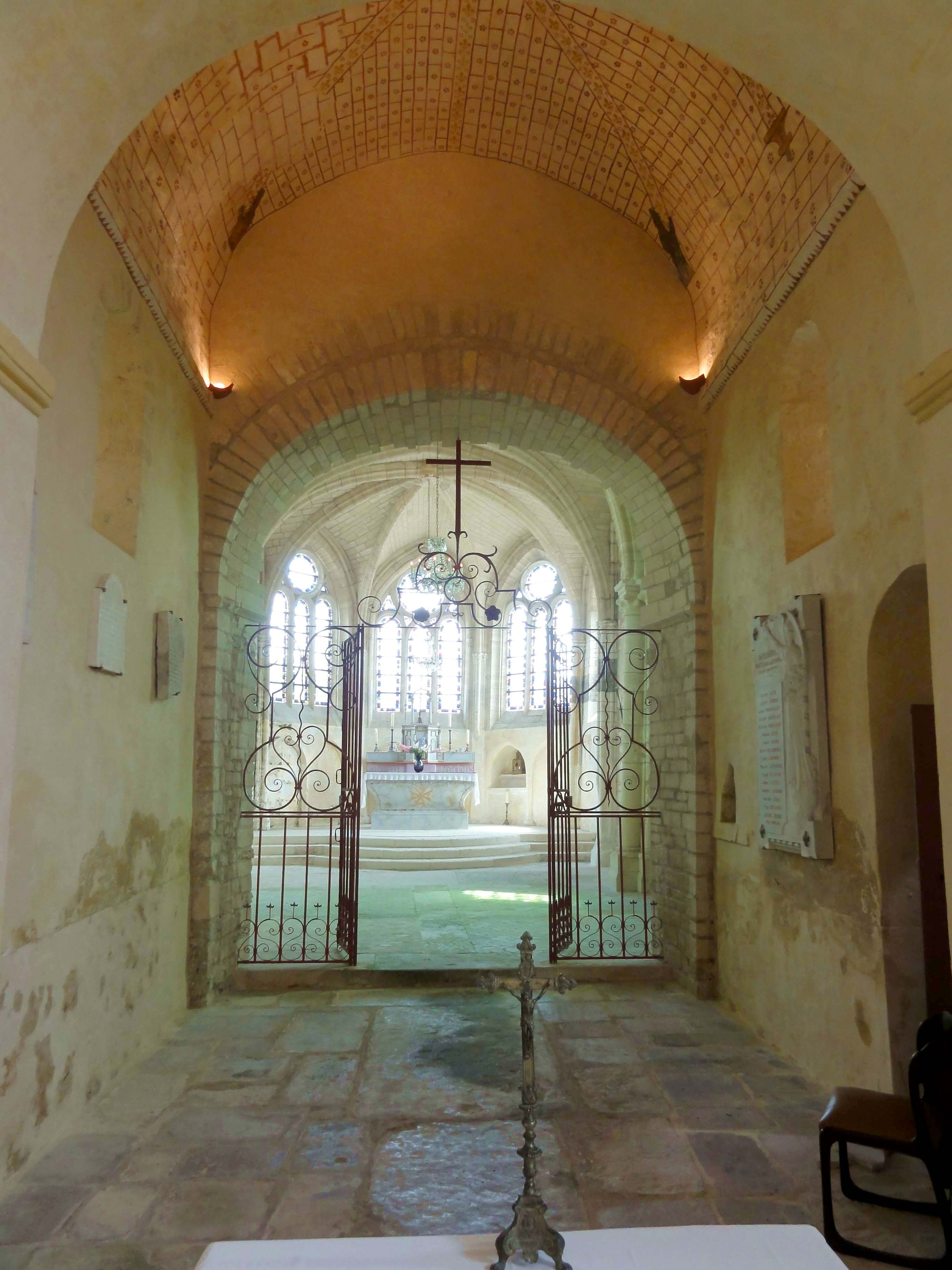
Vue vers l'est.

Depuis la nef, la base du clocher s'ouvre par une arcade remaniée, tandis qu'à l'est, elle ouvre sur le chœur sur une arcade surbaissée en fer à cheval, comme on peut en voir au transept de Morienval et au chœur Saint-Clair-sur-Epte. À simple rouleau et non mouluré, elle retombe sur des impostes au profil d'un méplat et d'un chanfrein. Cette arcade devait former corps avec le cul-de-four du chœur primitif, dont l'arrachement demeure visible à l'est. Au-dessus, l'on observe par ailleurs un arc de décharge, qui adopte le même tracé. La voûte en berceau plein cintre souligne le caractère roman de la base du clocher. Dans le Vexin, les bases de clocher de Banthelu, Bouconvillers, Fay-les-Étangs, Fontenay-Saint-Père, Fleury, Serans et Senots sont également voûtées en berceau, et au-delà, Deuil-la-Barre, Néry, et Villers-Saint-Frambourg. La voûte est peinte du même motif de faux-appareil que jadis la nef, ainsi que de cercles concentriques renfermant de divers motifs autour du centre, et de huit rubans de fleurs de lys rayonnant autour. Dans les angles, ils sont avalés par des engoulants. Ces peintures ne sont pas datées, mais la ressemblance avec celles sous le clocher de Cormeilles-en-Vexin est frappante. La retombée s'effectue sur des impostes au profil d'un méplat et d'un chanfrein, peints d'un motif en dents-de-scie qui pourrait correspondre à un décor gravé ancien, disparu sous les couches de badigeons. Les impostes se situent au niveau du sommet des arcades de la base du clocher. En ce qui concerne les élévations latérales, l'on peut seulement signaler les deux petites fenêtres romanes, une au nord et une au sud, et la porte de la cage d'escalier. Au-dessus de son linteau horizontal, elle possède un arc de décharge en plein cintre. Une petite niche de forme irrégulière existe près de l'arcade orientale, également au sud. Il pourrait s'agir d'une ancienne piscine liturgique. Le sol est pavé d'anciennes dalles funéraire en pierre calcaire découpées.

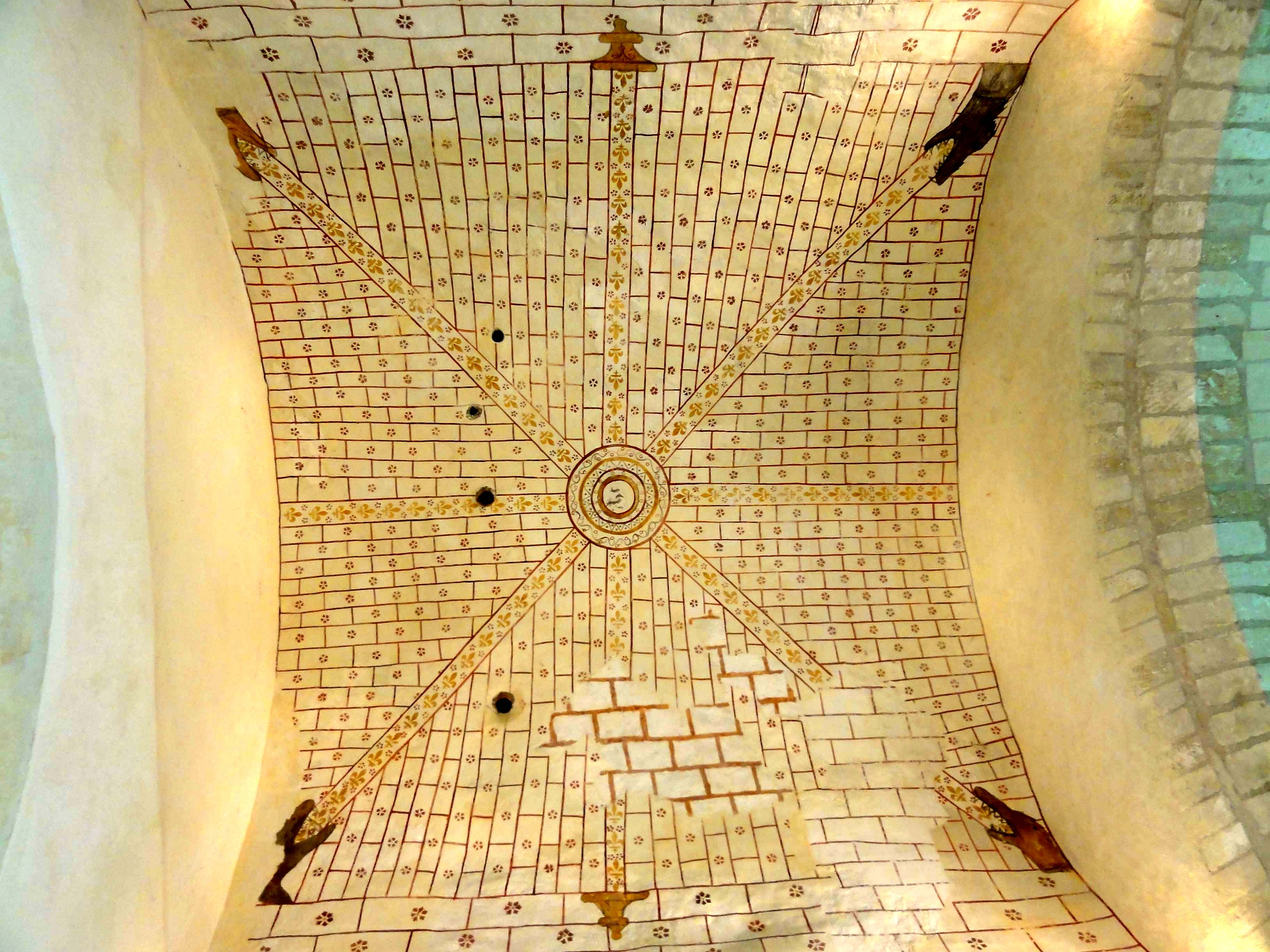
Voûte en berceau.
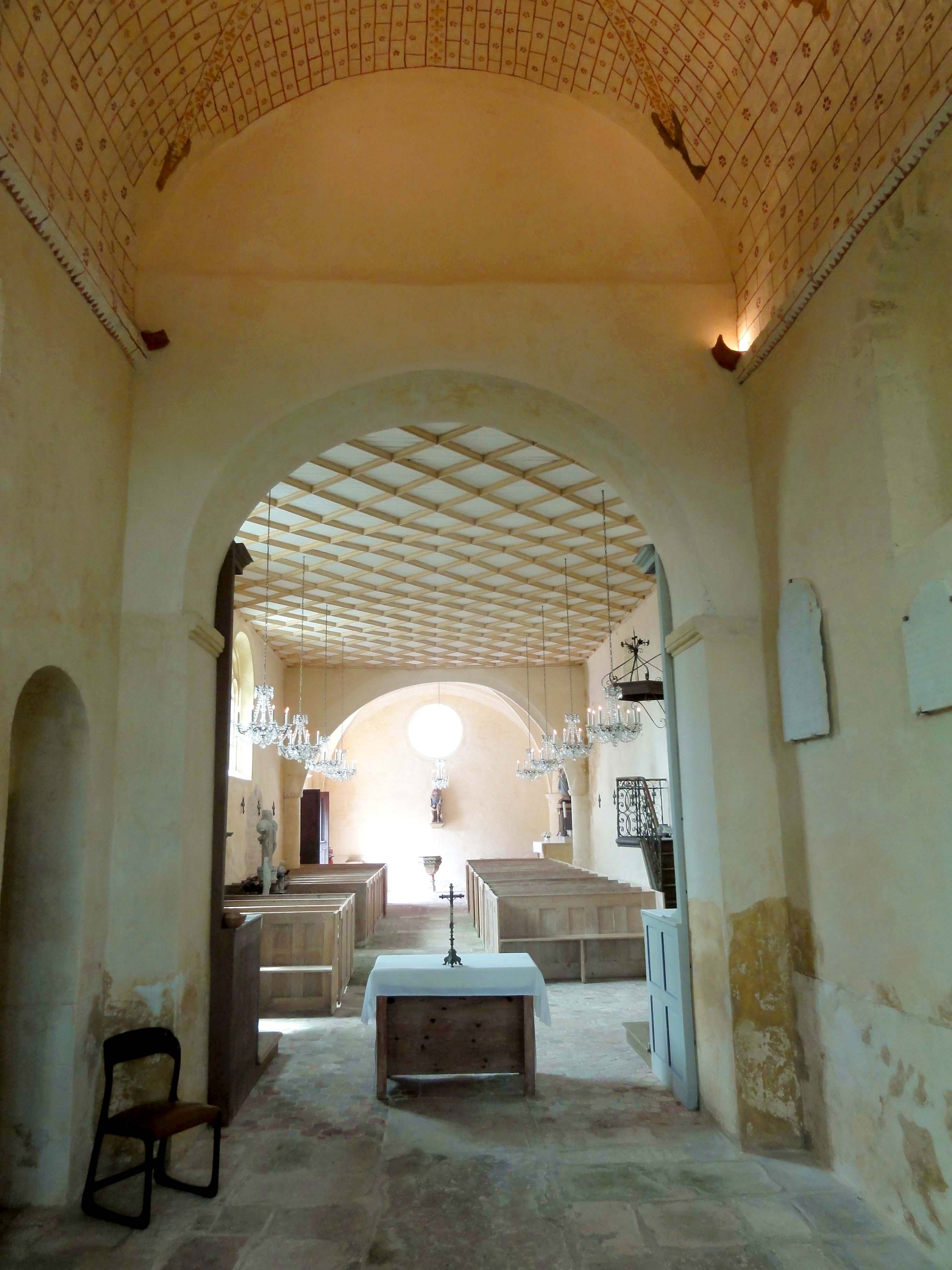
Vue vers l'ouest.
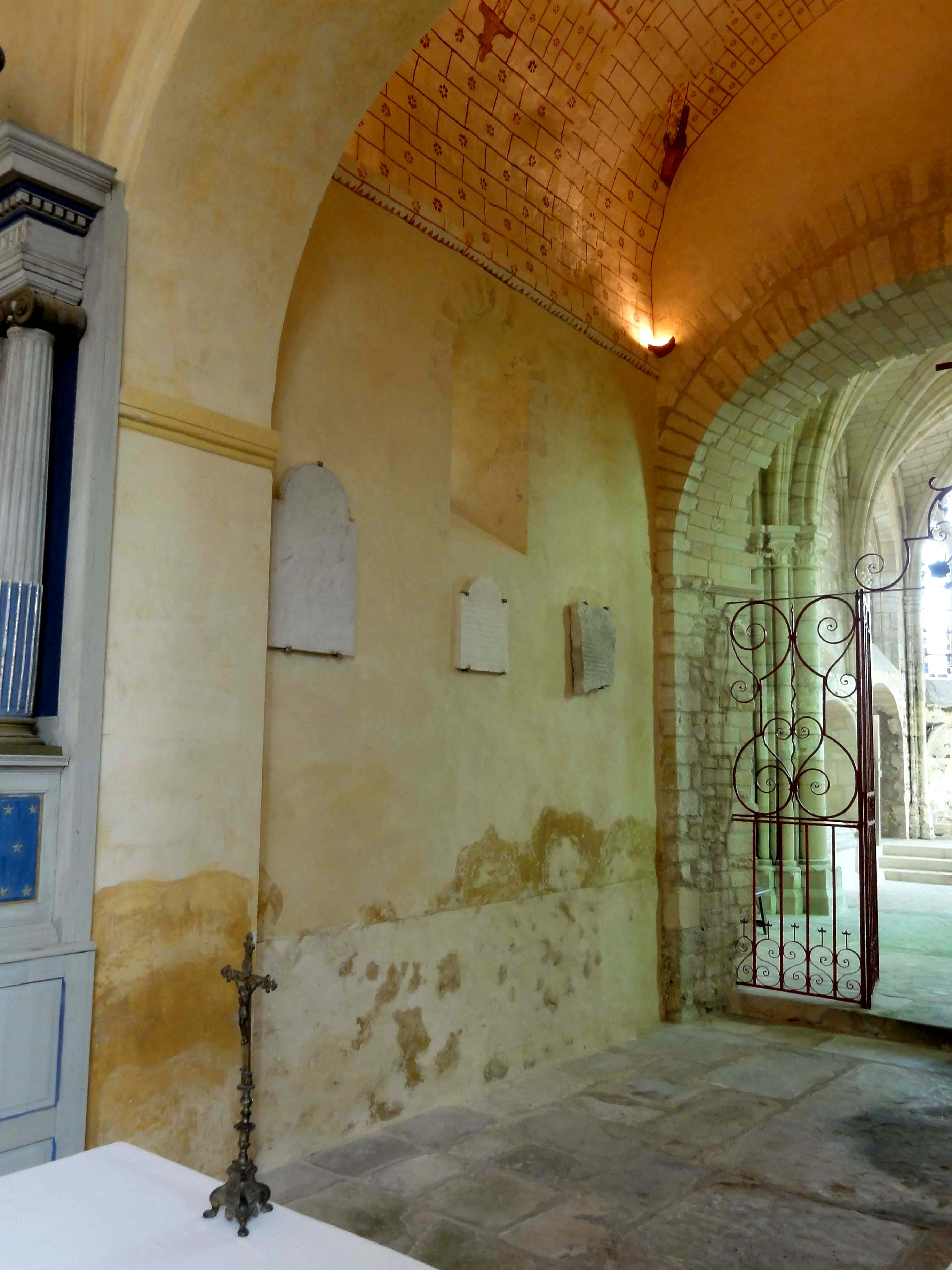
Côté nord.
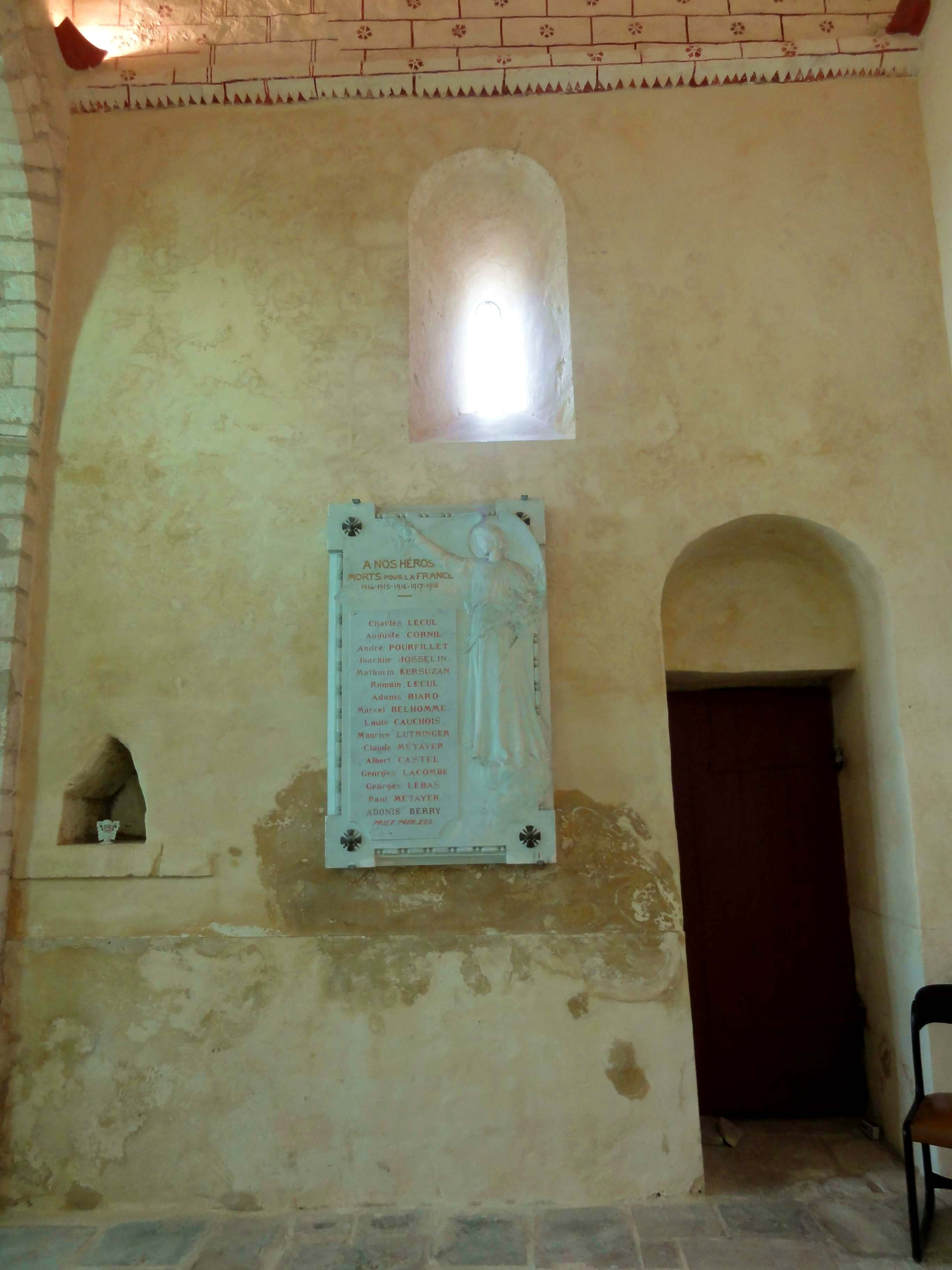
Élévation sud.
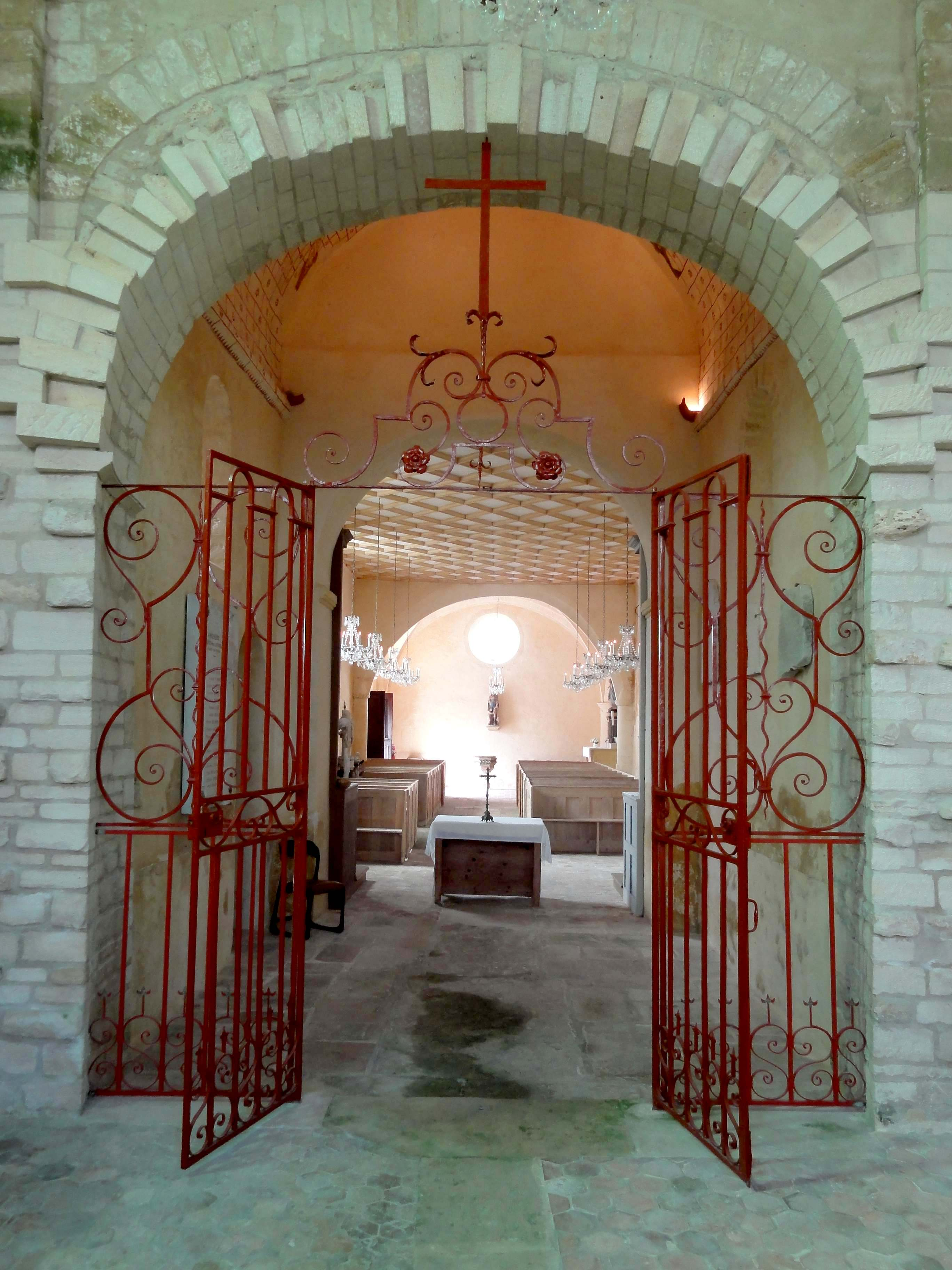
Vue depuis le chœur.
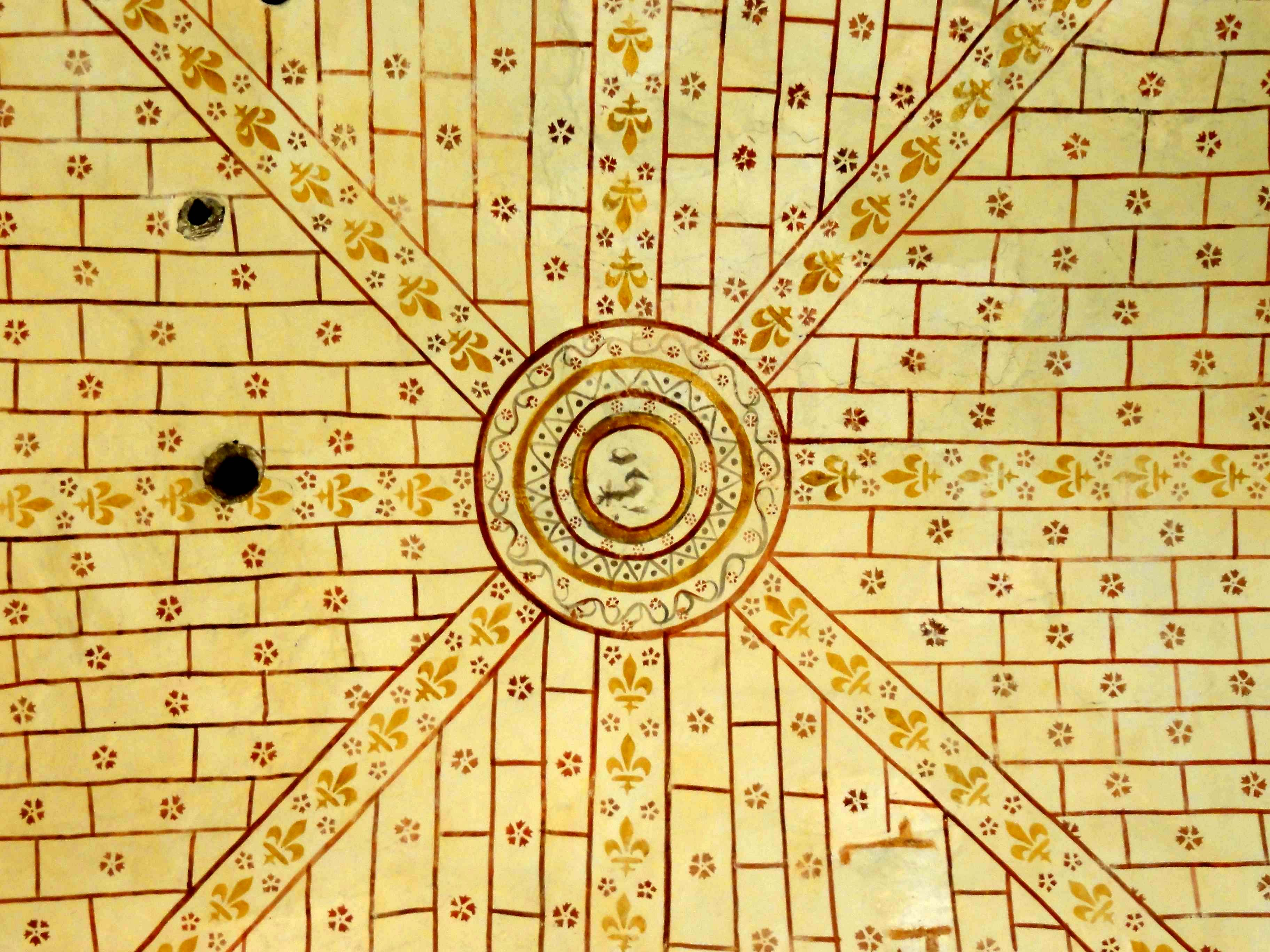
Polychromie de la voûte.

#### Chœur

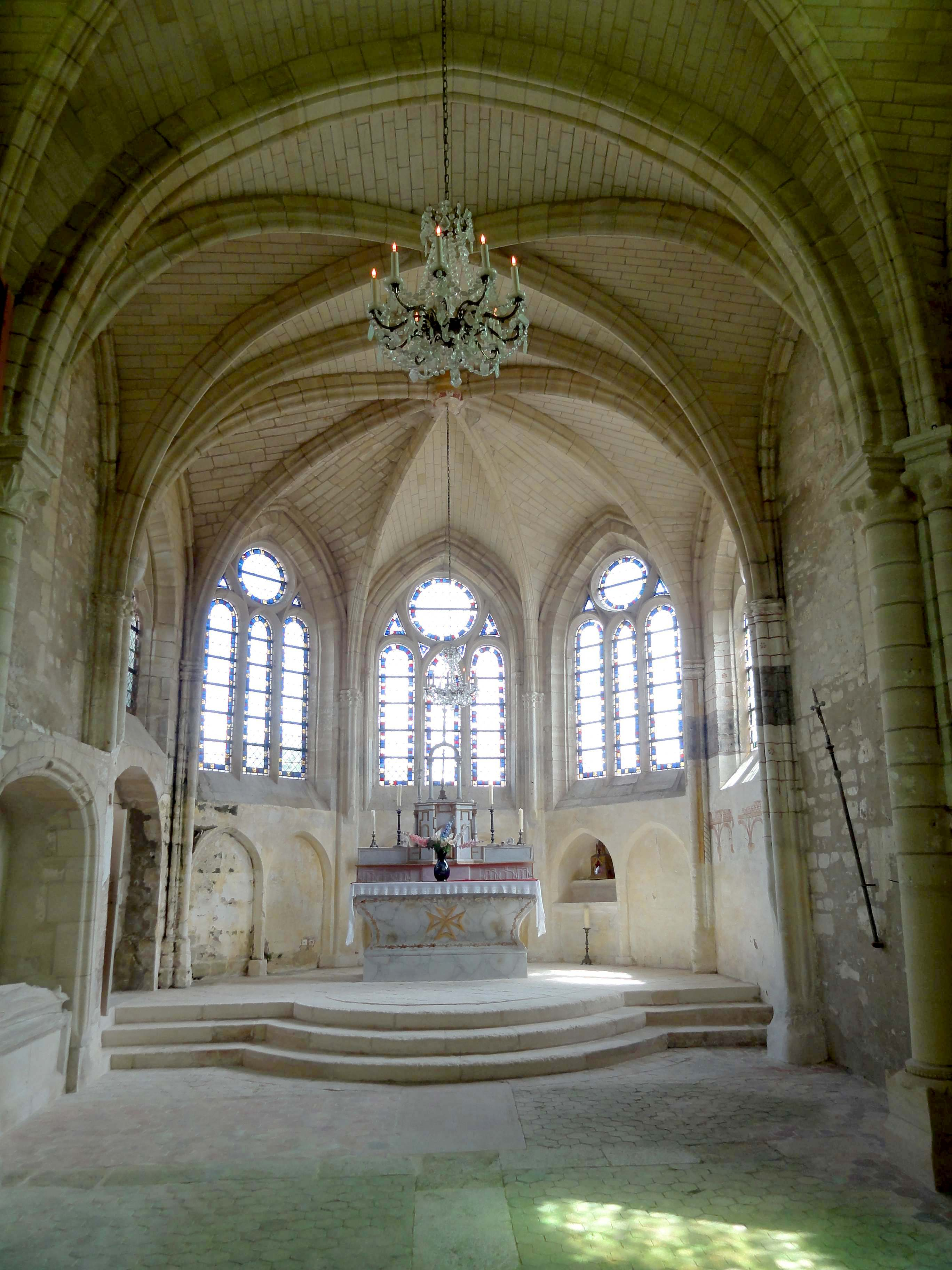
Chœur, vue vers l'est.

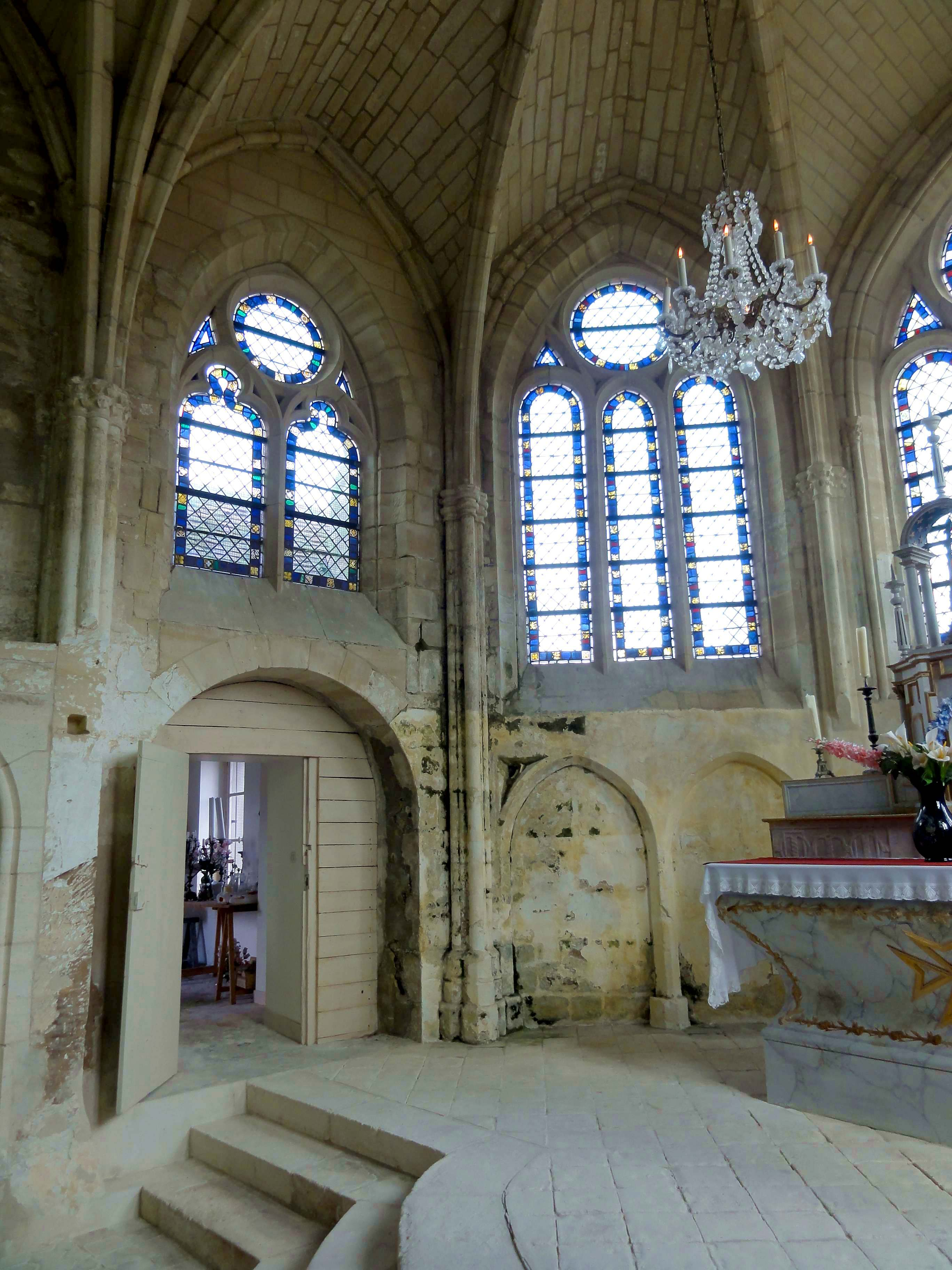
Abside, côté nord-est.

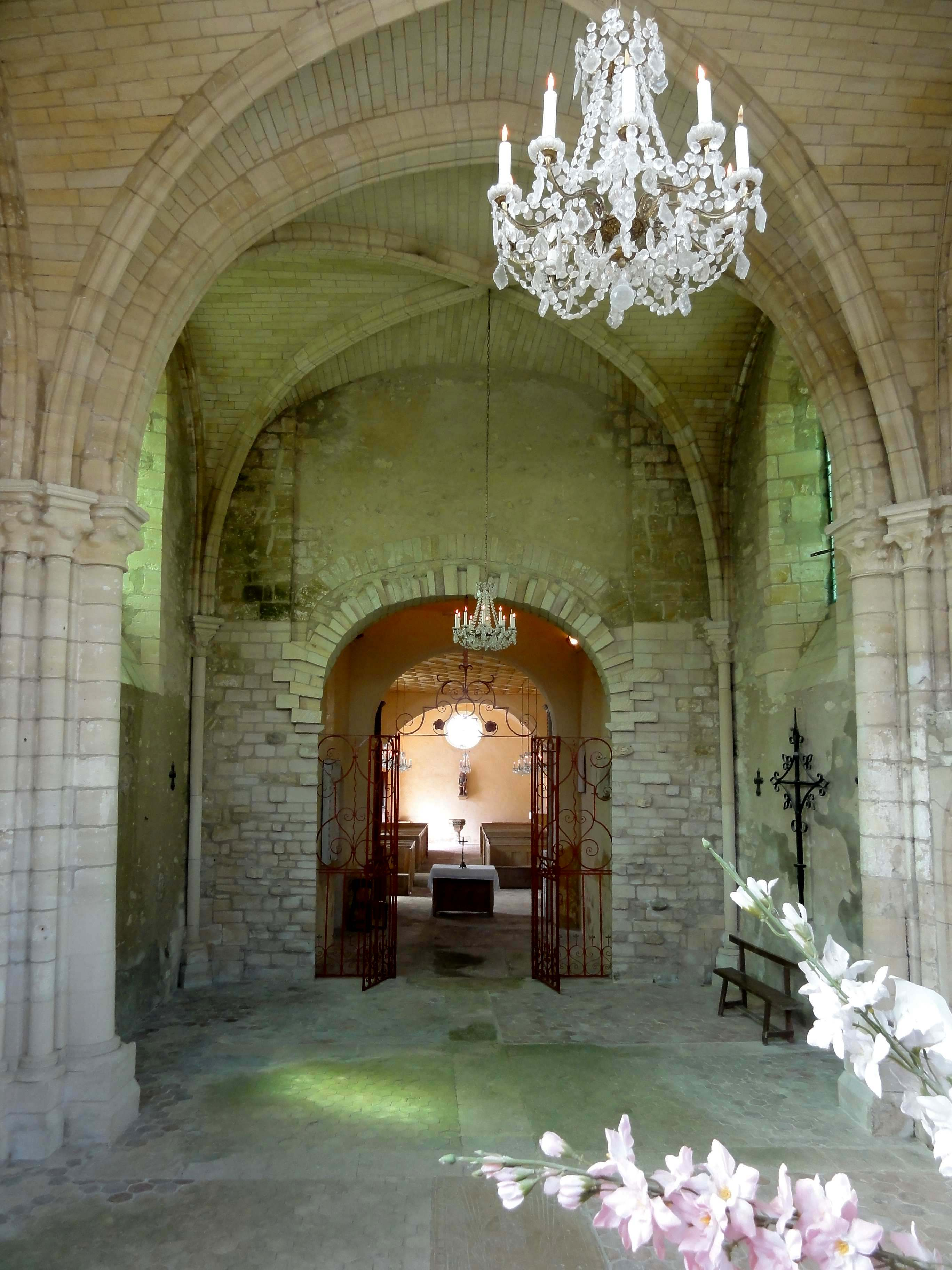
Vue vers l'ouest.

L'abside est la partie la mieux conservée, avec la réserve que la partie inférieure des colonnettes a été supprimée à gauche et à droite du pan d'axe. Des échantillons assez divers de polychromie architecturale y sont visibles, notamment sur l'allège de la baie méridionale, ainsi que sur les faisceaux de colonnettes de part et d'autre de cette baie. Les bandeaux noirs proviennent d'une litre funéraire, dont les emblèmes héraldiques ont été effacés sous la Révolution.
Les deux premières travées portent les traces d'une restauration inaboutie, qui devrait remonter aux débuts du XXe siècle, quand la chute de pierres de la flèche avait endommagé les voûtes. Les murs ont alors été libérés de leurs enduits et les vestiges probables de la polychromie ancienne ont été détruits. En même temps, les traces des fenêtres bouchées de la seconde travée ont été remises au jour. L'on note que ces fenêtres étaient excentrées vers l'est et n'étaient donc pas alignées sous le sommet des formerets. En même temps, la seconde travée est plus courte que la précédente et environ deux fois plus large que profonde. Il est donc probable que la profondeur de la travée a été réduite lors de l'adjonction de l'abside polygonale. Quoi qu'il en soit, les deux arcs-doubleaux du chœur adoptent un tracé en arc brisé très surbaissé, tandis que les formerets sont en tiers-point. Ce caractéristique est donc partagée par les deux campagnes de construction, séparées d'un intervalle compris entre vingt et soixante ans environ.
Dans la première travée, les ogives sont au profil d'une fine arête entre deux tores, ce qui est le profil le plus fréquent à la première période gothique. Le profil du premier doubleau, qui affiche un méplat entre deux gorges, est assorti. Dans la seconde travée et dans l'abside, les ogives sont au profil d'un tore unique garni d'un mince filet, dégagé par deux cavets de deux baguettes placées en arrière-plan. Le second doubleau adopte ce même profil. On le trouve aussi dans les chapelles sud de Seraincourt et Us, mais pas encore au chœur de Genainville. Dans l'ensemble du chœur, les formerets se composent indifféremment d'un tore et d'une gorge. Il n'y a pas de formeret au droit du mur du clocher. Les supports sont au même nombre que les éléments à supporter, sauf dans les angles près du clocher, où l'on trouve des colonnettes uniques. Ici ainsi qu'au niveau du premier doubleau, la retombée s'effectue sur des tailloirs carrés, dont ceux correspondant aux ogives sont plantés de biais, face aux ogives. À l'est, les tailloirs sont octogonaux, moins hauts et d'un diamètre plus petit. Il en va de même des chapiteaux. Ceux des années 1230 / 1240 sont sculptés de crochets assez stéréotypés, tous identiques, sauf au nord du premier doubleau, où les bourgeons aux formes mal définies sont toutefois susceptibles de résulter de la réparation à grand renfort de plâtre de la sculpture mutilée par la catastrophe de 1897. Les chapiteaux-tuyaux de la période rayonnante sont, quant à eux, sculptés de deux rangs de feuillages bien fouillés, mais très simples, ou seulement moulurés de deux boudins. Seulement les fûts des colonnettes isolées dans les angles nord-ouest et sud-ouest sont en délit ; les autres sont appareillés. Au niveau du premier doubleau, les grands fûts correspondant au doubleau sont engagés dans des dosserets, tandis que les autres sont logés dans des ressauts des piliers engagés. Les bases, apparemment refaites, comportent un rang de petits carrés, ainsi que des griffes ébauchées et terminées en volutes pour ce qui est des gros fûts du doubleau. À l'est, les fûts du second doubleau, tout aussi minces les uns que les autres, sont accolés. Dans les angles de l'abside, réapparaissent de discrets dosserets. Toutes les bases de la période rayonnante sont malheureusement détériorées ou manquantes. Subsistent quelques hauts socles octogonaux à deux ressauts, adoucis par des tores.
Les élévations des deux travées droites offrent une image hétérogène. À l'ouest, au-dessus de l'arcade en fer à cheval déjà signalé, apparaît le mur en moellons noyés dans un mortier du clocher, qui est toutefois encadré de pilastres en pierre de taille à gauche et à droite. Les fenêtres de la première travée s'ouvrent au-dessus d'un long glacis et sont fortement ébrasées. Les fenêtres de la seconde travée devaient être analogues. Cette travée est aujourd'hui dépourvue de jours. À la période flamboyante, un enfeu en anse de panier a été ménagé dans le soubassement de la baie septentrionale. Son ouverture est encadrée de moulures. L'enfeu abrite une gisante du début du XIVe siècle, dont l'on ignore pourquoi elle se retrouve ici. Elle surmonte le tombeau de Marie de Trie, morte le 25 août 1525 (voir le chapitre Mobilier). Dans l'abside, une arcade en plein cintre a été ouverte dans le soubassement de la fenêtre, dont la hauteur s'en trouve diminuée. L'arcade est fermée par une cloison de planches, qui comporte la porte de la sacristie. Les pans de l'abside sont de même largeur tous les cinq, mais les baies du nord et du sud n'utilisent pas toute la largeur disponible, et sont seulement à deux lancettes. Les trois autres baies sont à trois lancettes. Dans tous les cas, elles sont surmontées d'un oculus unique, et tous les écoinçons sont ajourés. Les meneaux affectent un profil chanfreiné aigu, qui s'impose dès la période rayonnante tardive, et sont dépourvus de chapiteaux et de bases. Ils se fondent dans le glacis au seuil des fenêtres. Les piédroits et les voussures des fenêtres sont moulurés d'une gorge. Les soubassements des deux pans obliques sont animés par deux arcatures plaquées par pan de l'abside. Quelques particularités des réseaux des fenêtres sont à signaler. Au nord, des têtes trilobées s'inscrivent dans les lancettes. Ailleurs, elles devaient exister aussi, mais se sont perdues. Au sud, les deux lancettes sont en plein cintre, et les lancettes latérales des pans obliques et du pan d'axe le sont également, mais ici, elles sont surmontées d'un triangle un peu irrégulier. La lancette médiane, un peu plus haute que les autres, est en arc brisé. Certaines dispositions devraient résulter de réparations au XIXe siècle, dont les formes en plein cintre au nord. Enfin, le pourtour de la baie d'axe est entouré d'un mince tore, qui porte des chapiteaux au niveau des impostes. Il n'est plus possible à dire si les quatre autres fenêtres rayonnantes étaient décorées pareillement.

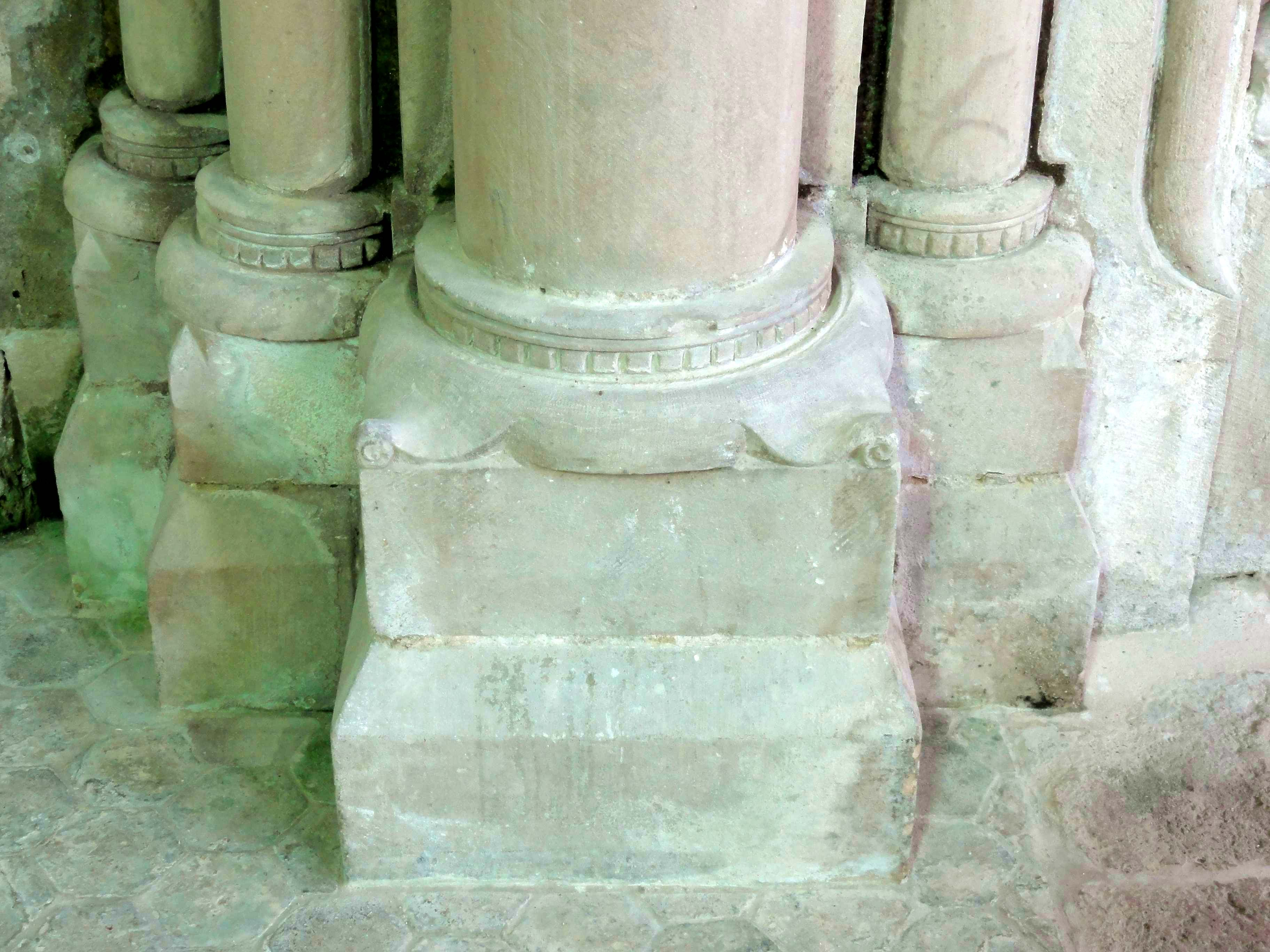
Bases du 1er doubleau.
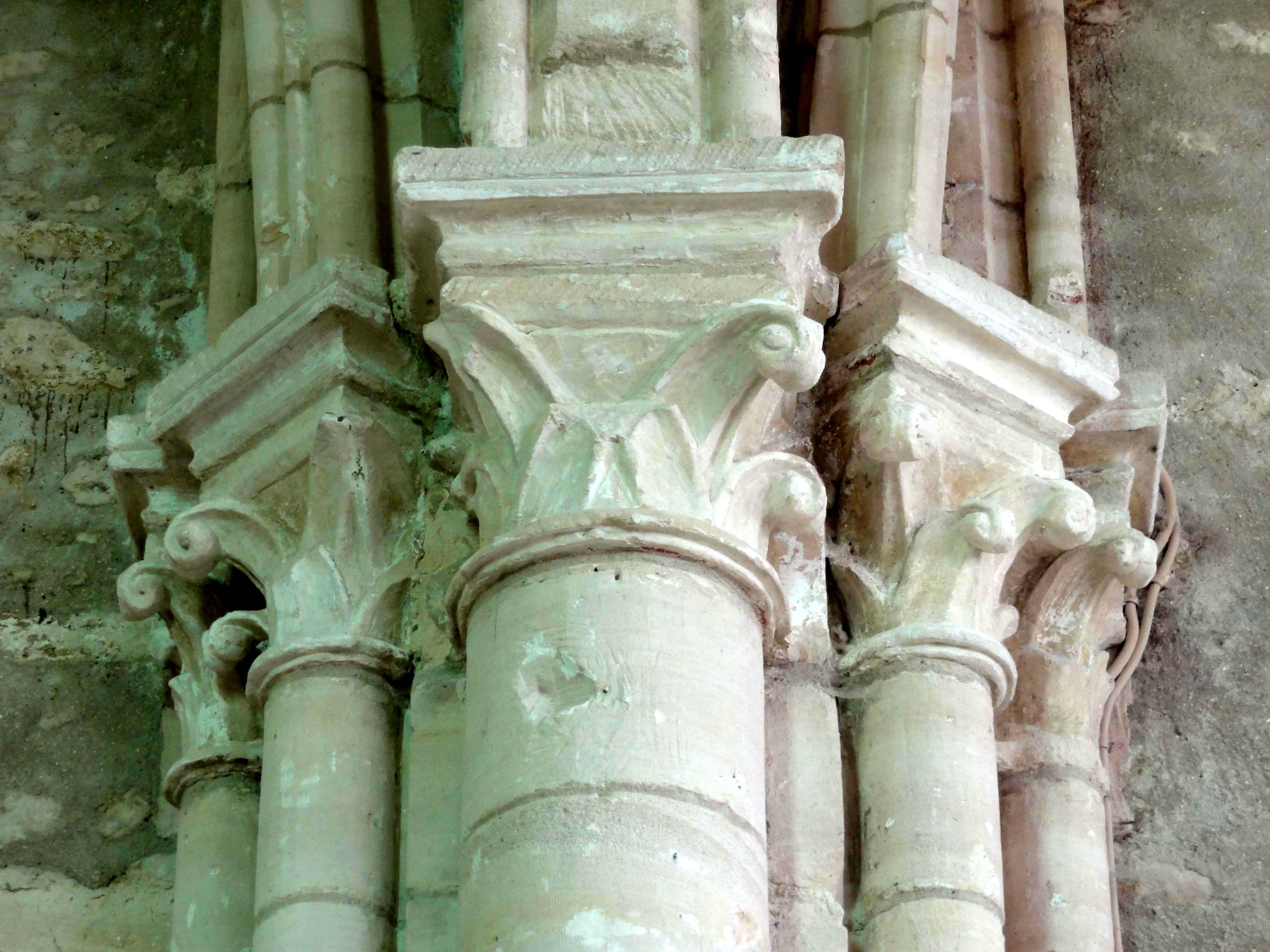
Chapiteaux du 1er doubleau.
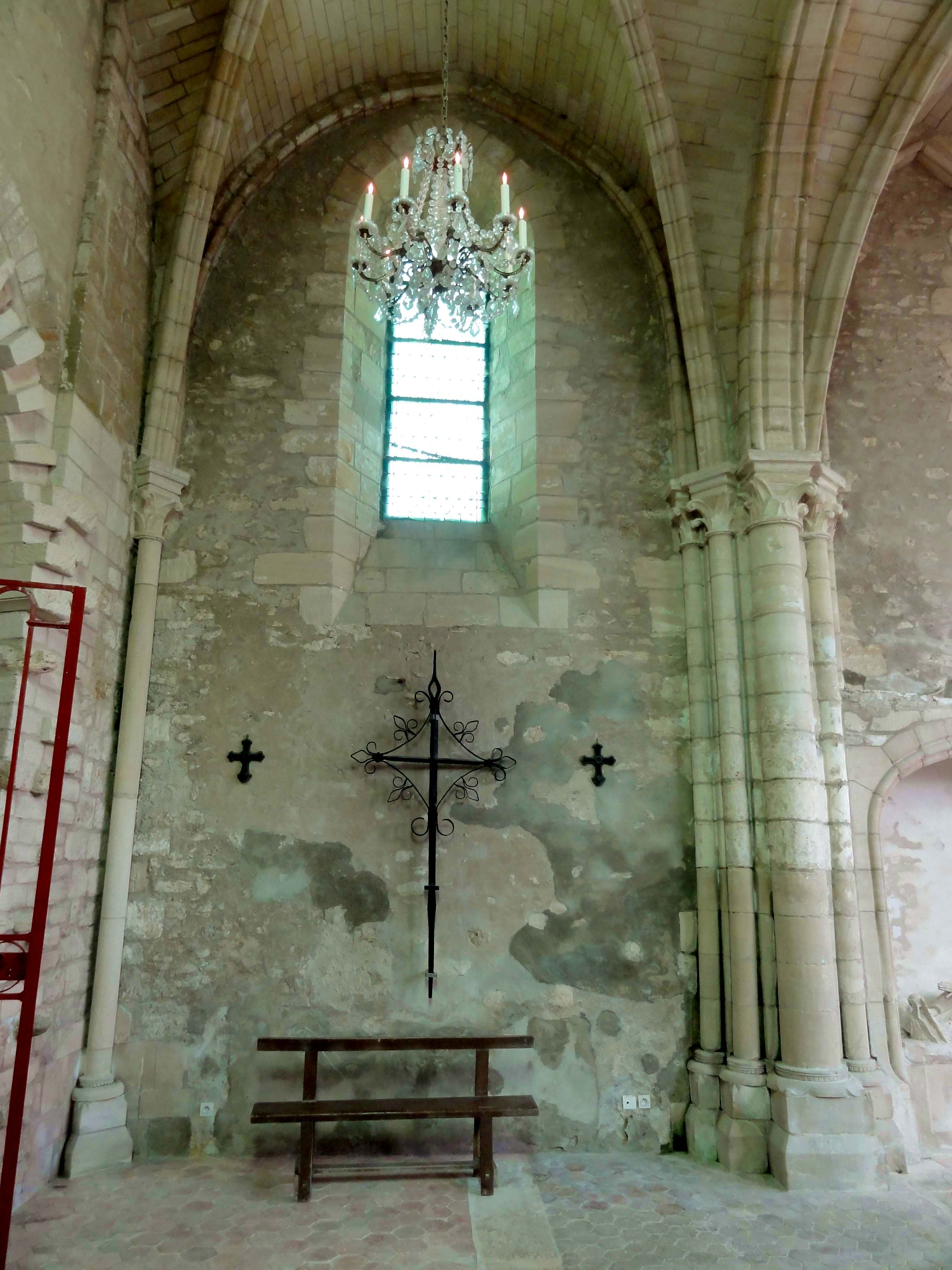
1re travée, élévation nord.
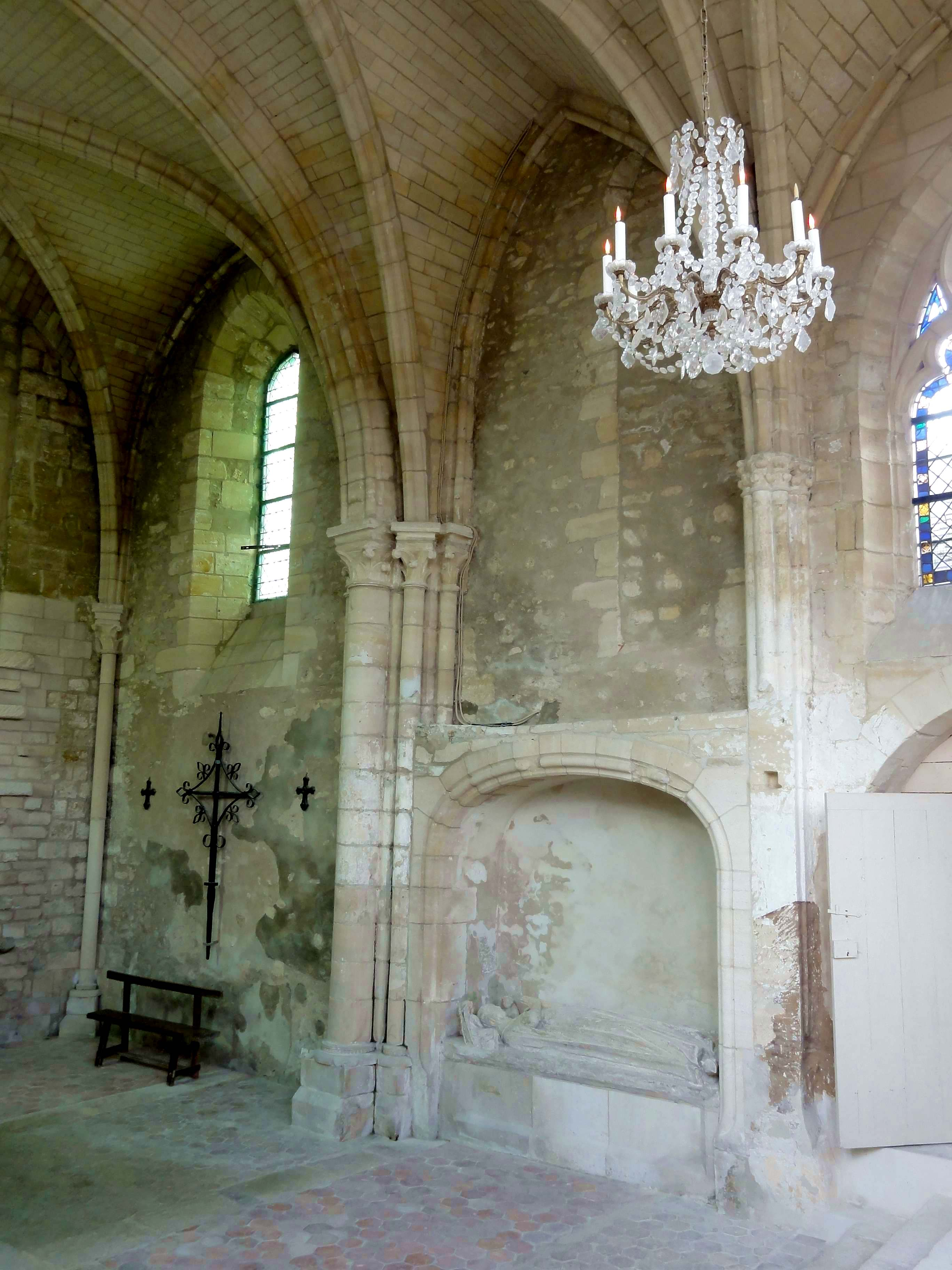
1re et 2e travée, élévation nord.
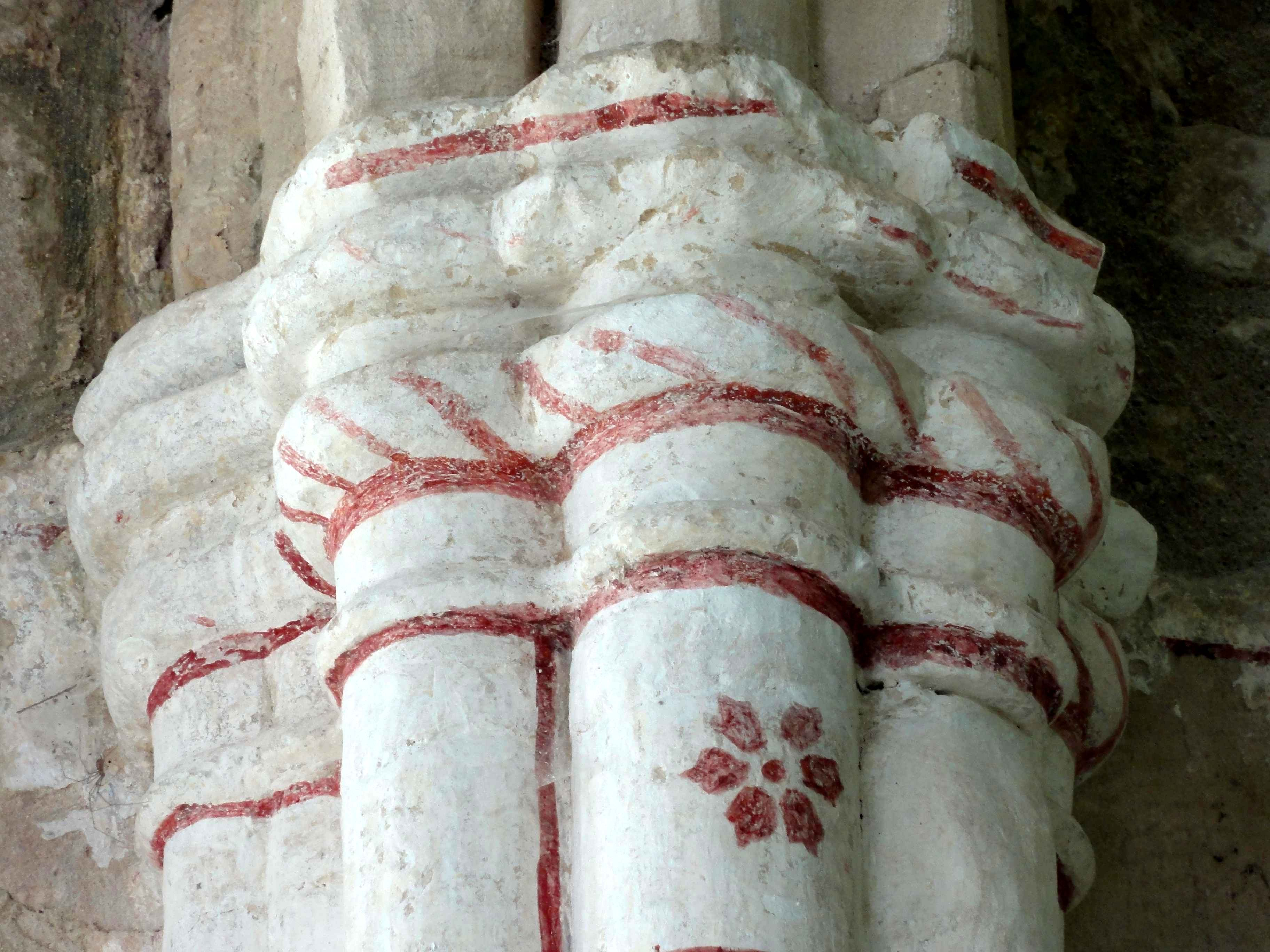
Chapiteaux du 2e doubleau, côté sud.
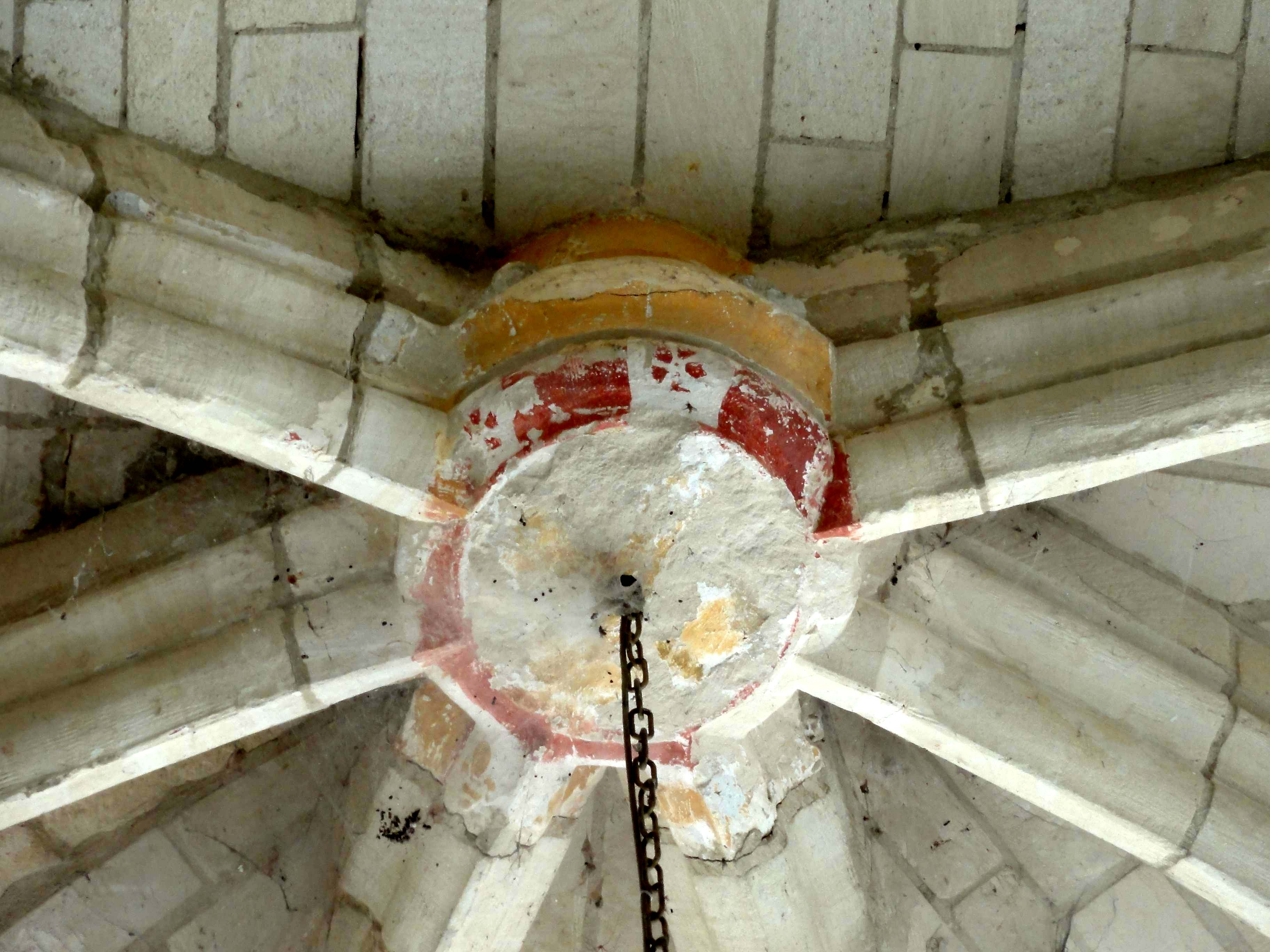
Clé de voûte de l'abside.

### Extérieur

#### Nef

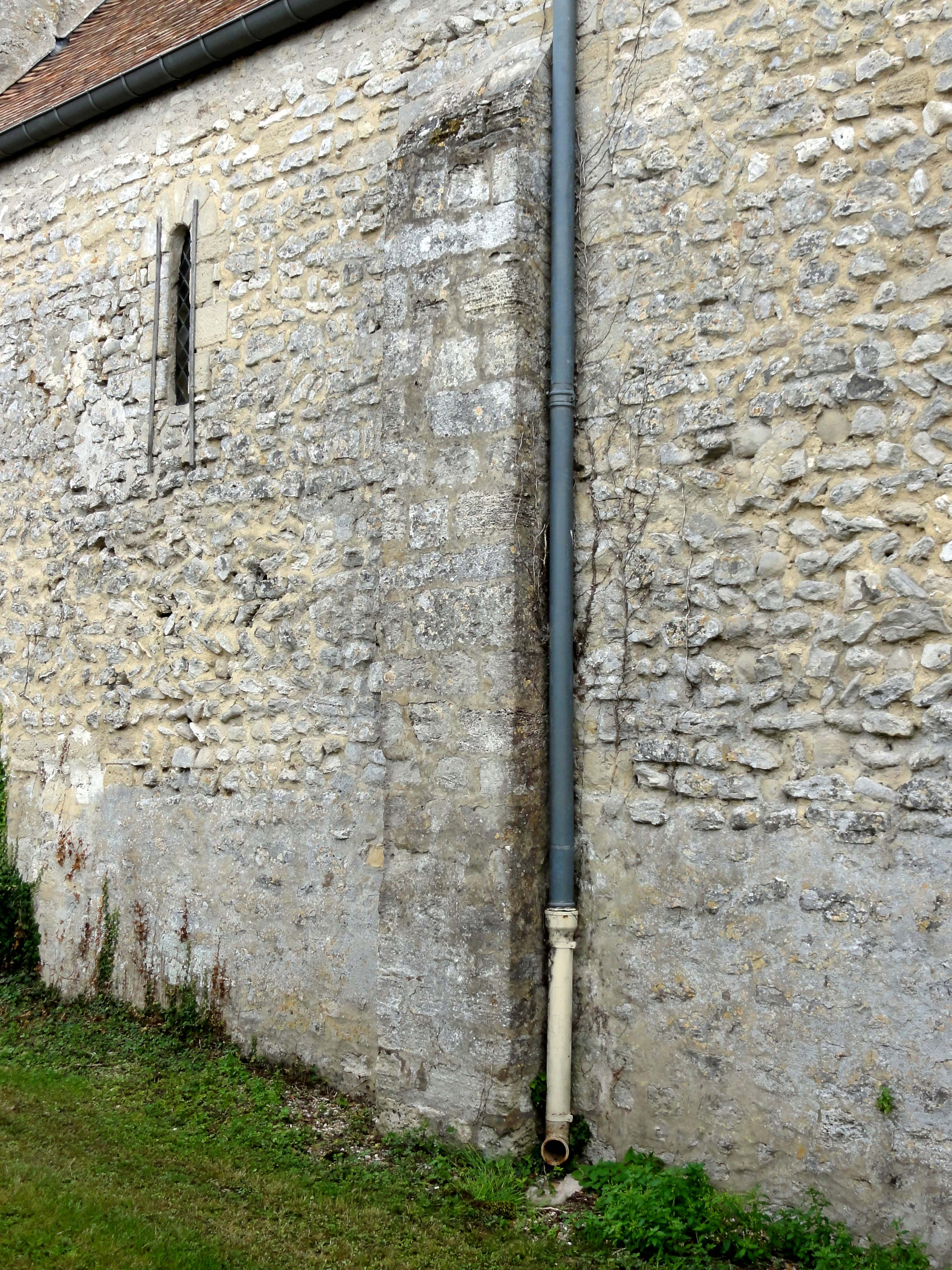
Mur gouttereau nord.

L'église est essentiellement bâtie en petits moellons noyés dans un mortier, la pierre de taille étant réservée aux pourtours des fenêtres, aux contreforts, et aux rares blocs moulurés. Le mur méridional de la première travée de la nef et l'abside sont toutefois réalisées en pierre de taille. Les deux contreforts biais qui épaulent les angles du mur occidental indiquent une période voisine du milieu du XVIe siècle, ou postérieure. Ces contreforts, ainsi que les deux contreforts intermédiaire au sud, sont scandés par un larmier aux deux tiers de leur hauteur, et s'amortissent par un glacis formant larmier. Sous cet égard, ils sont tout à fait gothiques. Un cadran solaire est gravé sur le deuxième contrefort du sud. Le portail en plein cintre du XVIIe siècle est entouré des mêmes moulures que l'arc triomphal à l'intérieur. Il est cantonné de deux pilastres doriques, qui supportent un entablement aniconique. Il fait légèrement saillie au-dessus des chapiteaux des pilastres, et est sommé d'un fronton triangulaire. Un rang de denticules court sous la corniche, ainsi que sous les rampants du fronton. Le mur gouttereau sud se termine par une corniche pareille. Au nord, elle prend la forme d'un quart-de-rond. Les auteurs ne se prononcent pas sur l'époque du mur méridional des deux travées suivantes, qui sont d'origine romane. Il est recouvert d'un mince enduit, qui laisse apparaître la pierre à maints endroits, conformément à l'architecture rurale traditionnelle de la région. Dans l'appareil du mur gouttereau nord, non enduit, l'on décèle quelques portions en opus spicatum ou arête de poisson, appelé feuille de fougère par Jules Formigé. Le même auteur mentionne aussi des petits moellons cubiques, ce qui ne paraît pas évident. Comme déjà signalé, le mortier contiendrait du tuileau. Les fenêtres sont sans ébrasement extérieur, qui n'apparaît qu'au début du XIIe siècle. Leurs linteaux seraient à claveaux simulés, ce qui n'est pas juste : à Omerville, seulement la base du clocher possède de telles fenêtres, considérées comme une marque certaine d'archaïsme. Dans le Vexin, on en trouve également à Arthies (nef et clocher) et Condécourt (clocher), et plus loin, à Angy (nef), Frocourt (nef), Noël-Saint-Martin, Rosoy (nef), Saint-Maximin (clocher), Villeneuve-sur-Verberie (nef), etc. Hormis son appareil et ses fenêtres, le mur gouttereau nord présente trois contreforts plats comme autres éléments caractéristiques de la période romane,.

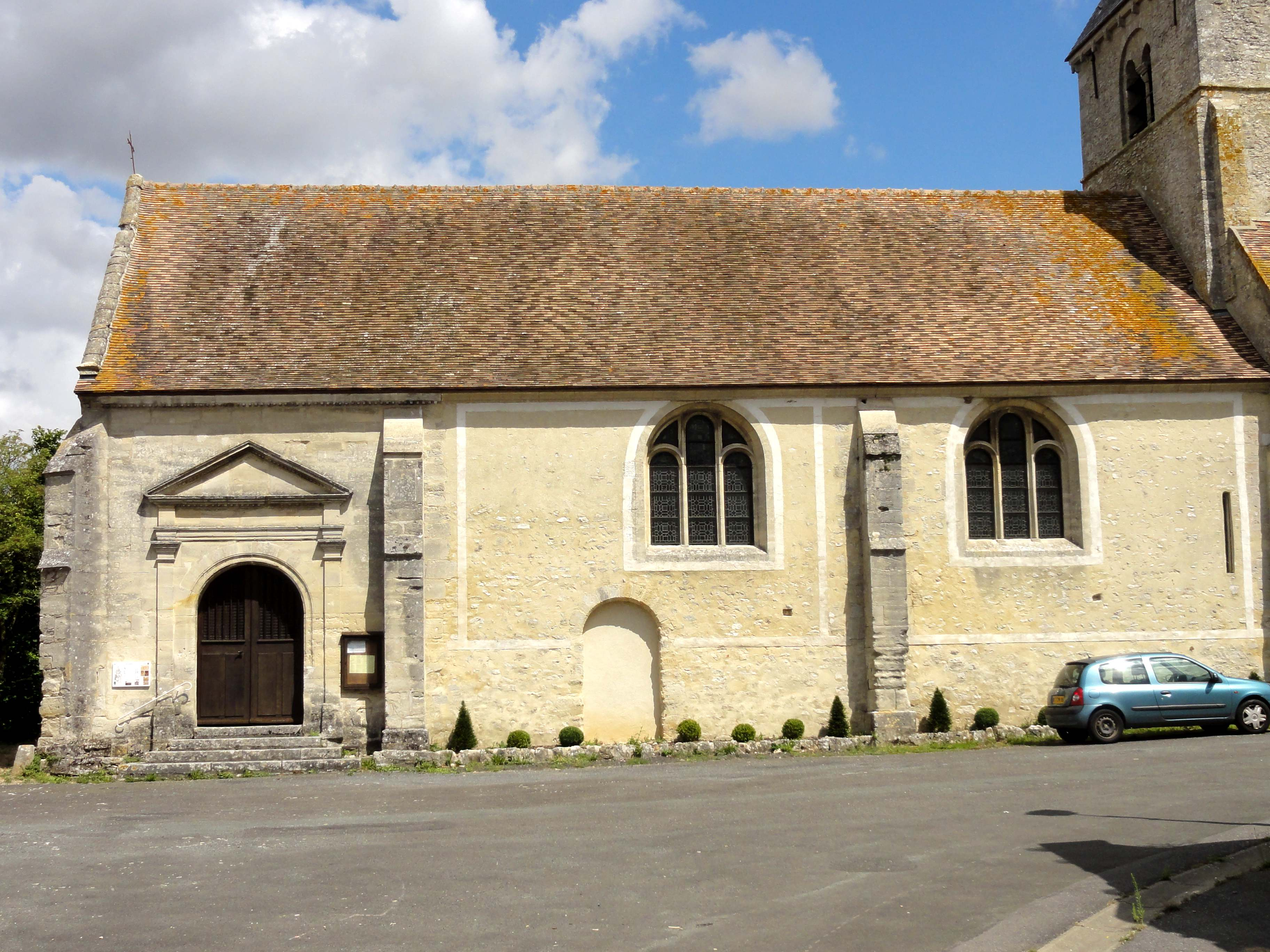
Élévation sud.
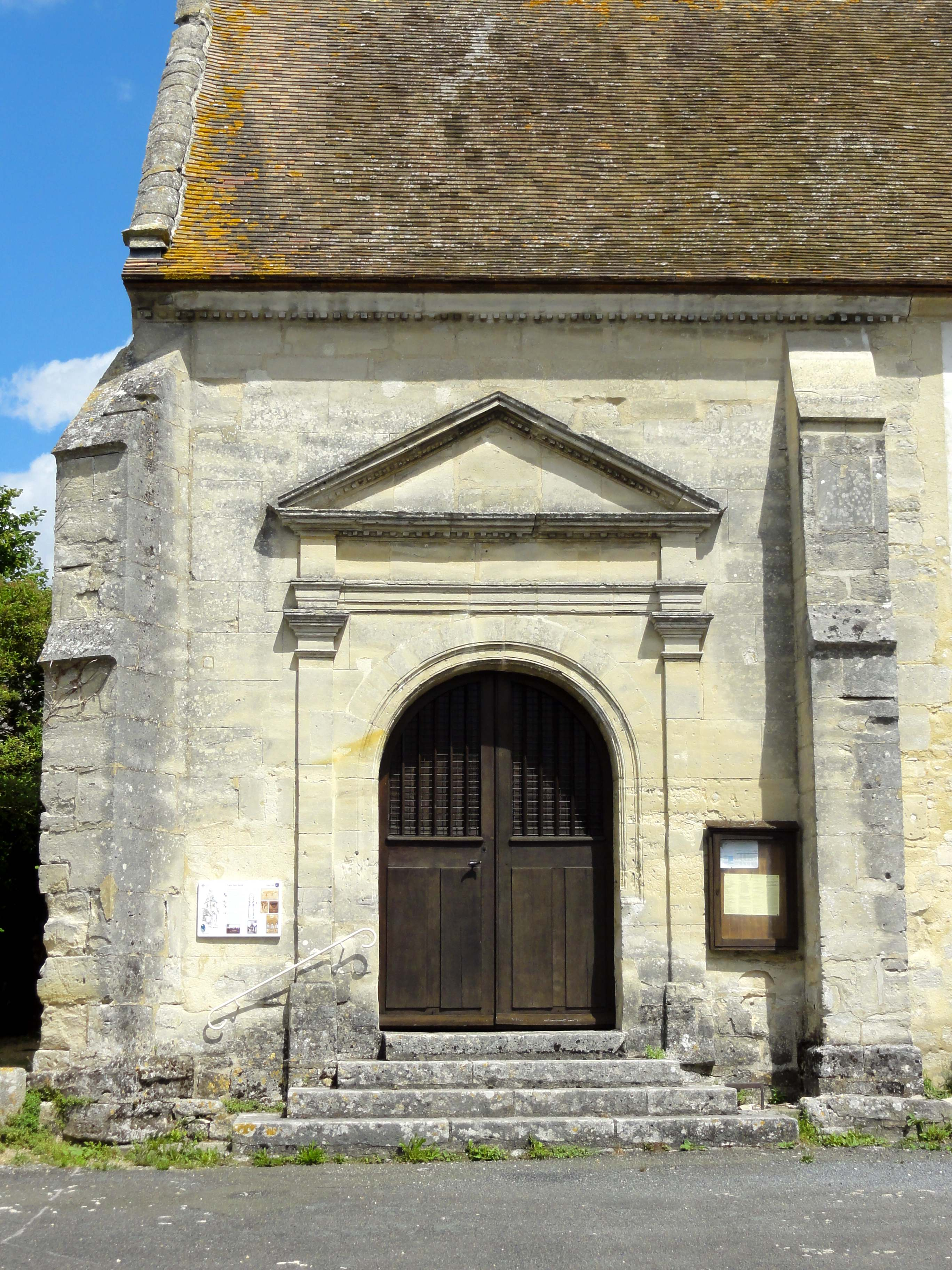
1re travée, côté sud.
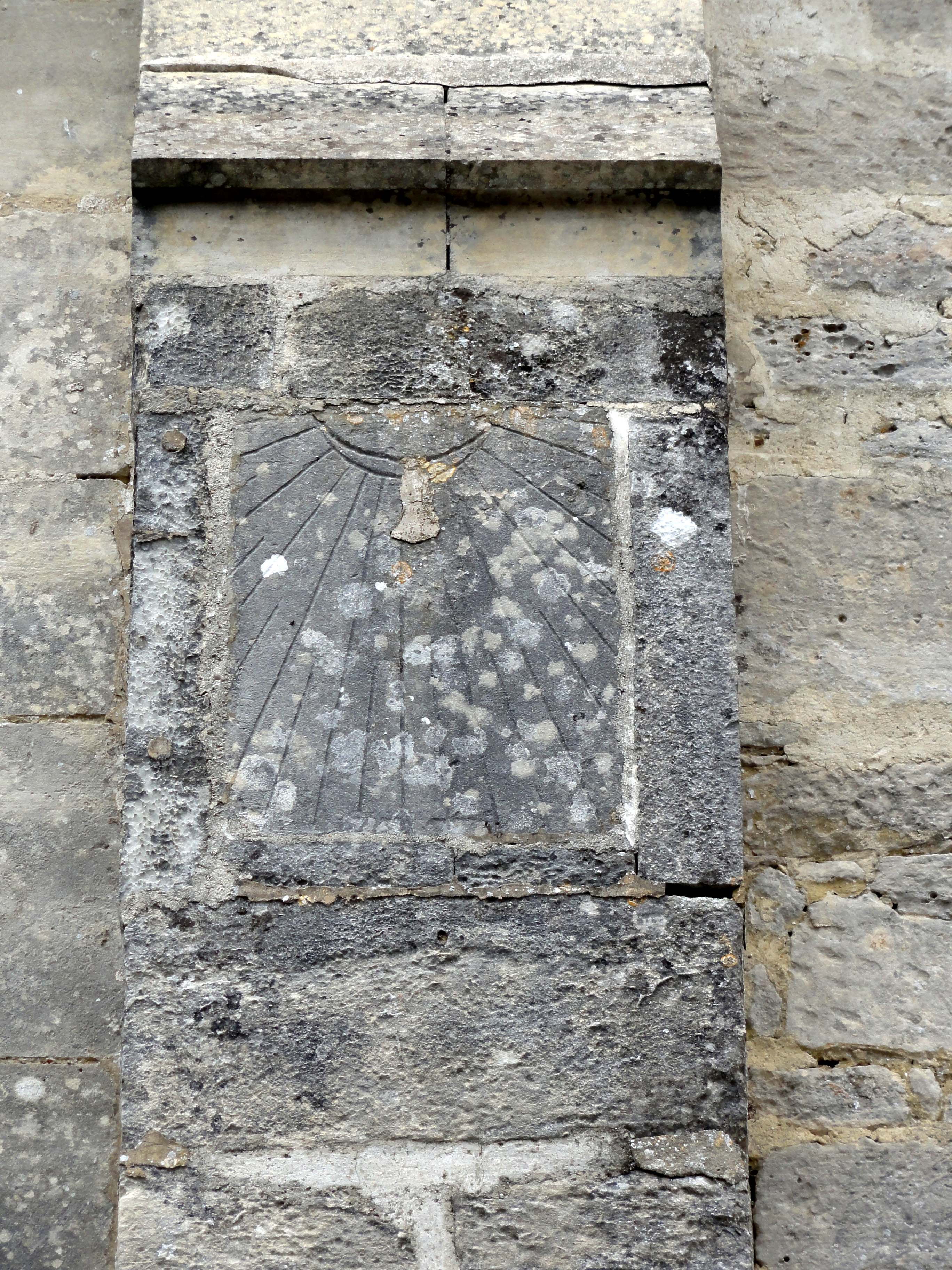
Cadran solaire au sud.
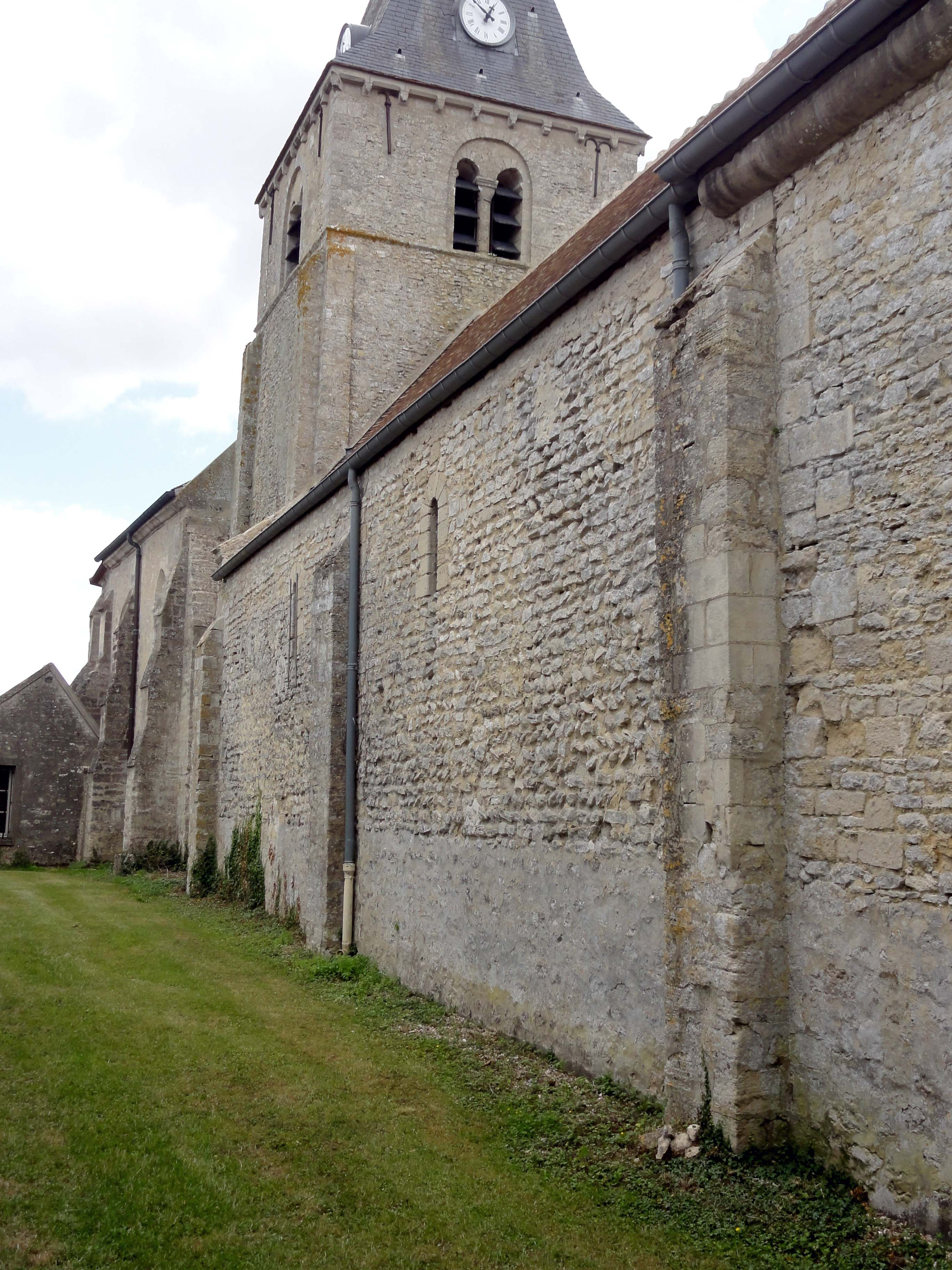
Vue depuis le nord-ouest.
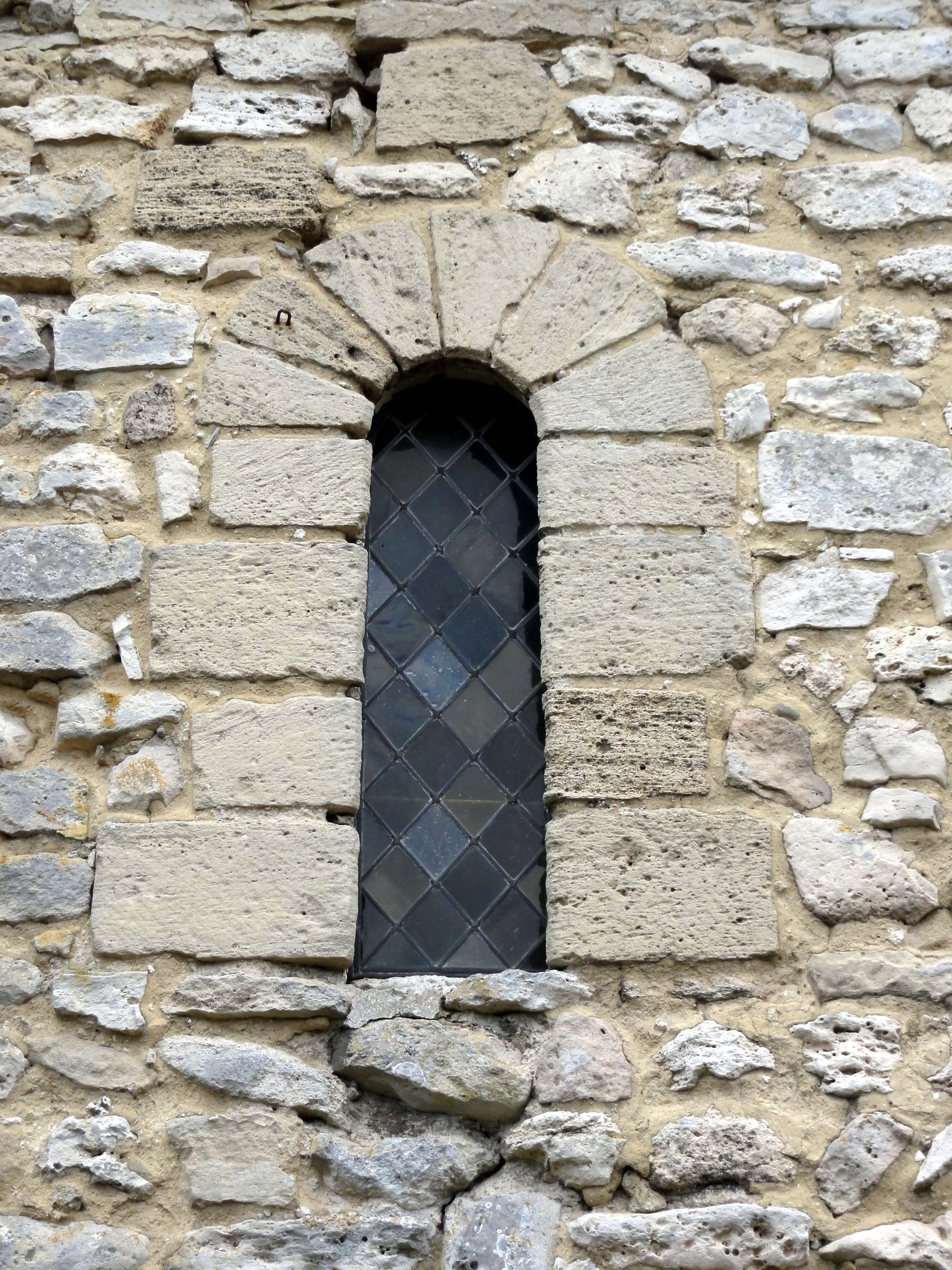
Fenêtre romane au nord.
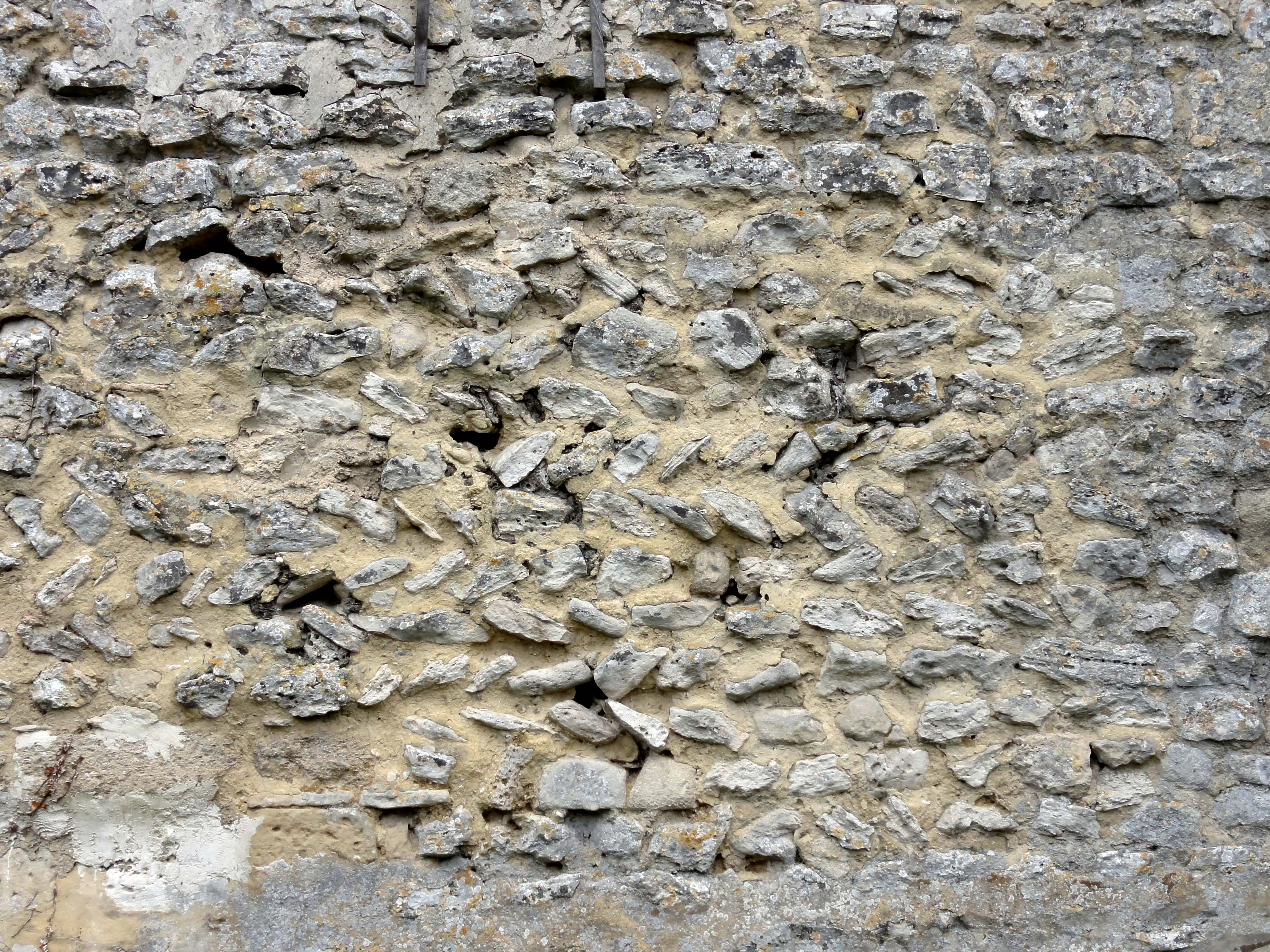
Appareil du mur nord.

#### Clocher

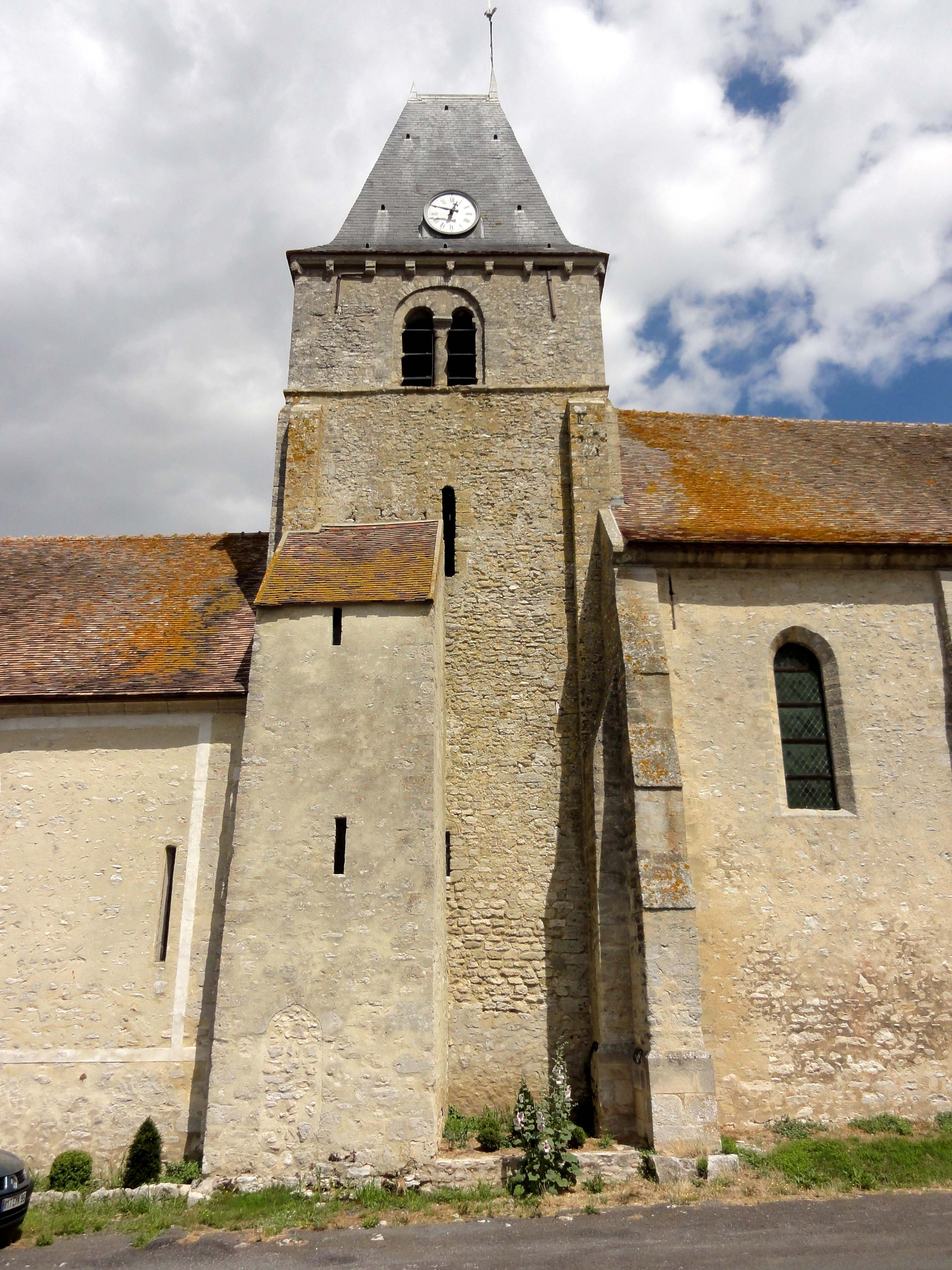
Vue depuis le sud.

L'église d'Omerville présente l'un des rares cas où la base du clocher n'a jamais été pourvue de chapelles latérales, même pas d'un seul côté, d'autres exemples étant Gadancourt et Auvillers. Le clocher se compose de sa base, d'un étage intermédiaire destiné à donner à la tour une hauteur suffisante, d'un étage de beffroi, et du toit moderne déjà décrit. L'appareil est analogue à la nef. Chacun des angles est flanqué de deux contreforts plats orthogonaux, qui s'apparentent à ceux au nord de la nef, et s'arrêtent en haut du premier étage. La base est éclairée par les deux fenêtres à linteau échancré et claveaux simulés déjà signalées. Au niveau du premier étage, l'on trouve à leur place des meurtrières deux fois plus hautes, dont les voussures sont appareillés en moellons sommairement retaillés. Comme particularité, il n'y a aucun élément de scansion horizontal jusqu'au bandeau saillant qui marque la limite de l'étage de beffroi. Les baies de l'étage prennent appui sur ce bandeau. Chacune des faces de l'étage est percé d'une large baie en plein cintre, qui est subdivisée en deux petites baies par une colonne torsadée avec chapiteau et tailloir, qui supporte, avec les piédroits à simples impostes, un tympan appareillé, échancré au-dessus des deux petites baies. Par sa disposition générale, l'étage de beffroi évoque Frouville et Auvillers, où le décor est plus abouti. Des colonnes torsadées existent aussi sur l'étage roman bouché du clocher d'Arronville, à Condécourt, Saint-Vaast-de-Longmont, et dans le chœur de Saint-Clair-sur-Epte. Les angles de l'étage sont renforcés par des chaînages. Presque immédiatement au-dessus des fenêtres, les murs se terminent par une corniche de modillons, qui sont sculptés de masques, ou simplement décorés de moulures. Ils sont au nombre de neuf par face, dont deux aux angles. Stylistiquement, cette corniche paraît plus avancé que le reste, et devrait appartenir à la campagne de construction de la flèche de pierre démolie vers 1905. La cage d'escalier à gauche de l'élévation méridionale daterait, selon Jules Formigé, d'origine, ce qui est contredit par le fait qu'elle obture pour moitié la baie du rez-de-chaussée (en ce point, le plan de Formigé n'est pas conforme à la réalité). La porte en arc en mitre bouchée aurait été percée au XIIIe siècle. L'accès se fait aujourd'hui par la porte romane à l'intérieur,. Dans son étude des clochers romans du Vexin, Pierre Coquelle classe le clocher d'Omerville parmi les représentants du style roman primitif, avec Arthies, Banthelu, Brueil-en-Vexin, Boubiers, Reilly, et dit qu'il date « notoirement du XIe siècle »

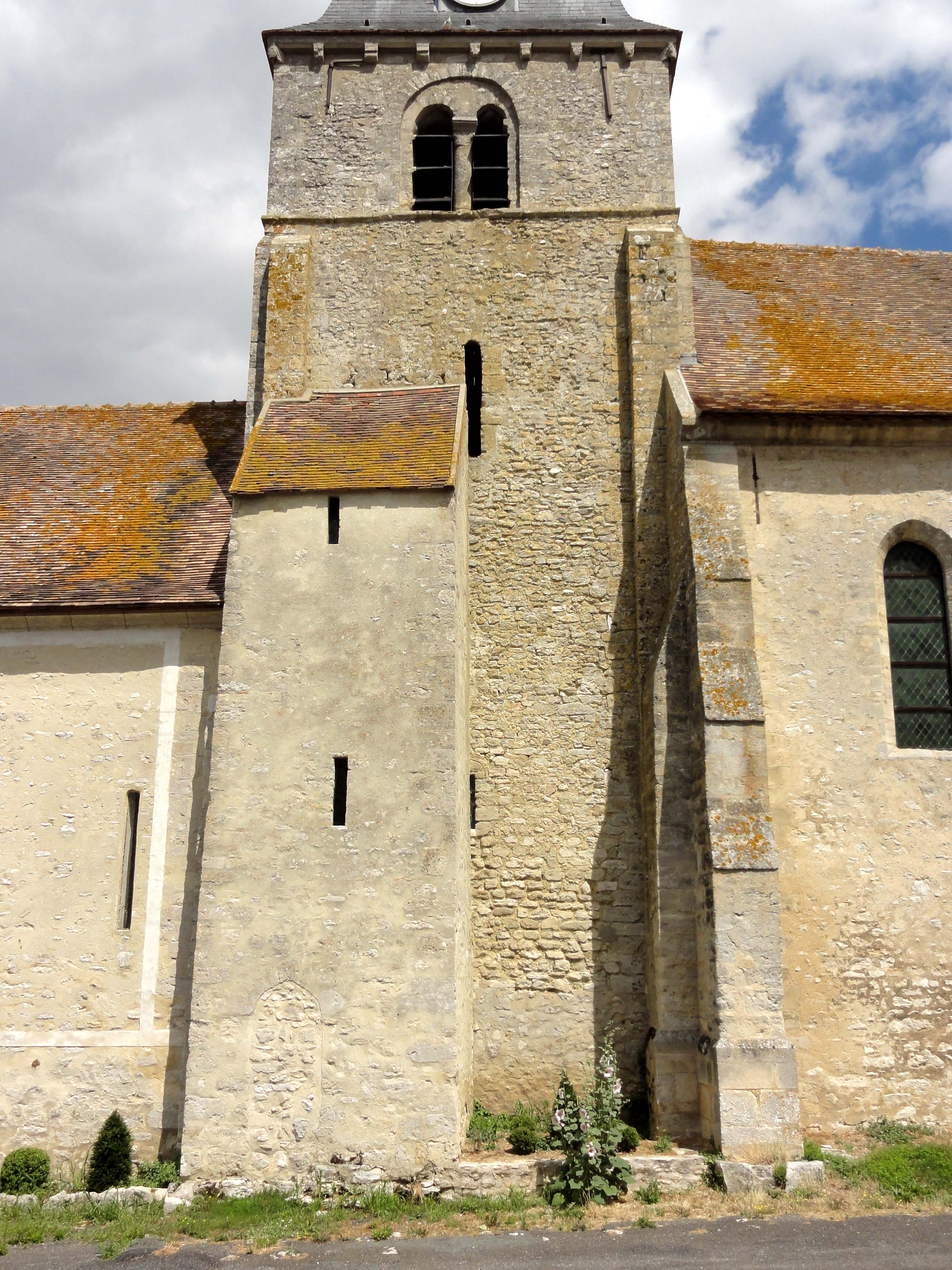
Vue depuis le sud.
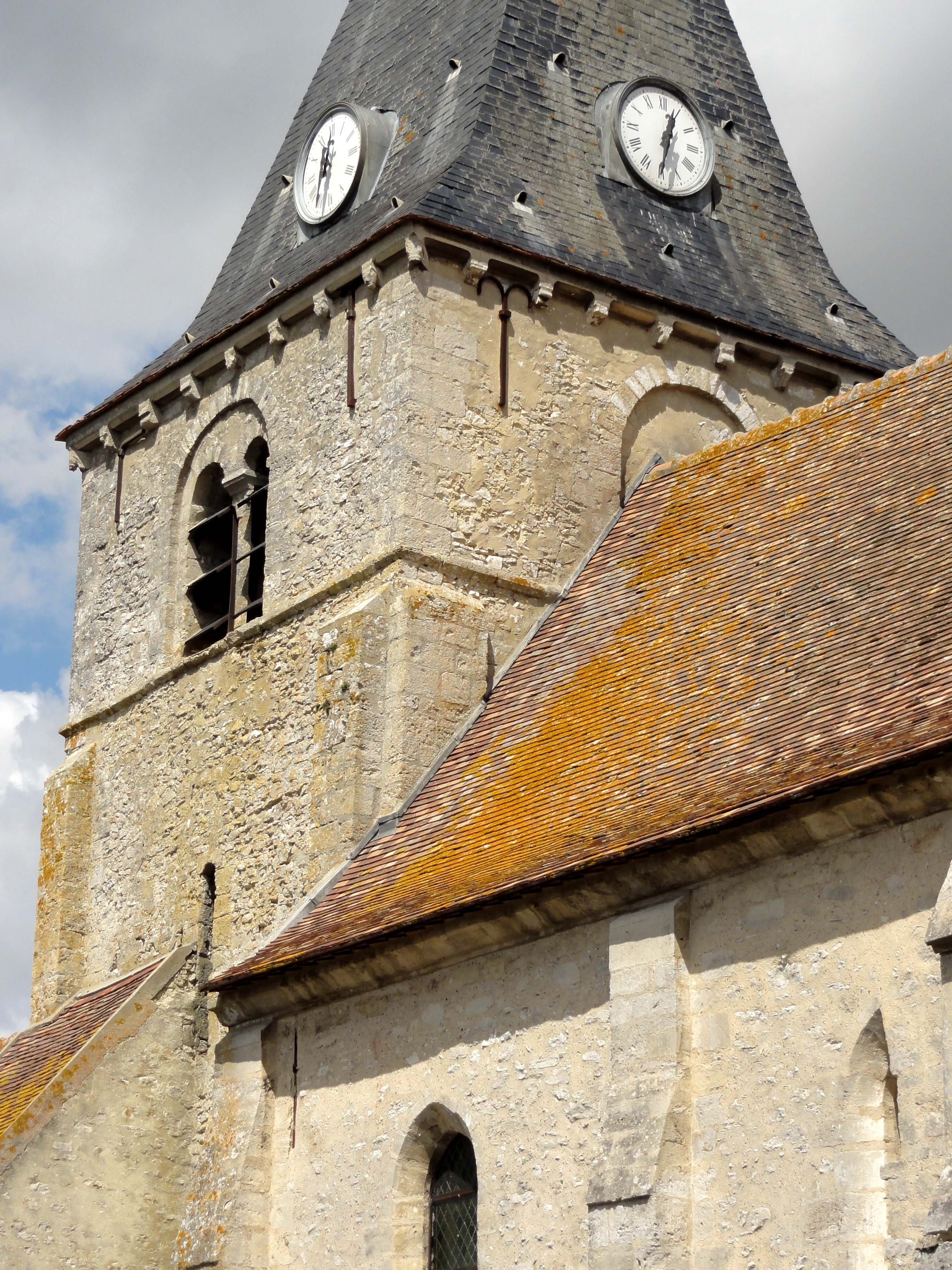
Vue depuis le sud-est.
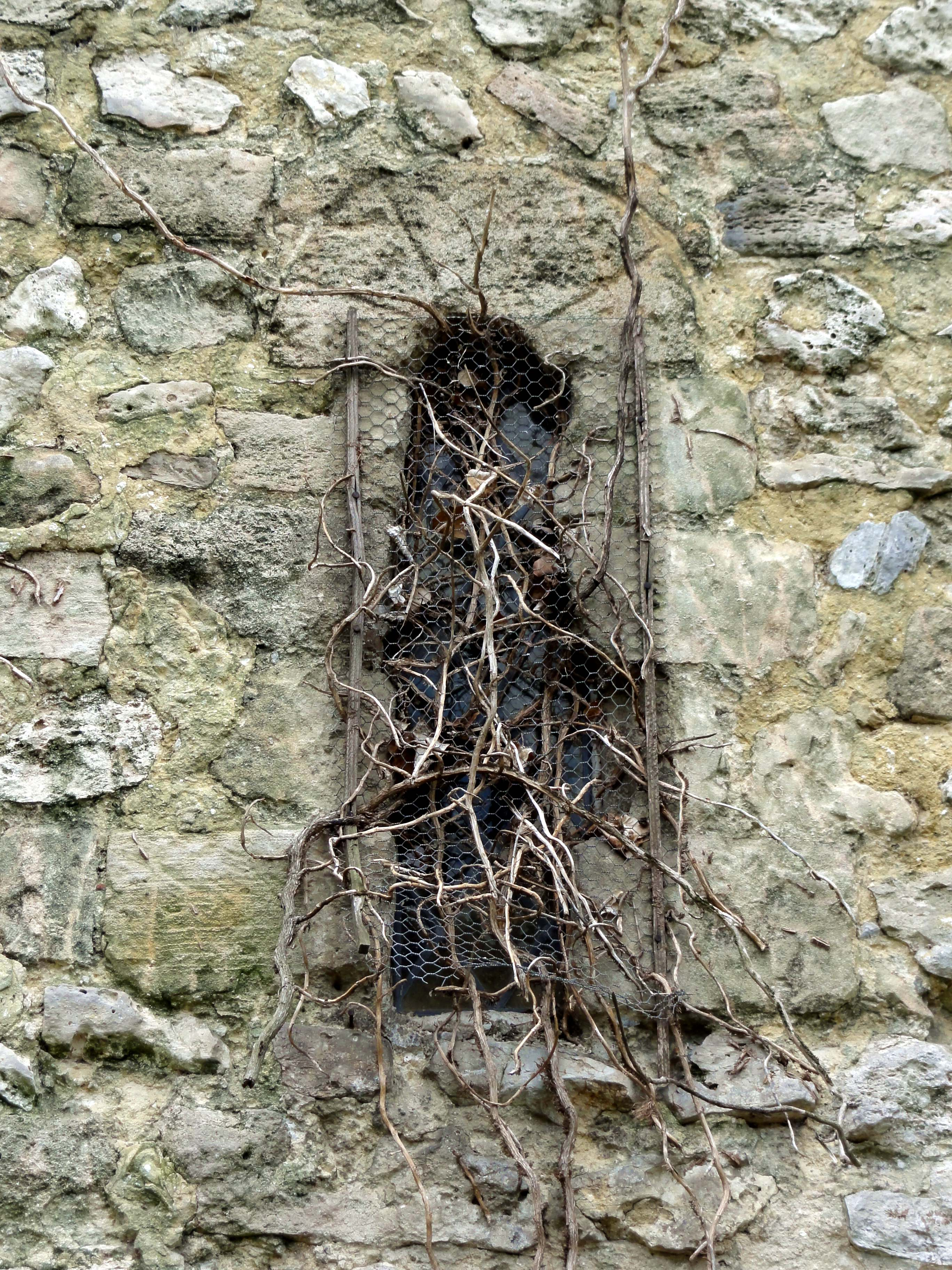
Baie de la base, côté nord.
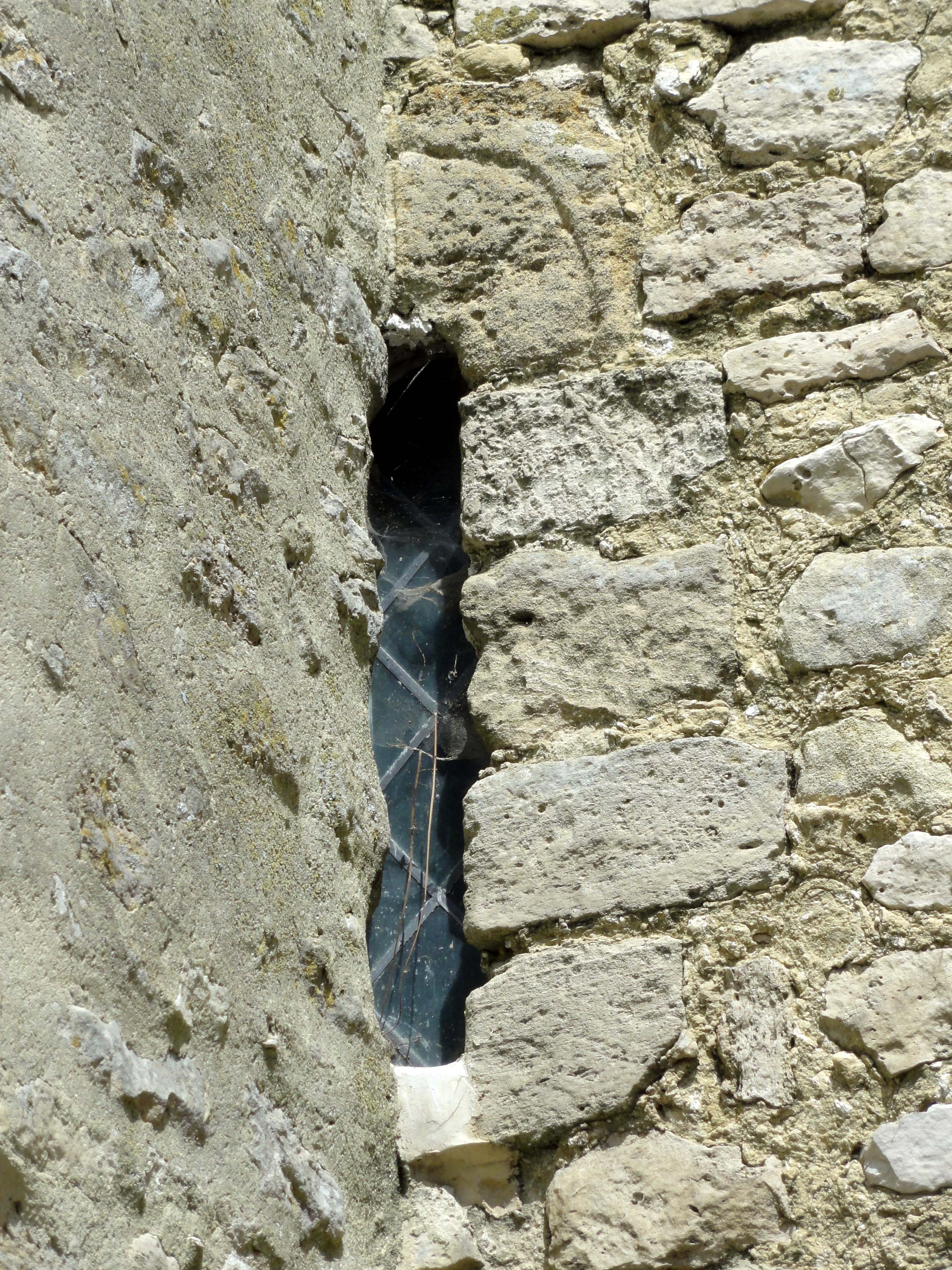
Baie de la base, côté sud.
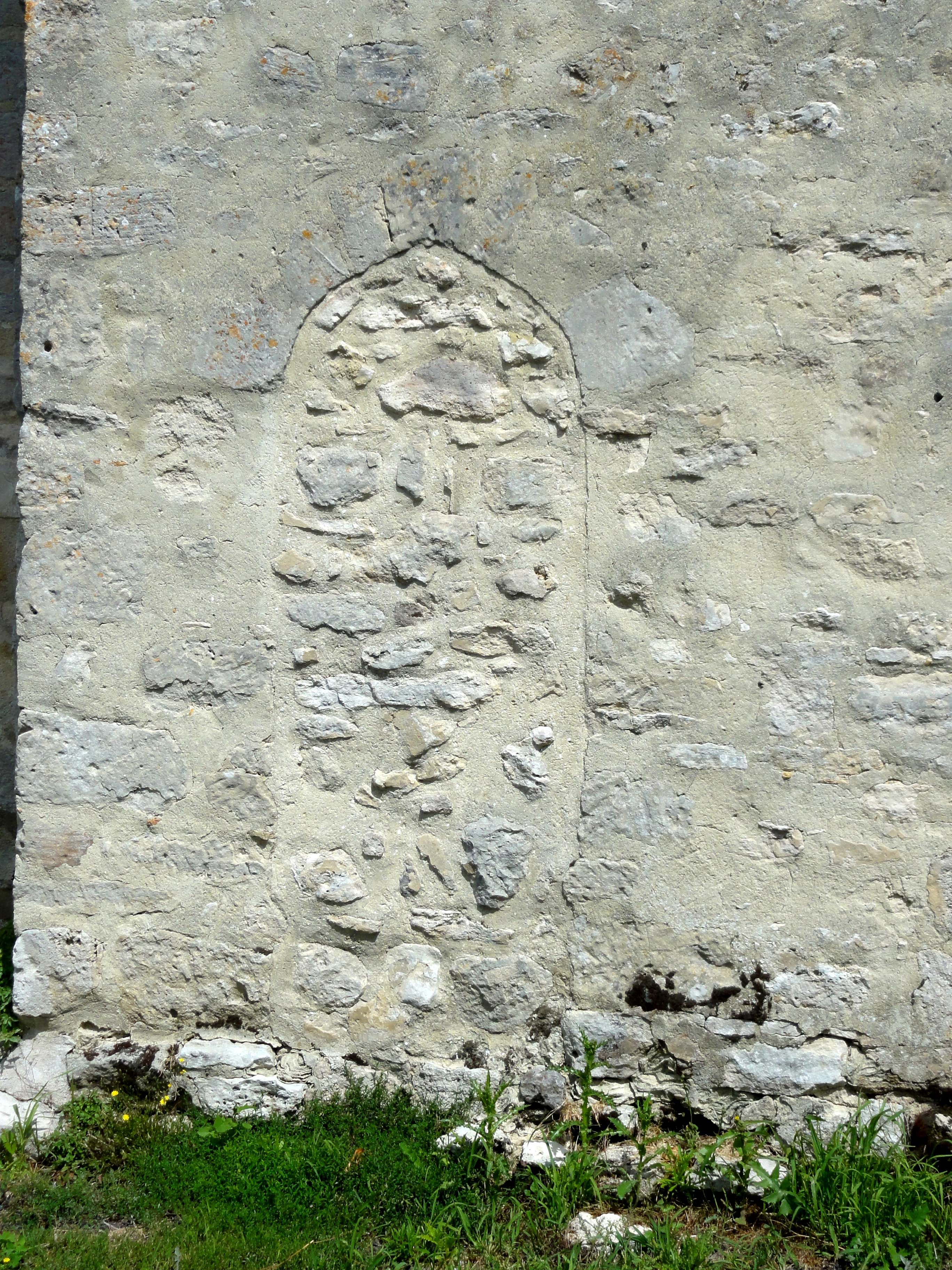
Porte bouchée.
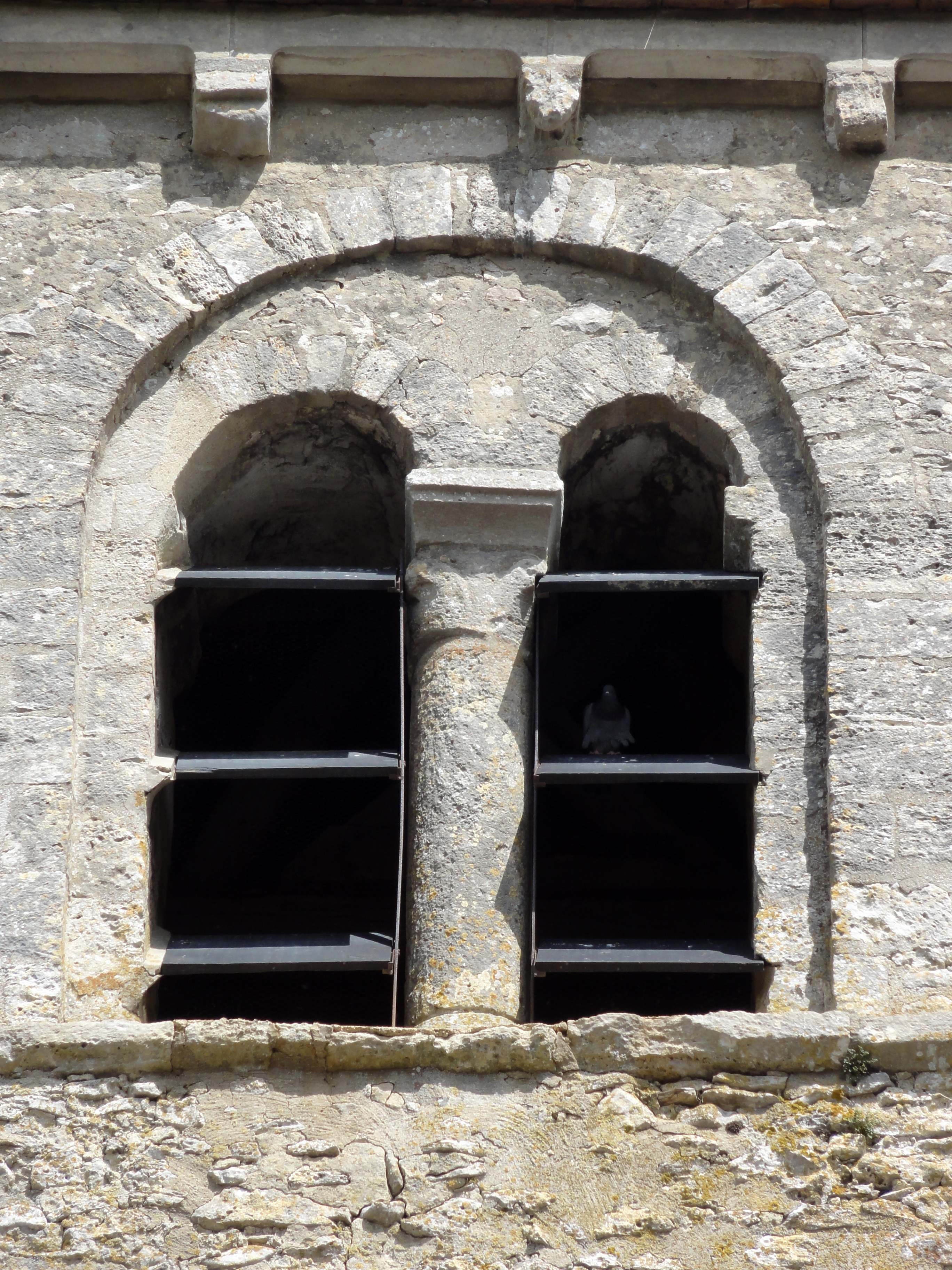
Baies de l'étage de beffroi.

#### Chœur

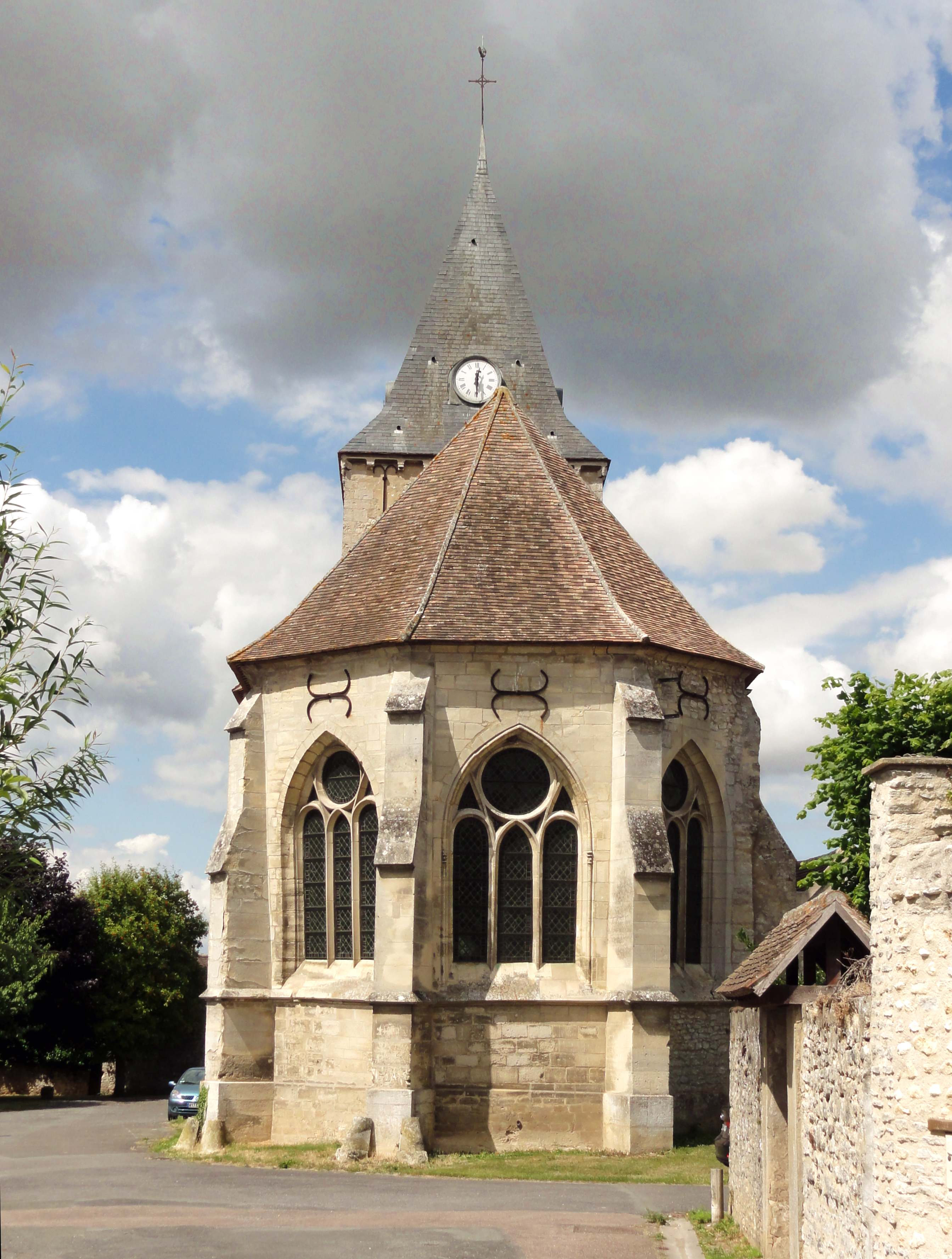
Chevet.

Si, à l'intérieur de l'église, le chœur est la partie dont l'architecture soit la plus aboutie, l'extérieur est purement fonctionnel, et ne présente pas un intérêt particulier. Les murs gouttereaux de la première travée sont cantonnés de deux contreforts à ressauts, et donc complètement indépendants de la base du clocher. Ces contreforts se retraitent trois fois par des glacis fortement pentus, et s'amortissent par un fruit immédiatement sous la corniche. Les glacis ressemblent encore beaucoup à ceux des contreforts romans de la nef, au nord, et entre les deux glacis supérieurs, la physionomie est encore celle des contreforts plats romans. Il est évident que ces contreforts appartiennent à la première période gothique, et doivent dater du début du XIIIe siècle. C'est moins bien visible pour les contreforts occidentaux de la même travée, dont l'existence s'explique par le fait que le chœur soit plus large que la base du clocher, et qui ressemblent beaucoup aux contreforts plats de la nef. Pourtant, l'abside en cul-de-four primitive ne devait pas dépasser en largeur la base du clocher, si l'on suit le plan reconstitué par Jules Formigé. — La corniche se résume à une tablette taillée en biseau, et les lancettes simples, à ébrasement extérieur, ne sont pas décorées, ce qui réduit les indices pouvant servir à une datation précise. La deuxième travée est partagée entre les deux campagnes de construction du chœur, tout comme à l'intérieur : lancettes coupées au milieu par le mur de la fin du XIIIe ou du début du XIVe siècle ; contreforts à ressauts à l'ouest, et contreforts à larmiers à l'est. Si la corniche est la même pour l'ensemble du chœur, il est intéressant de constater que la rupture entre les deux campagnes de construction ne se situe pas au même niveau que pour les murs, mais seulement à l'est des contreforts à l'intersection entre la deuxième travée et l'abside. Les fenêtres de l'abside prennent appui sur un larmier, qui court à la limite des allèges, et passe autour des contreforts. Plus haut, ils se retraitent par un glacis formant larmier, et s'amortissent par un glacis analogue, mais plus court. Davantage qu'à l'intérieur, l'on remarque que les baies latérales à deux lancettes sont moins élevées que celles à trois lancettes. La baie d'axe est entourée d'un tore portant des chapiteaux, tout comme à l'intérieur, et la mouluration autour des fenêtres est la même.

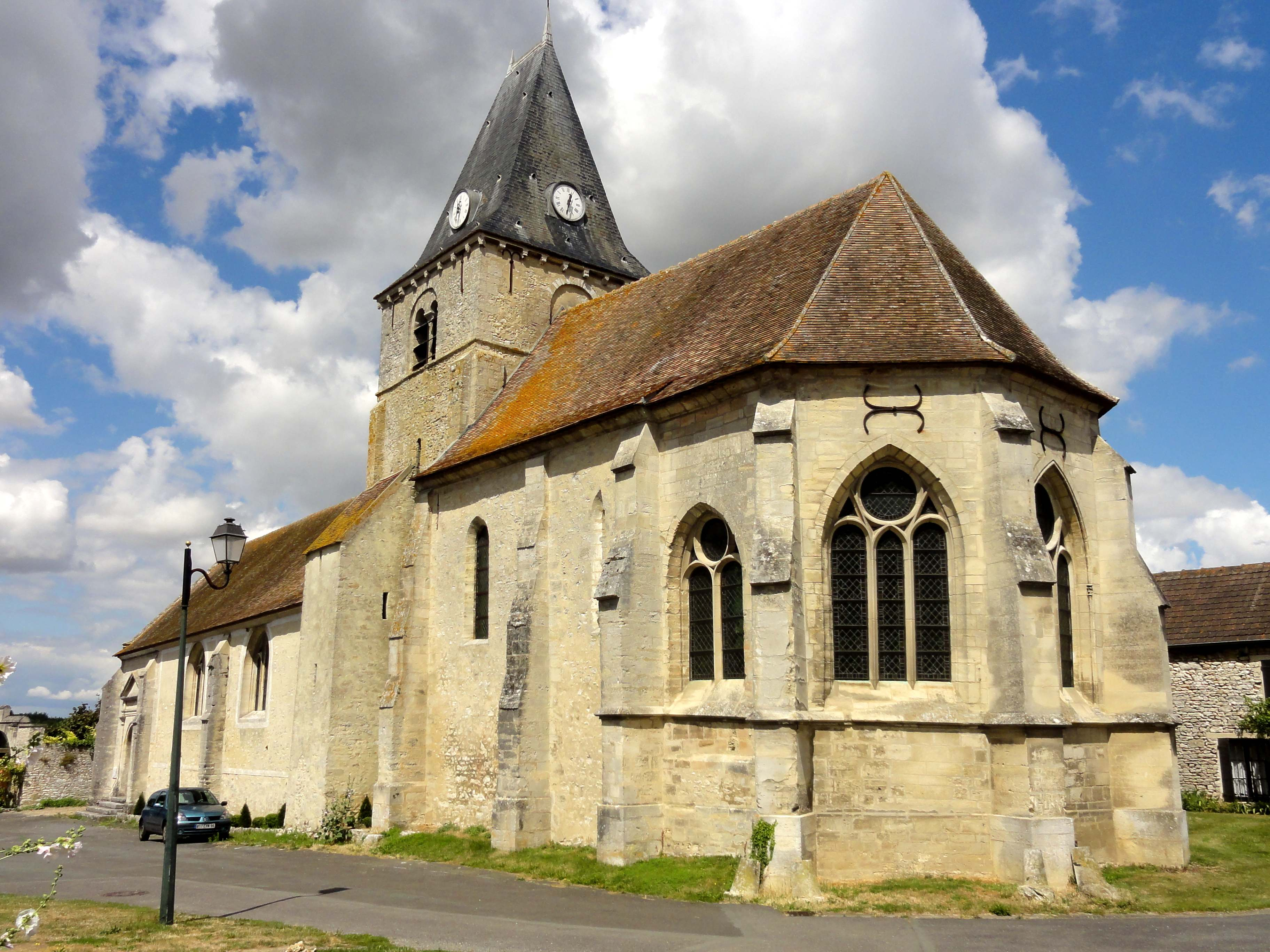
Vue depuis le sud-est.
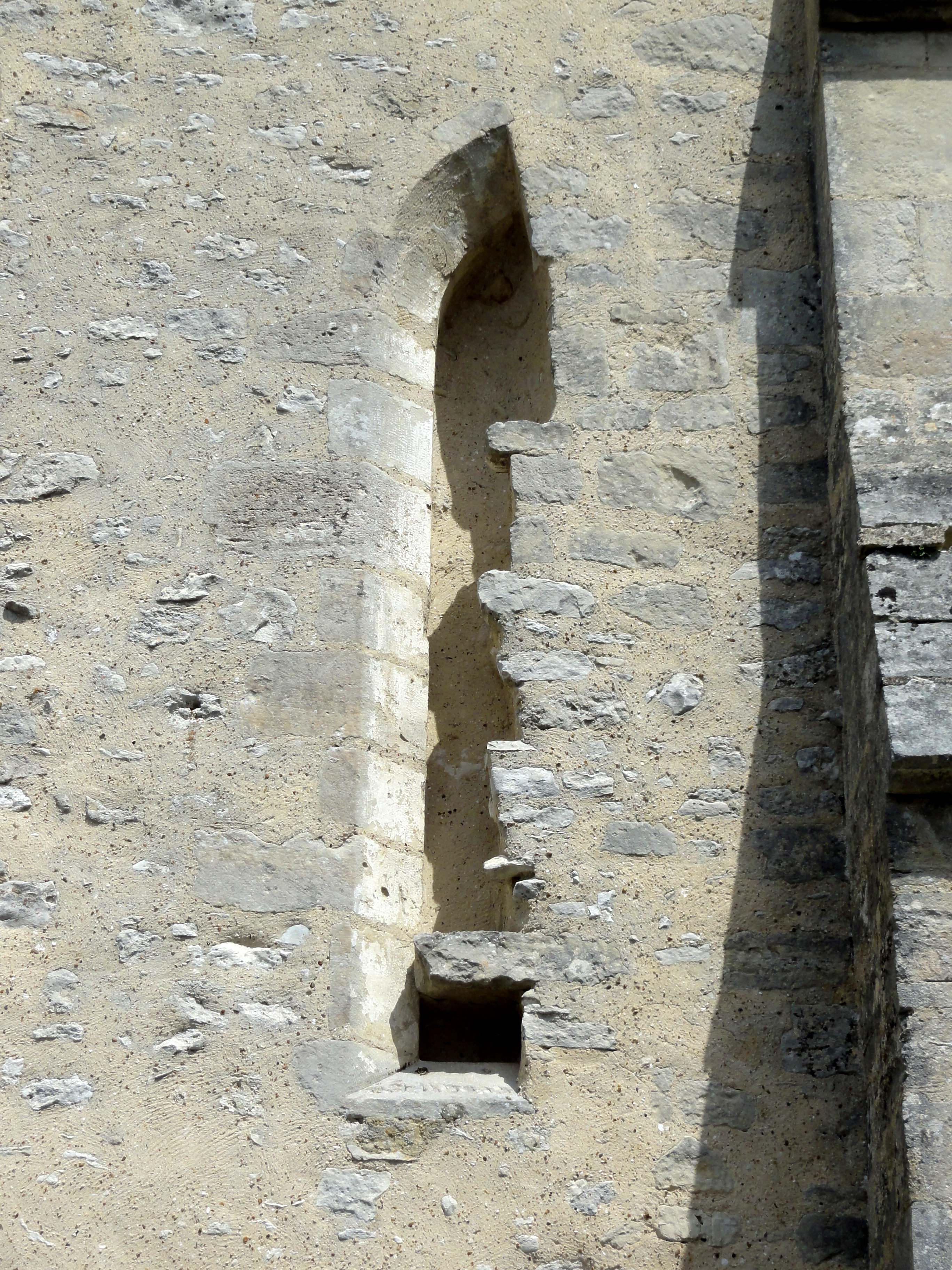
Baie bouchée de la 2e travée.
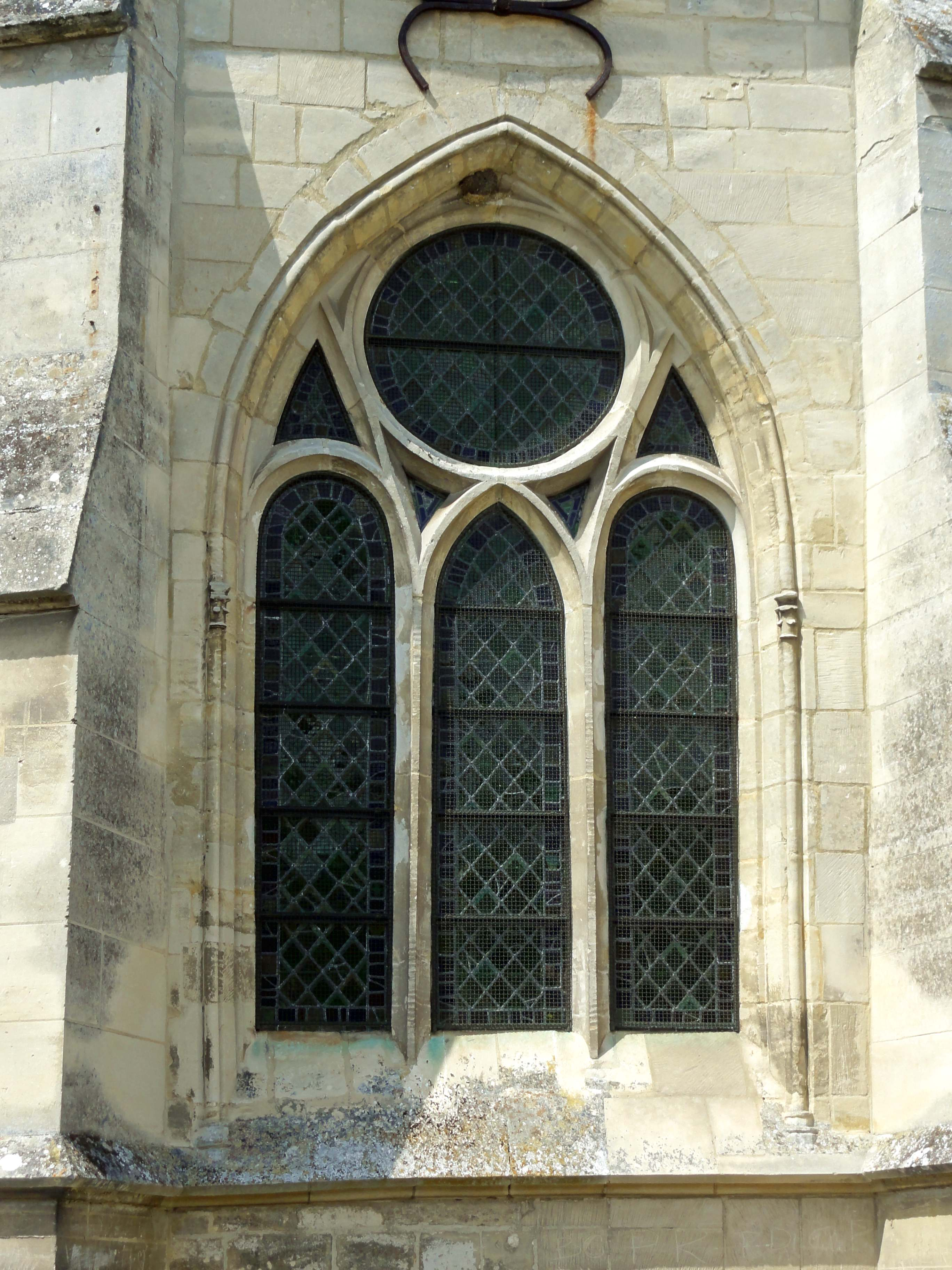
Baie d'axe du chevet.
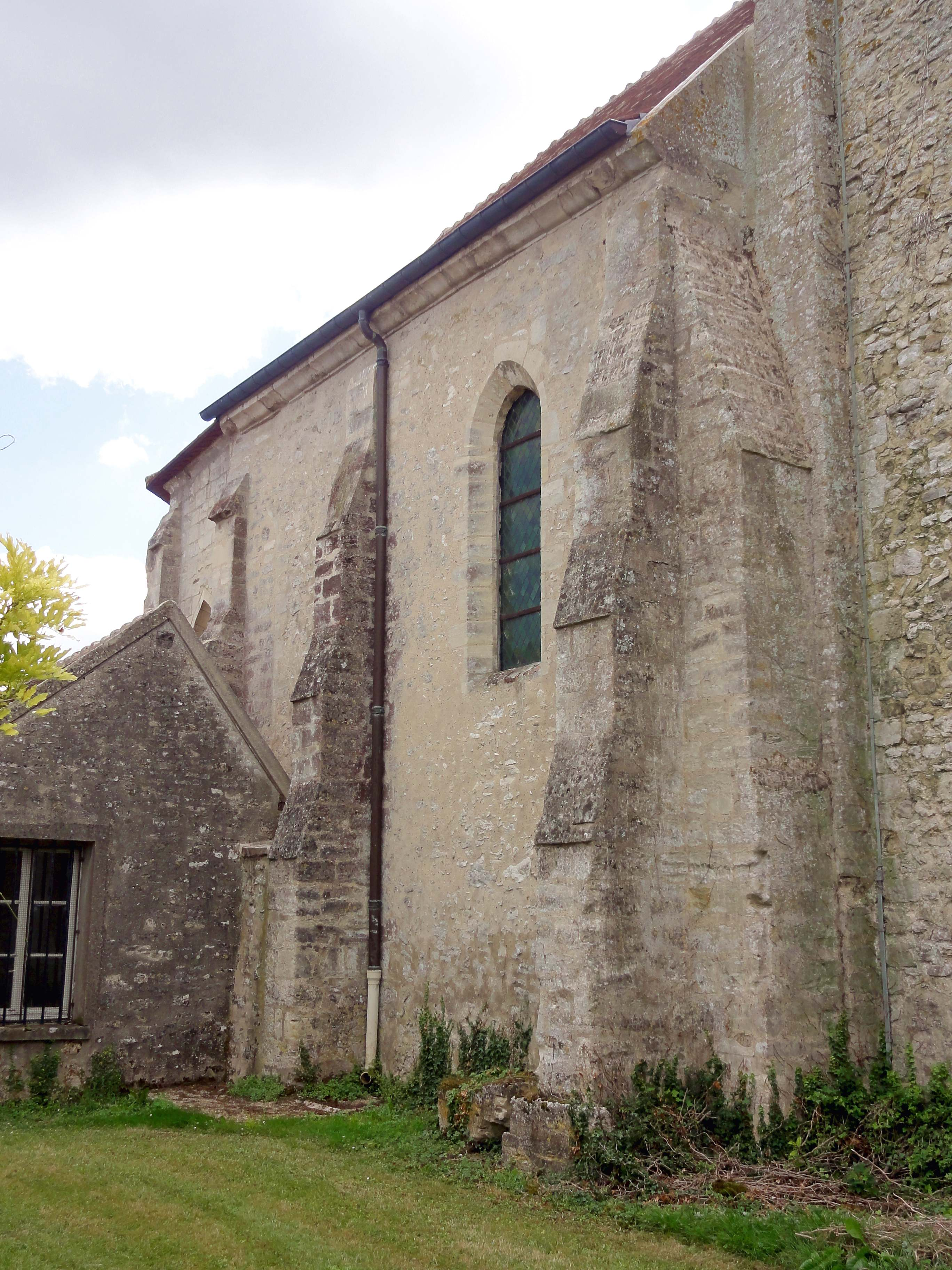
Vue depuis le nord-ouest.
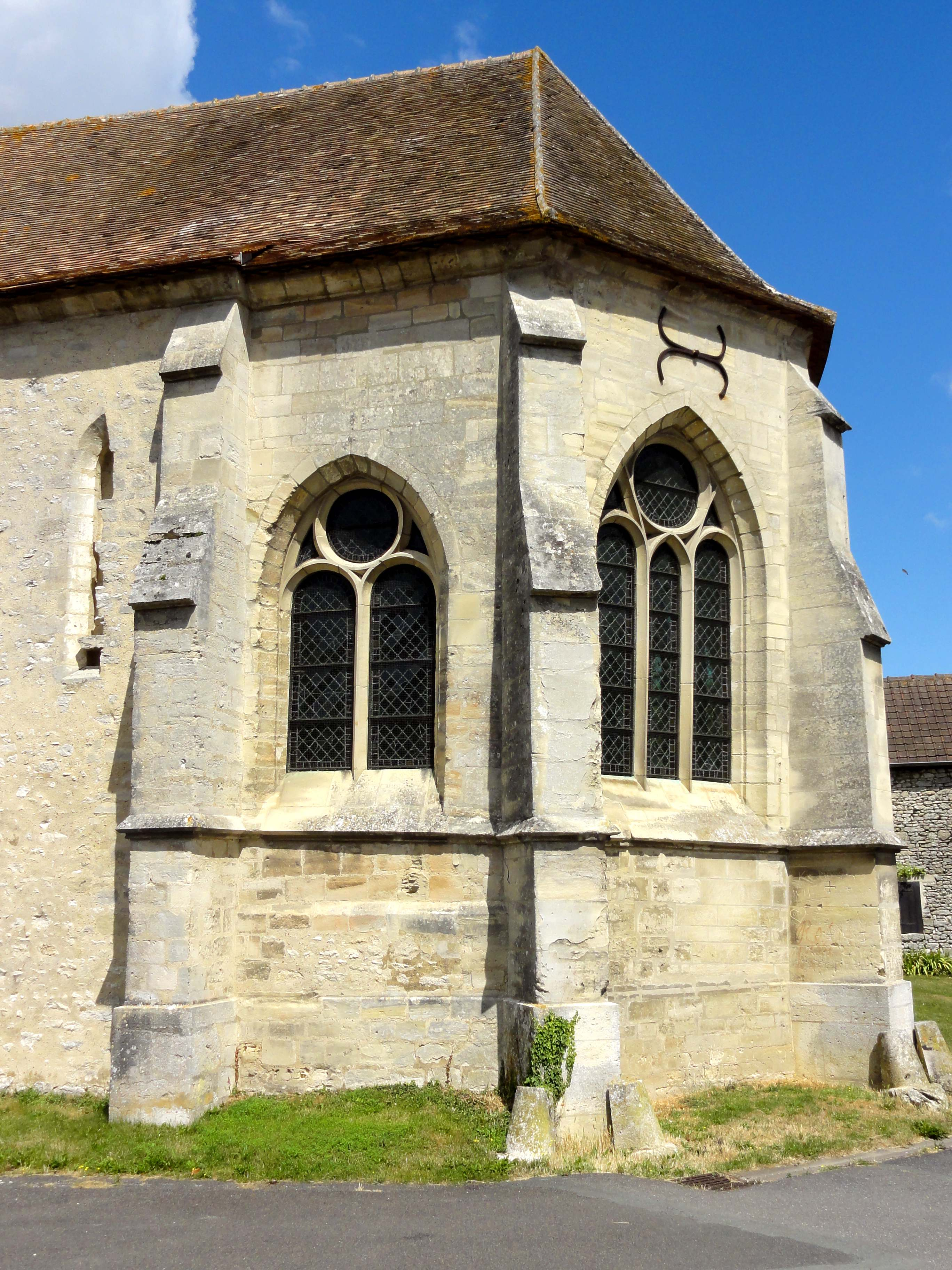
Abside, côté sud.
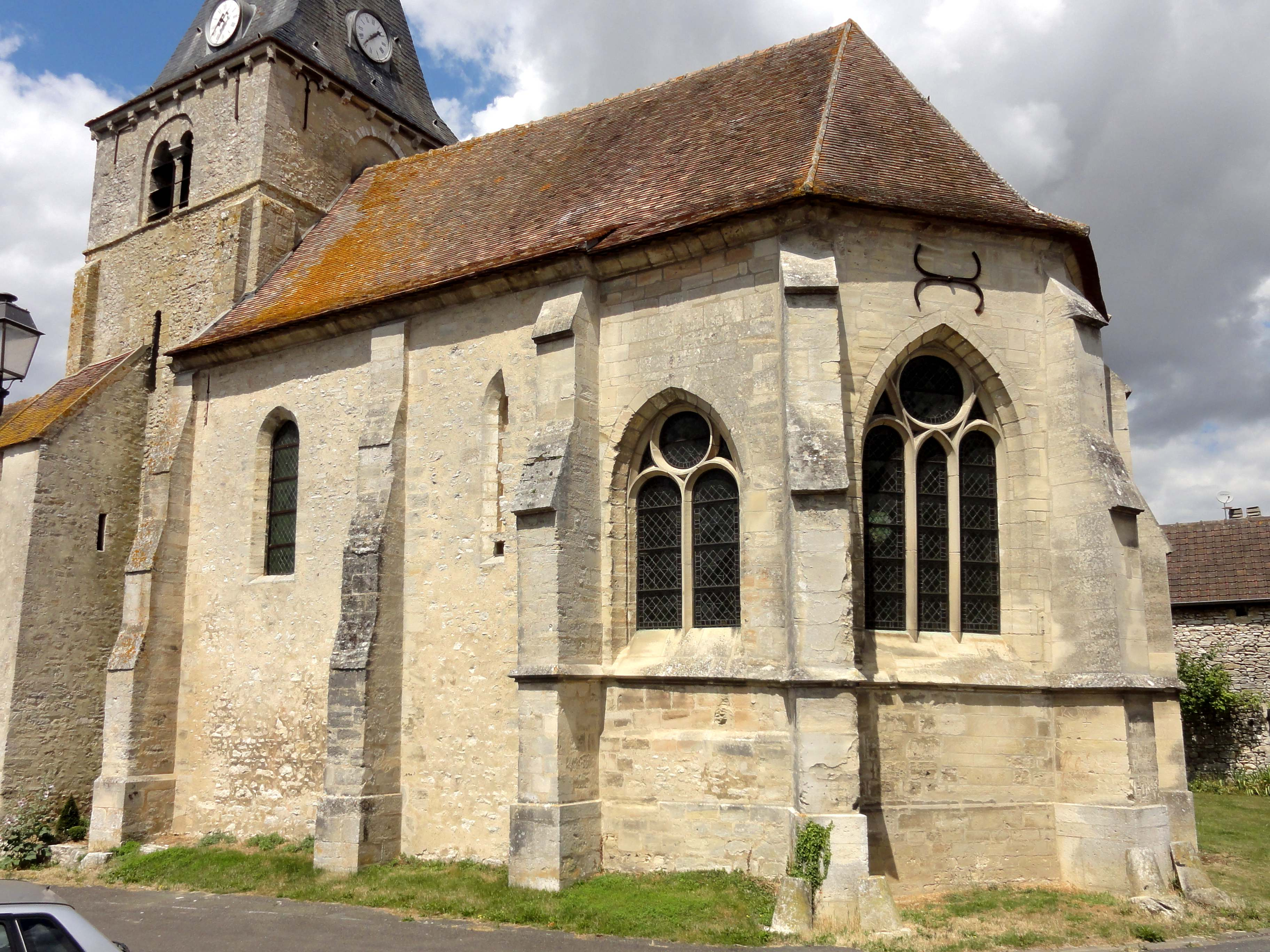
Vue depuis le sud-est.

## Mobilier
Parmi le mobilier de l'église, trois éléments sont classés monument historique au titre objet. La croix de l'ancien cimetière entourant l'église, entreposée dans l'église depuis sa suppression en 1862, est classée au même titre. Une statue en cuivre partiellement émaillée du Christ, et confectionnée probablement par un atelier de Limoges, est connue grâce à un article d'Émile Moussard, paru en 1897. L'œuvre du XIIIe siècle a été classée en 1905, mais a disparu à une période indéterminée, et a été déclassée depuis,. Cependant, l'église abrite plusieurs autres œuvres de sculpture et éléments du mobilier dignes d'intérêt.

### Ancienne croix de cimetière

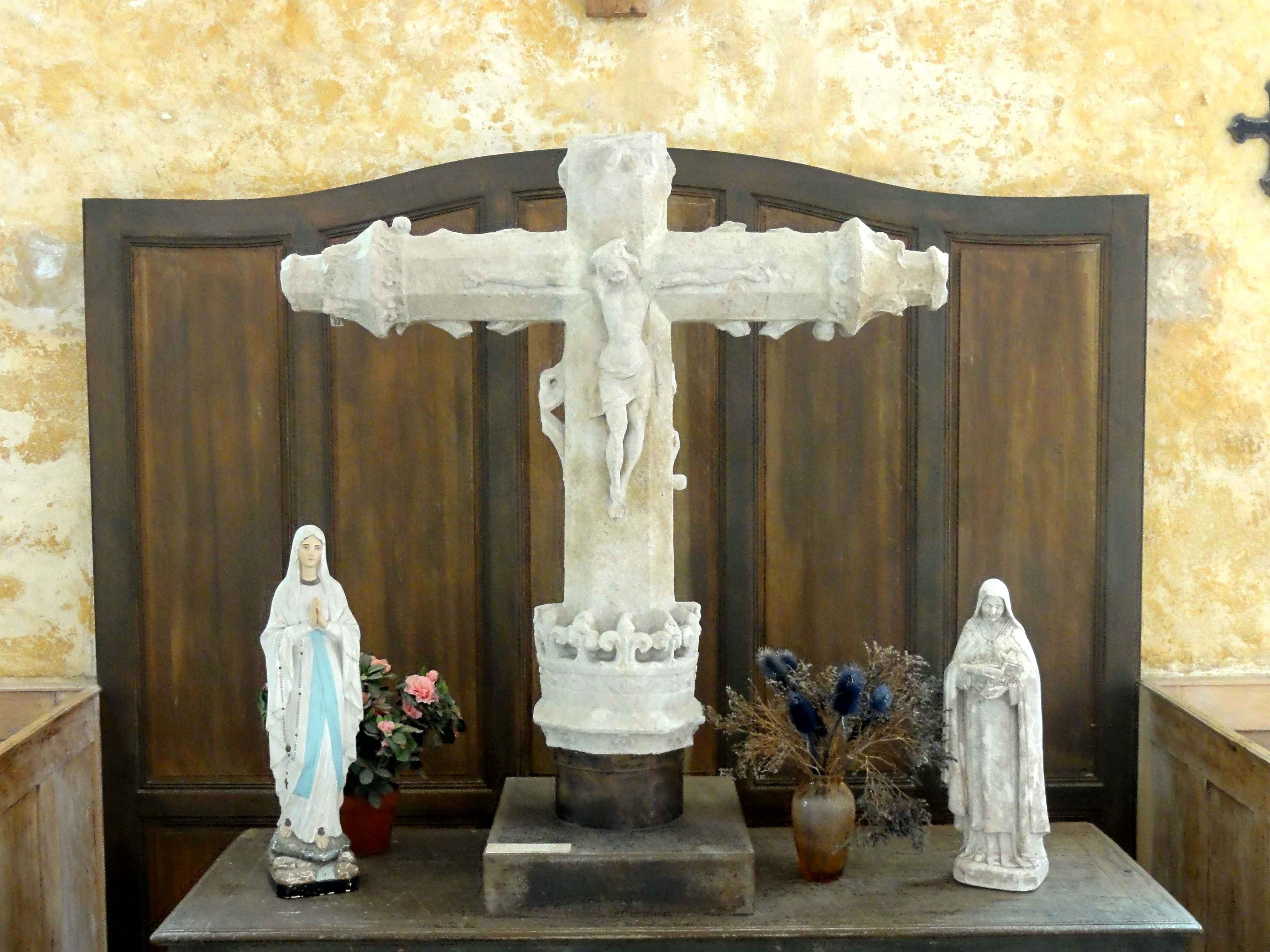
Ancienne croix de cimetière.

Dès le XVIe siècle, Omerville possède deux cimetières. Le plus grand correspond au cimetière actuel, et le plus petit était contigu à l'église. Il fut supprimé en 1862, et sa croix démantelée à la même occasion. Le soubassement fut cassé pour faire du remblai pour les chemins communaux. La croix proprement dite a heureusement été préservée, et fut ramenée en l'église, où elle gisait encore sous la chaire en 1988. Bien qu'à l'abri des intempéries, elle est fortement dégradée, et ne constitue plus qu'un vestige. Celui-ci mesure encore 120 cm de hauteur et 30 cm de profondeur. La restauration intervenue en 1991 eut pour but de conserver le fragment en l'état. Les nombreux manques n'ont pas été complétés. Dans le contexte de la restauration et du classement intervenu en 1994, la croix fut érigée sur l'ancien banc d'œuvre, face à la chaire à prêcher. Les éléments assez bien conservés sont la couronne de fleurs de lys au pied de la croix, et le petit Christ sur sa face frontale. La Charité de Saint-Martin au revers se devine, davantage qu'elle ne se déchiffre : ne subsistent plus que le corps du cheval avec le col, sans la tête et sans les membres ; et le corps de saint Martin avec une jambe et le bras qui brandit l'épée pour découper en deux son manteau, destiné à être partagé avec le mendiant, qui a également disparu. Les bras de la croix sont de section octogonale. L'extrémité supérieure manque. Les extrémités du bras transversal comportent une sorte de larmier, dont l'échine est garnie de fleurs de lys sculptés en bas-relief. On voit encore l'arrachement d'éléments ajourés, qui reliaient entre eux les bras de la croix. Ces observations sont suffisants pour conclure à une analogie avec la croix du grand cimetière, dont l'état de conservation est remarquable. La principale différence est la Pietà à l'emplacement de la Charité de Saint-Martin. Sinon, les bras sont reliés entre eux par un arceau, consolidé par deux volutes en forme de C. Des petits croix formées par des angelots longilignes, dont le dos est orné de motifs géométriques, succèdent aux frises de fleurs de lys près des extrémités du haut, de la gauche et de la droite. Enfin, un fleuron termine le bras transversal et l'extrémité supérieure. Tel devait aussi être le décor de la croix exposée en l'église,.

### Peinture

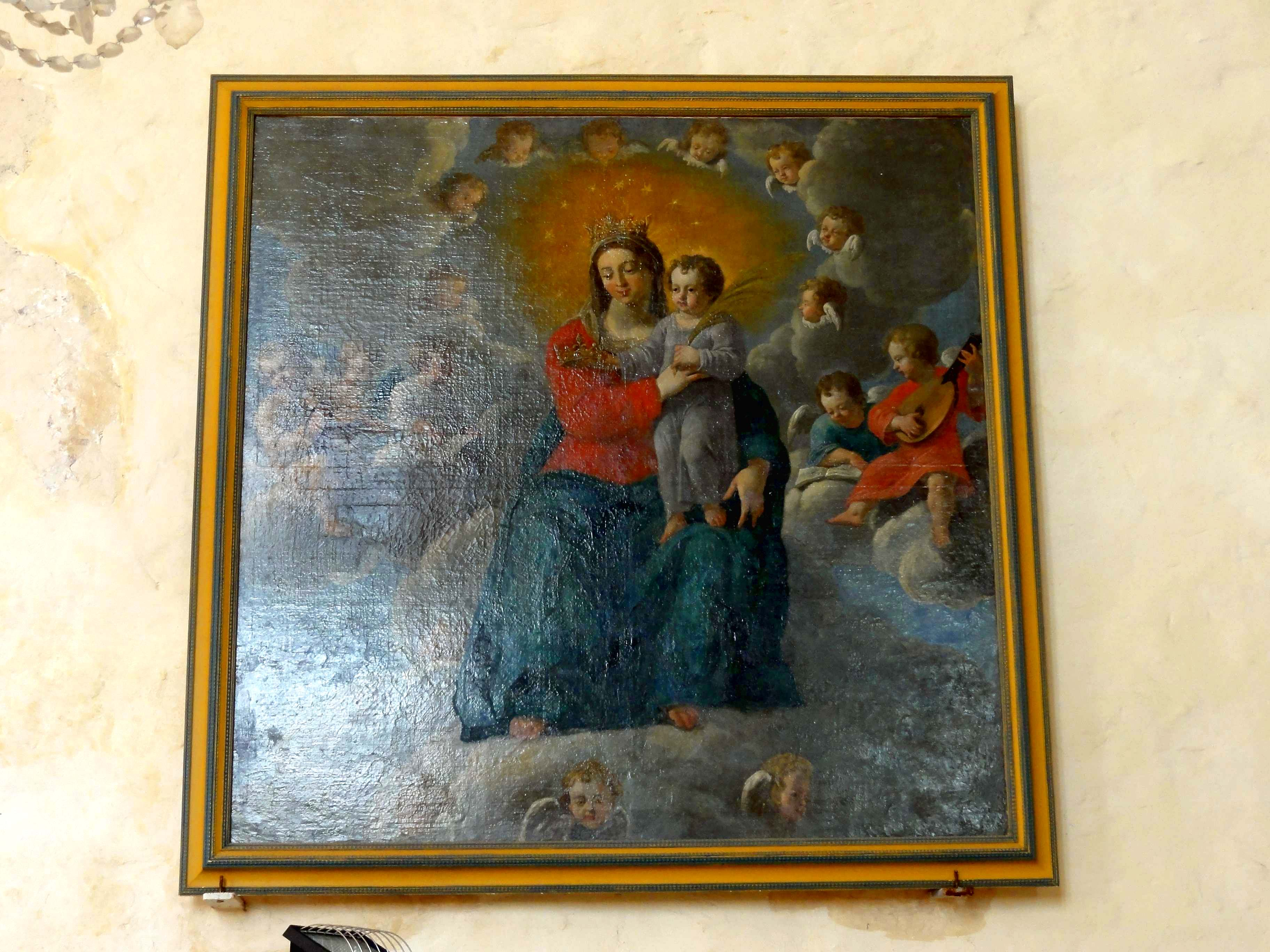
La Vierge à l'Enfant entourée d'anges musiciens.

Le tableau peint en huile sur toile et représentant la Vierge à l'Enfant mesure 124 cm de hauteur autant de largeur. C'est une œuvre anonyme, sans doute de l'entourage de Philippe de Champaigne. L'intérêt réside surtout dans l'iconographie. La Vierge, couronnée, est assise sur un nuage. Son visage, jeune et gracieux, a le regard tourné vers le bas, sans doute vers les fidèles sur terre qui lui adressent leurs prières. L'Enfant, debout sur les genoux de sa mère, tient une palme et une couronne, qui préfigurent son martyre (la Passion du Christ). Mère et fils sont accompagnés de deux couples d'anges musiciens, à gauche et à droite, tandis que des têtes de chérubin flanquées d'ailes émergent des nuées autour de l'auréole rougeâtre nimbant les têtes. Roland Vasseur supposait encore que le tableau datait seulement du début du XIXe siècle, ce qui s'explique par son état de délabrement avancé, qui permettait tout justement d'identifier le sujet. L'œuvre a été classée en 2006, puis restaurée. En revanche, un autre tableau tout aussi délabré en 1988 et représentant l'Annonciation, a disparu de l'église depuis. Il s'agissait probablement de la copie d'une œuvre du XVIIIe siècle,.

### Statues

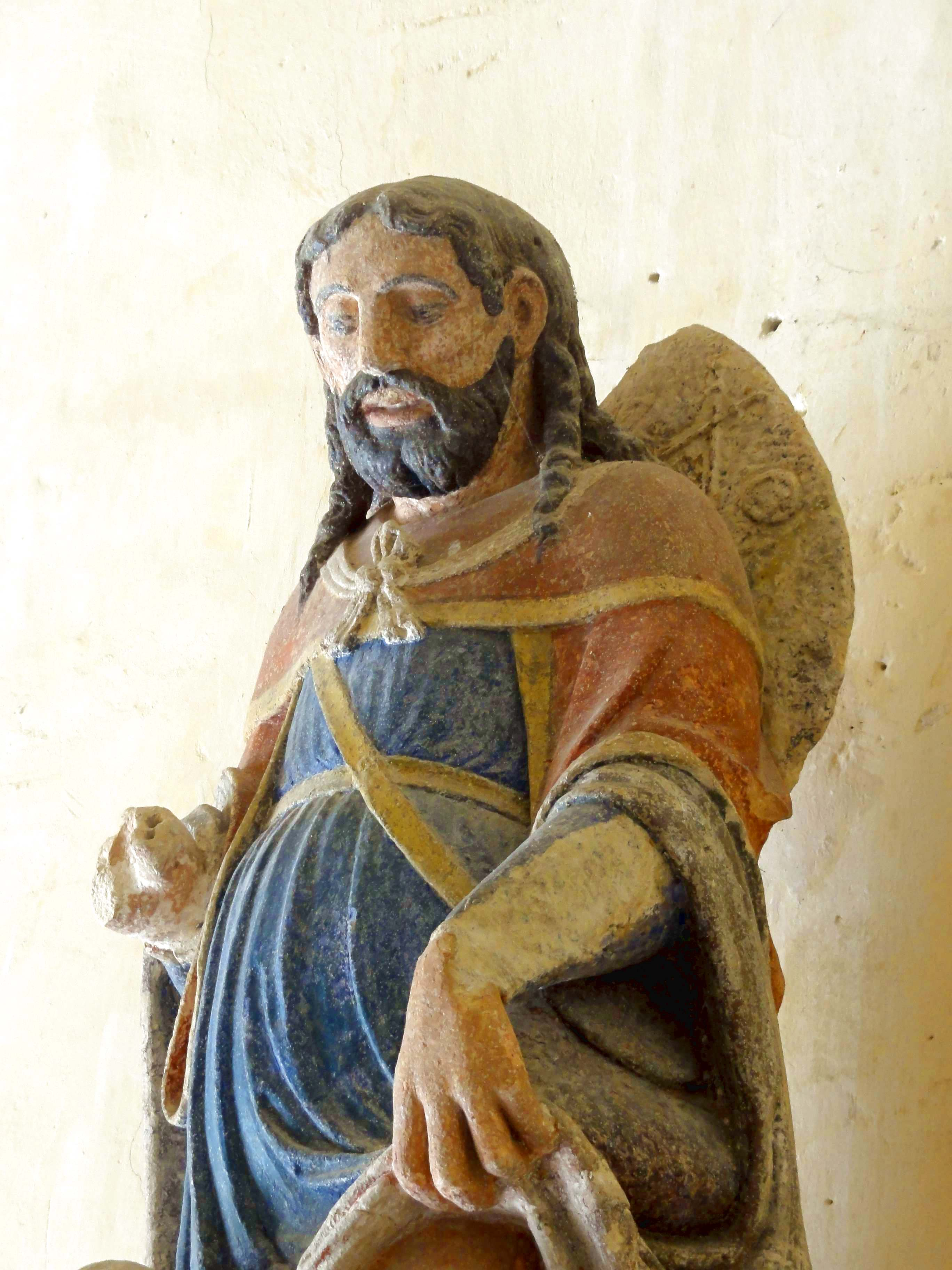
Saint Roch (détail).

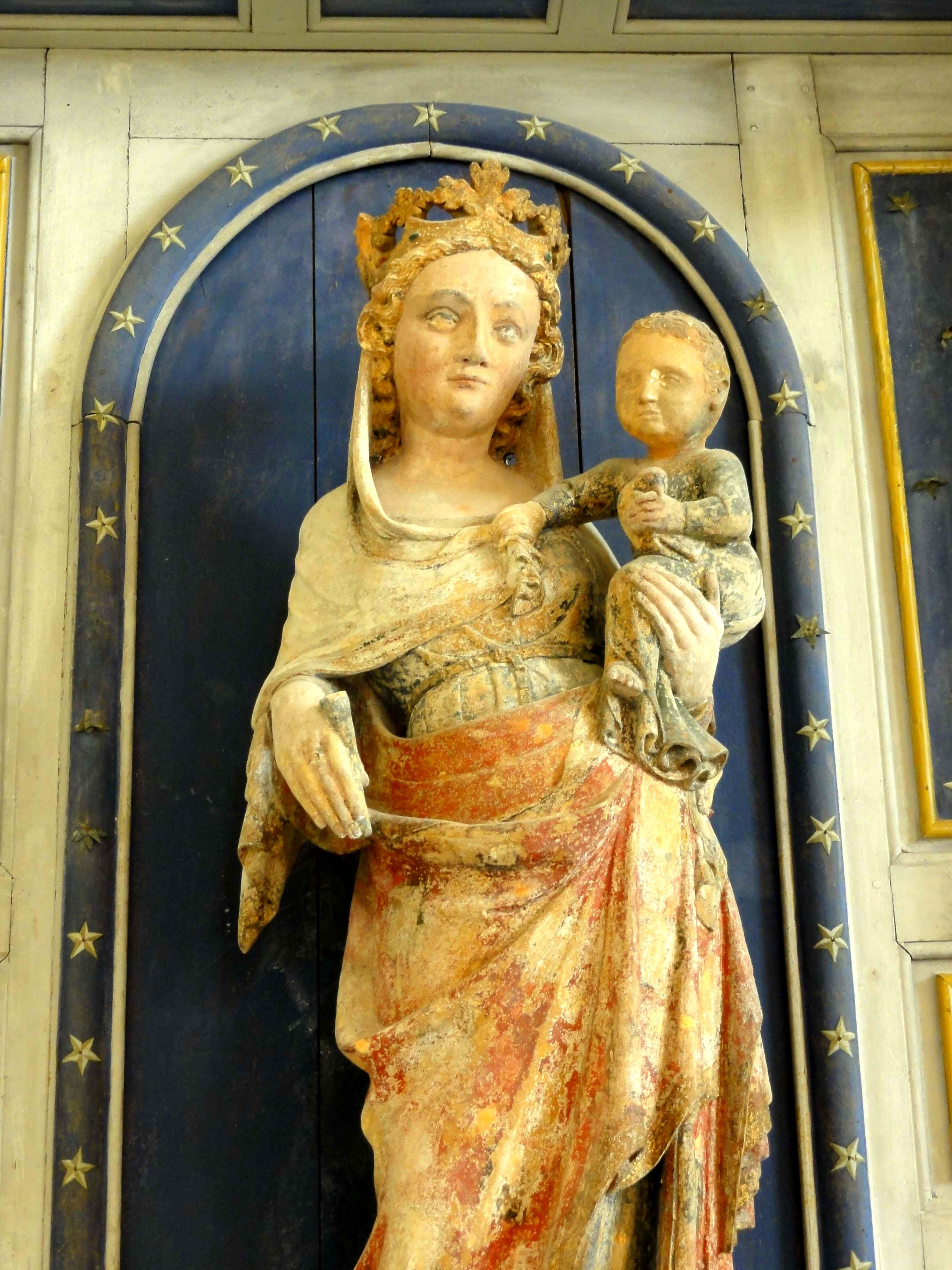
Vierge à l'Enfant (détail).

- Le groupe sculpté en pierre polychrome de saint Roch date de la fin du XVIe ou du XVIIe siècle, et illustre la principale légende liée à ce saint. Il est revêtu du costume de pèlerin : longue tunique, manteau noué devant le cou, aumônière en bandoulière. Le chapeau est maintenu derrière le dos ; il est orné de bourdons croisés en sautoir. Le visage de saint Roch, encadré d'une abondante chevelure et d'une longue barbe, est très vivant. Le regard est tourné vers le petit ange, qui touche le bubon pesteux au-dessus du genou gauche, que le saint découvre pour le lui présenter. La bouche s'ouvre, comme pour converser avec l'ange. Entretemps, le fidèle chien, en bas à gauche, apporte à son maître le pain quotidien. Décrite comme abîmée par Roland Vasseur, l'œuvre a bénéficié d'une restauration, et paraît aujourd'hui en bon état. Son emplacement ancien était également dans le chœur[24].
- Le Christ en croix en bois polychrome, dimensions non prises, date du XVIe siècle. Accroché actuellement au mur sud de la nef, provient probablement de l'ancienne poutre de gloire. Le visage paraît seulement ébauché, ce qui est sans doute l'effet du vieillissement de l'œuvre, mais évoque une création de l'art contemporain. Les yeux sont fermés, et Jésus porte une longue barbe, qui envahit toute la moitié inférieure de la figure. L'on note la ressemblance entre le traitement des cheveux, qui collent ensemble en lourdes mèches, et de la couronne d'épines, qui s'apparente à une grosse torsade. Les mains se referment sur les clous. Le corps est infléchi, et du sang coule de la plaie près du cœur, où le sculpteur a percé un trou. D'après Roland Vasseur, « la maigreur des bras, la rotation interne des bras et le périzonium court, croisé entre les jambes et dont une extrémité se déroule en volute », indiquent le XVIe siècle[24].
- La statue en pierre polychrome de la Vierge à l'Enfant mesure 113 cm de hauteur, et date du XIVe siècle. Son emplacement est dans la niche du retable de l'autel de la Vierge, à gauche de l'arc triomphal. Le hanchement est caractéristique de cette époque, et pour Roland Vasseur, le visage est typique des Vierges du Vexin français. Marie devait tenir une fleur de lys dans sa main gauche, dont ne subsiste plus que la tige. Le petit Jésus se tient assis sur la main droite de sa mère. Il joue avec son voile, tandis que son autre main affleure la poitrine d'une colombe, qui est installée sur sa cuisse repliée. Elle représente évidemment le Saint-Esprit. Au XIXe siècle, l'œuvre a été recouverte d'un badigeon « désastreux », et la tête manquante de l'Enfant, remplacée par une tête de poupée en porcelaine. La statue a été classée en 1912, et a bénéficié d'une restauration, avec restitution de la polychromie ancienne, en 1988[26],[21].
- La statue en pierre polychrome de saint Martin en tenue d'évêque, devant le retable de Saint-Martin à droite de l'arc triomphal, n'est pas antérieure à la fin du XVIe siècle selon Roland Vasseur. L'auteur se base sur le costume, car la tête est d'une facture très saint-sulpicienne, et a sans doute été refaite, sauf la mitre, qui paraît authentique. L'aube retombe sur les pieds en formant des plis très resserrés, concentriques au-dessus des pieds, et verticaux au milieu, ainsi qu'à gauche et à droite. La dalmatique rouge, à manches courtes, est assemblée d'un grand rectangle d'étoffe, bordée de franges dorées soigneusement travaillées. Le chasuble blanc est d'une coupe gothique, à bout pointu, et un orfroi orne de broderies y est appliqué. Ces détails révèlent une œuvre de qualité[27].
- La statue en bois polychrome d'un saint évêque, sur le mur méridional de la nef près de l'autel, date de la première moitié du XIVe siècle, à en juger d'après la mitre évasée, la forme du col et les plis en V du chasuble. L'œuvre est mutilée : la main gauche manque, et de la main droite, ne subsiste qu'un moignon, avec le reste de la crosse épiscopale. Lors d'une restauration récente, la polychromie a été refaite ou ravivée. Avant la restauration, la statue était placée dans le chœur[28].

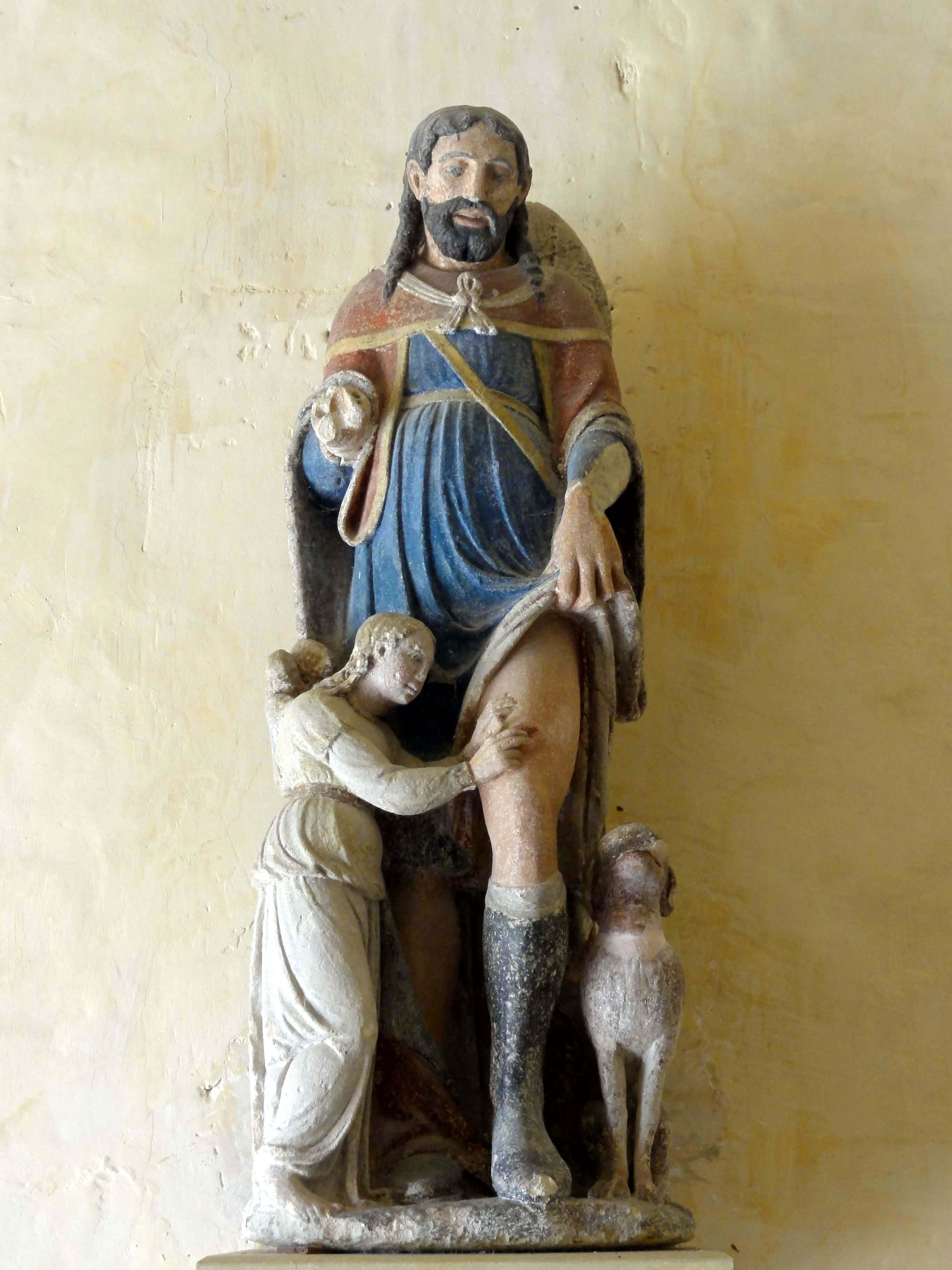
Saint Roch.
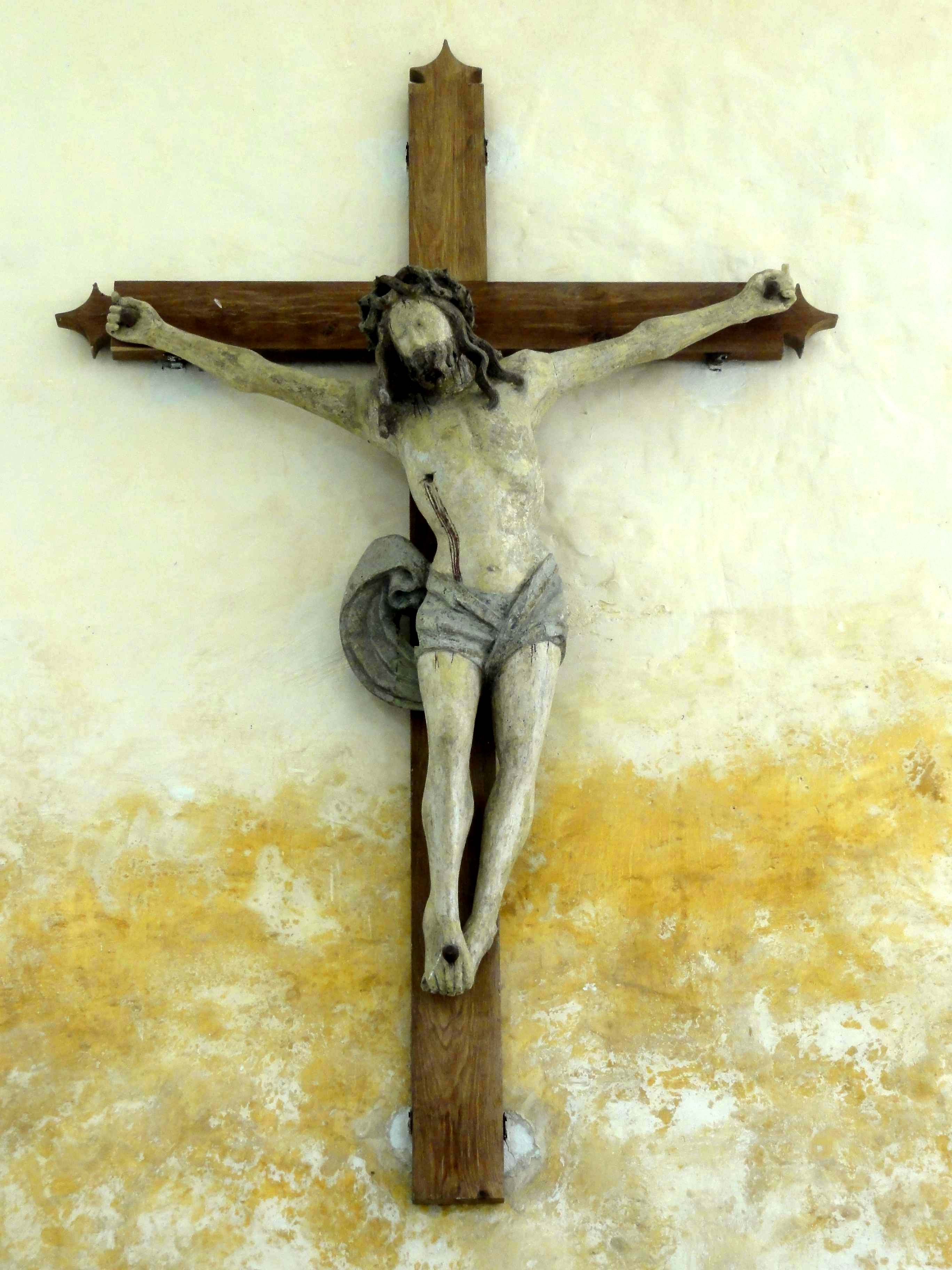
Christ en croix.
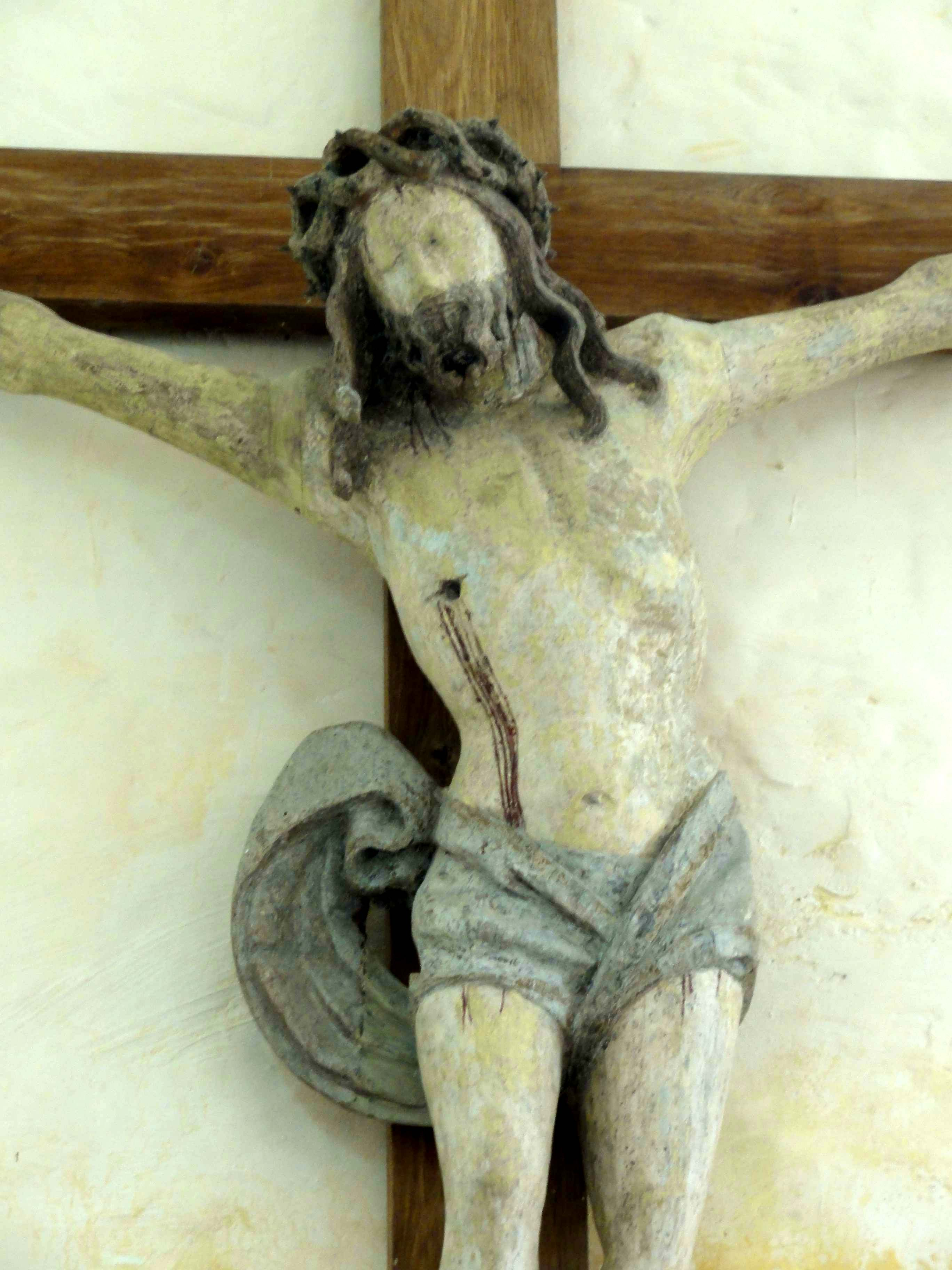
Christ en croix.
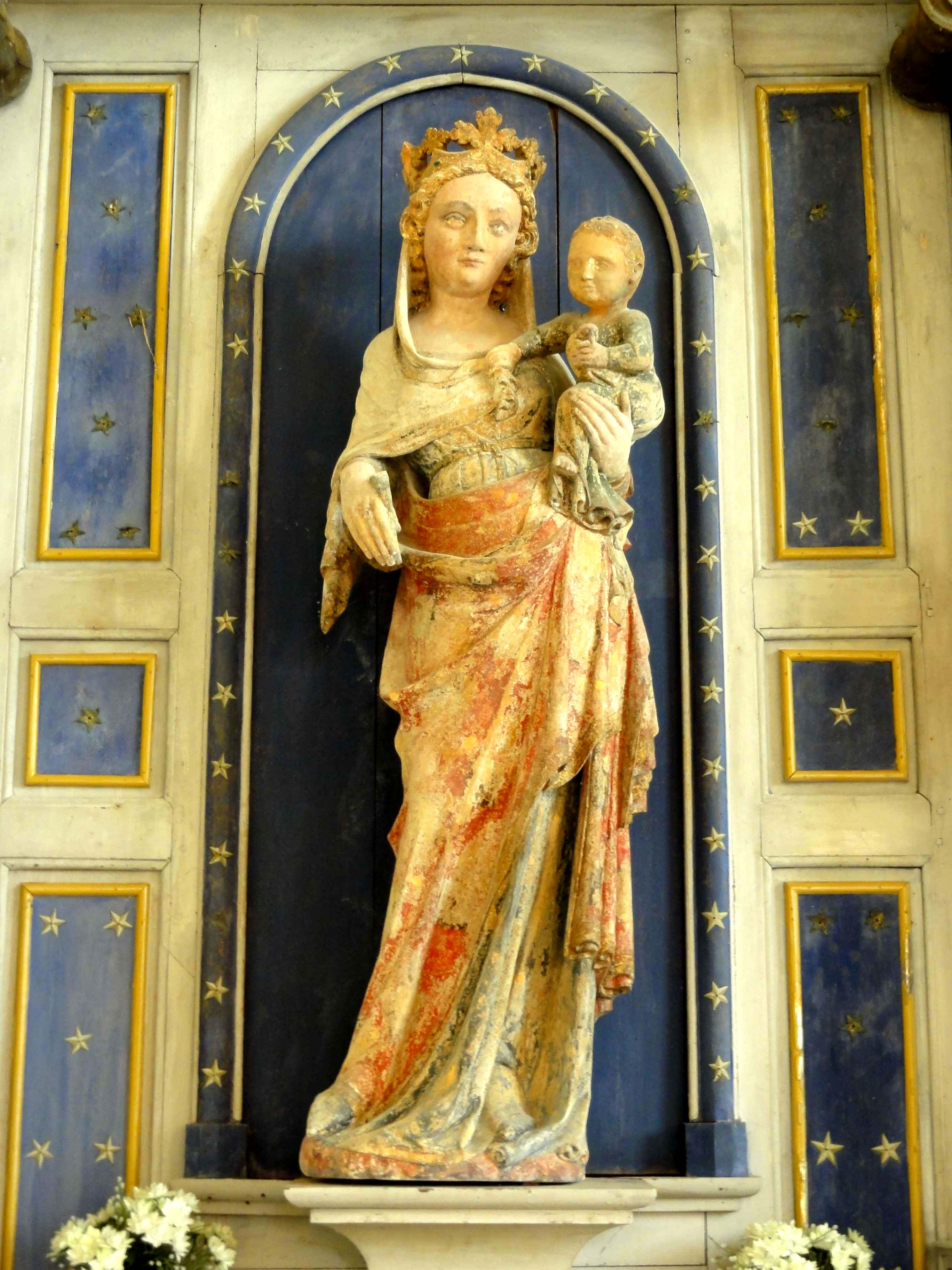
Vierge à l'Enfant.
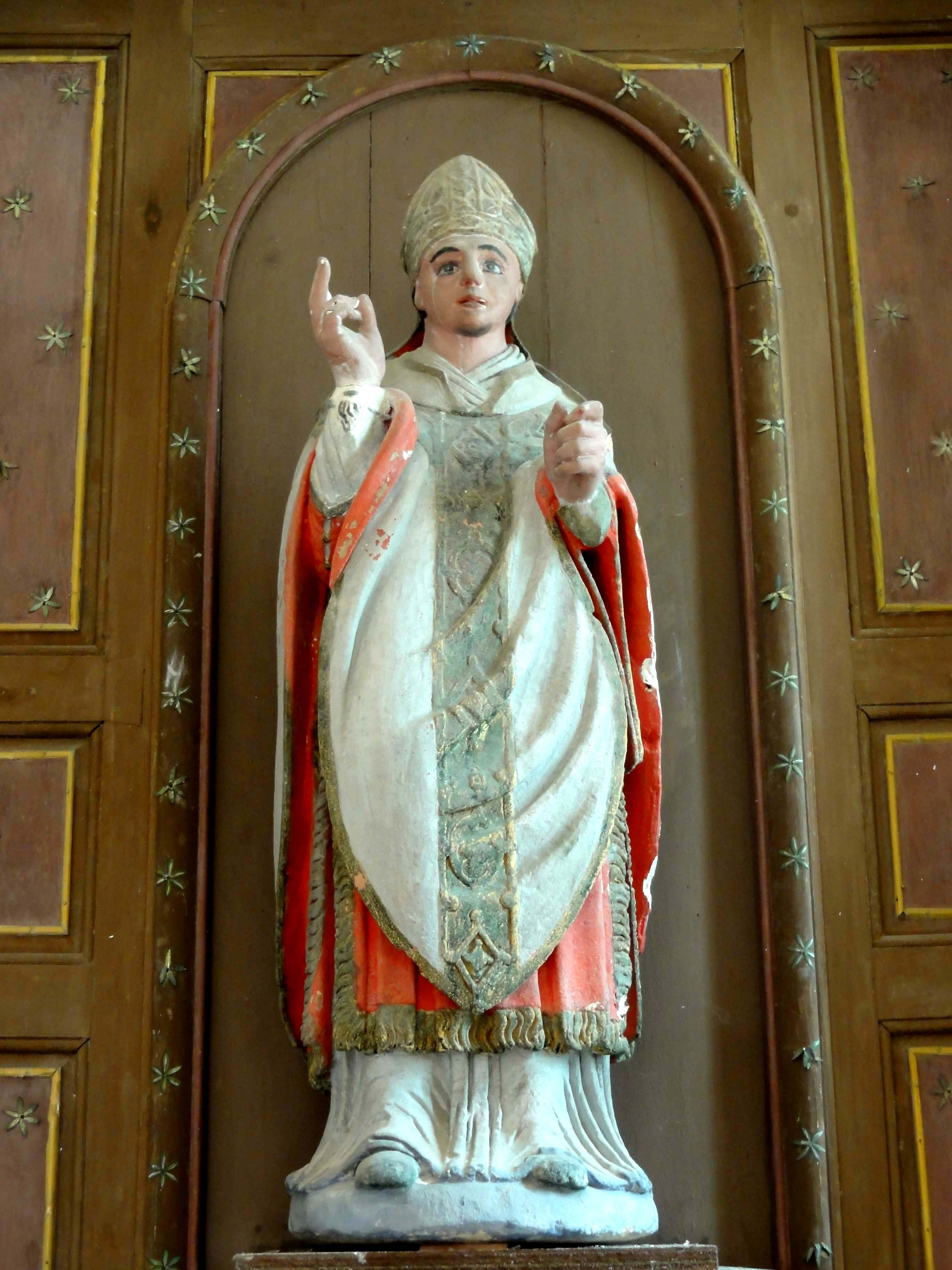
Saint Martin (fin du XVIe).
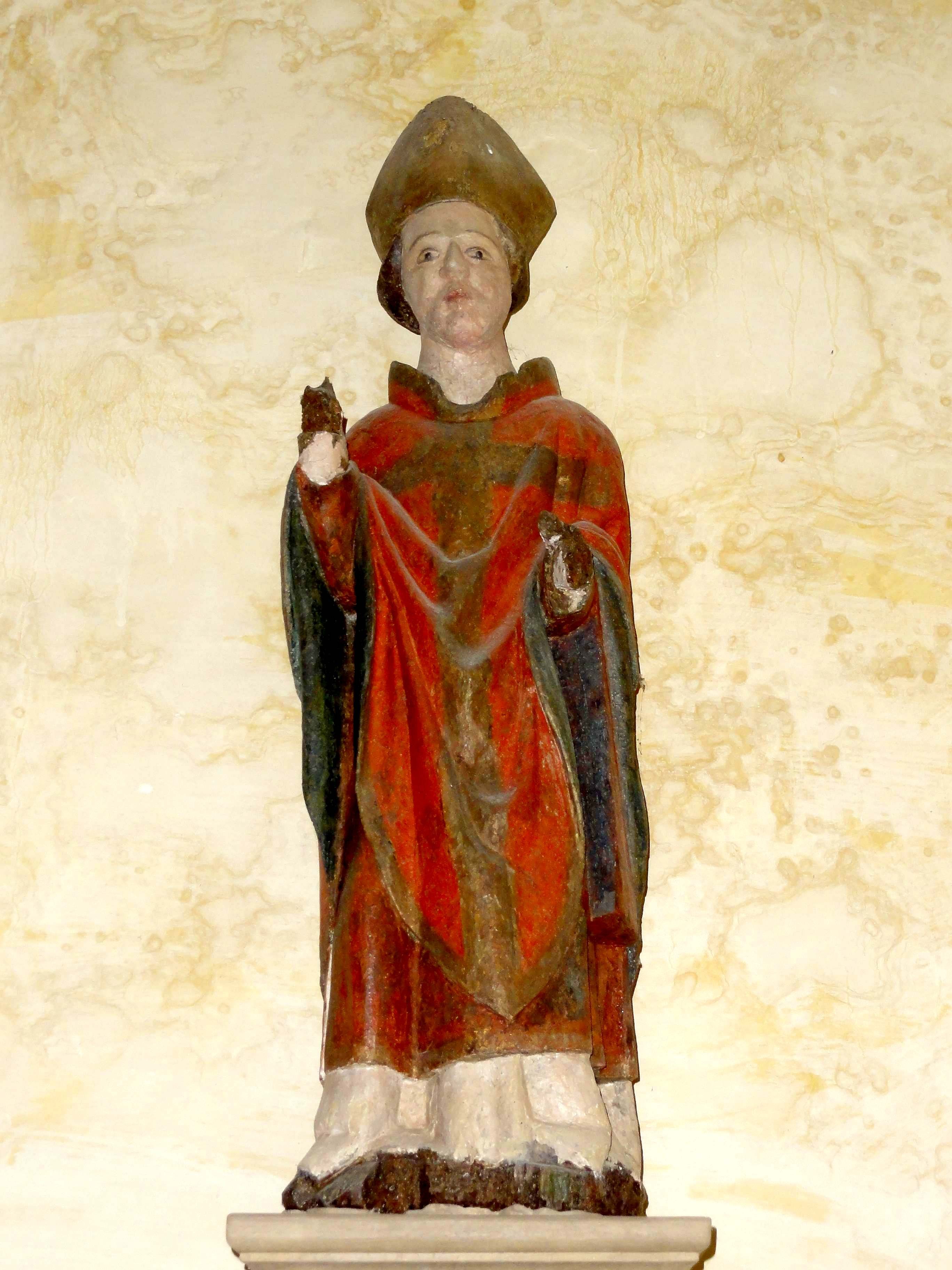
Saint Martin (XIVe).

### Gisante duXIVesiècle

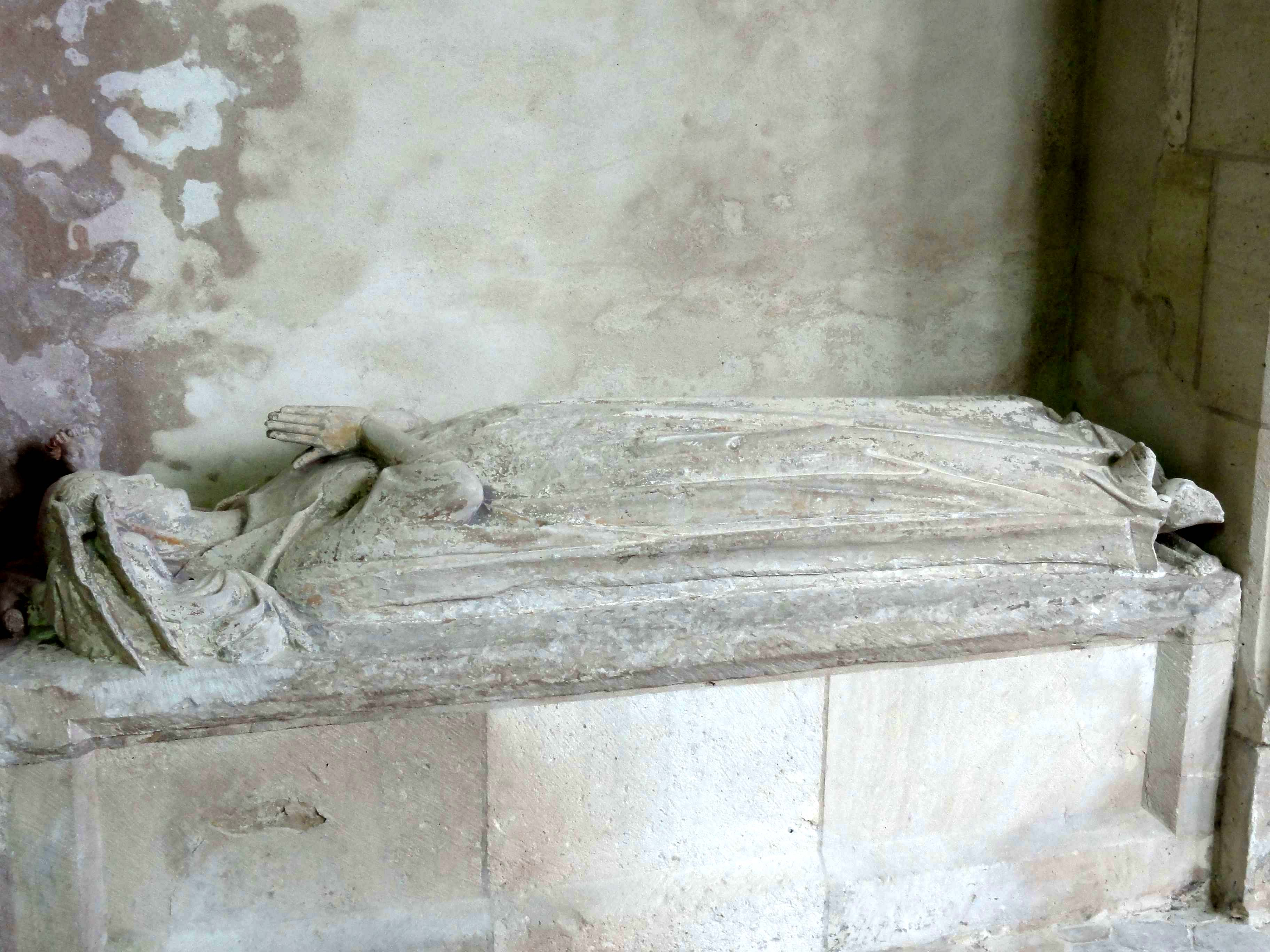
Gisante du XIVe siècle.

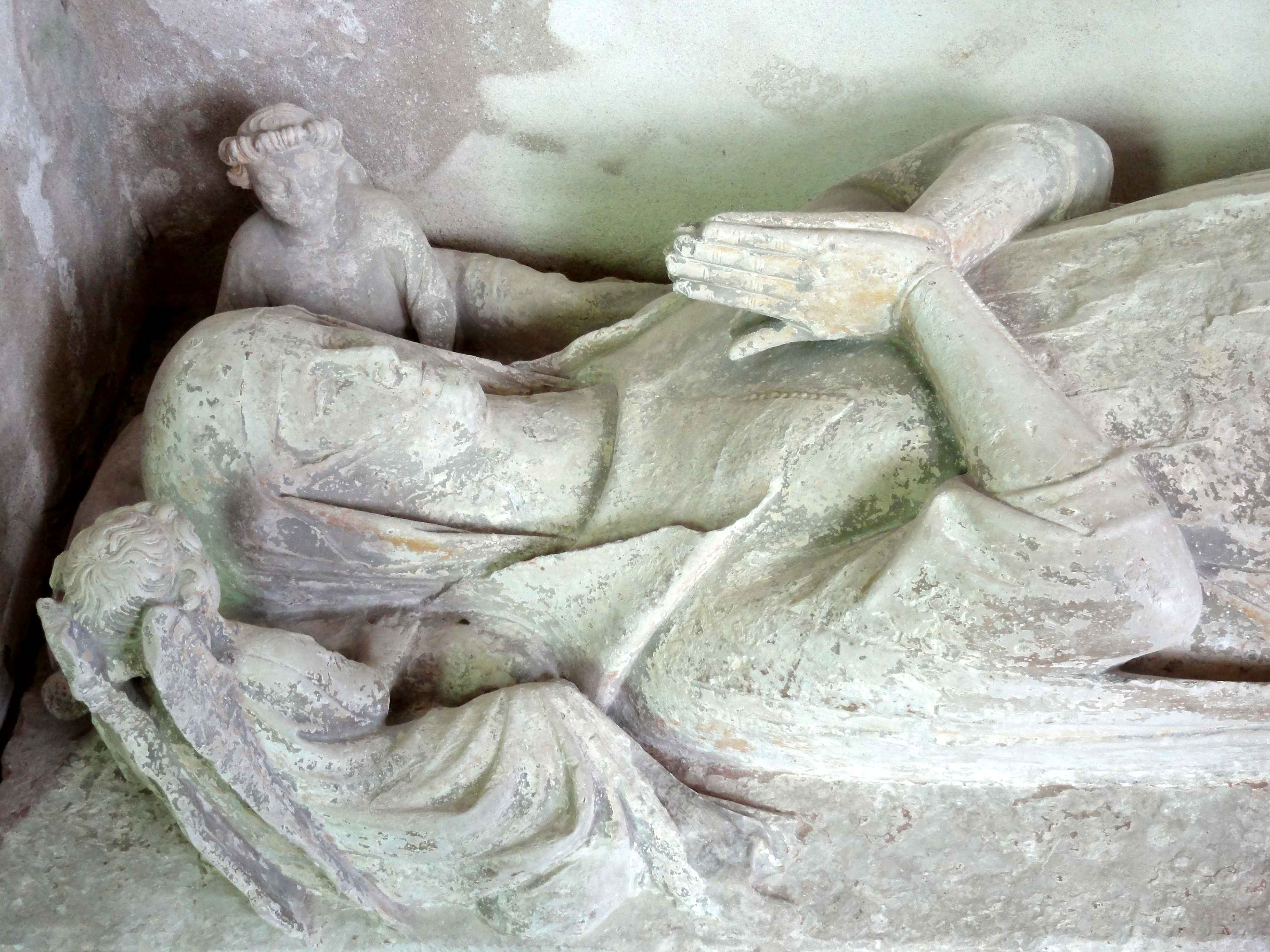
Gisante du XIVe siècle.

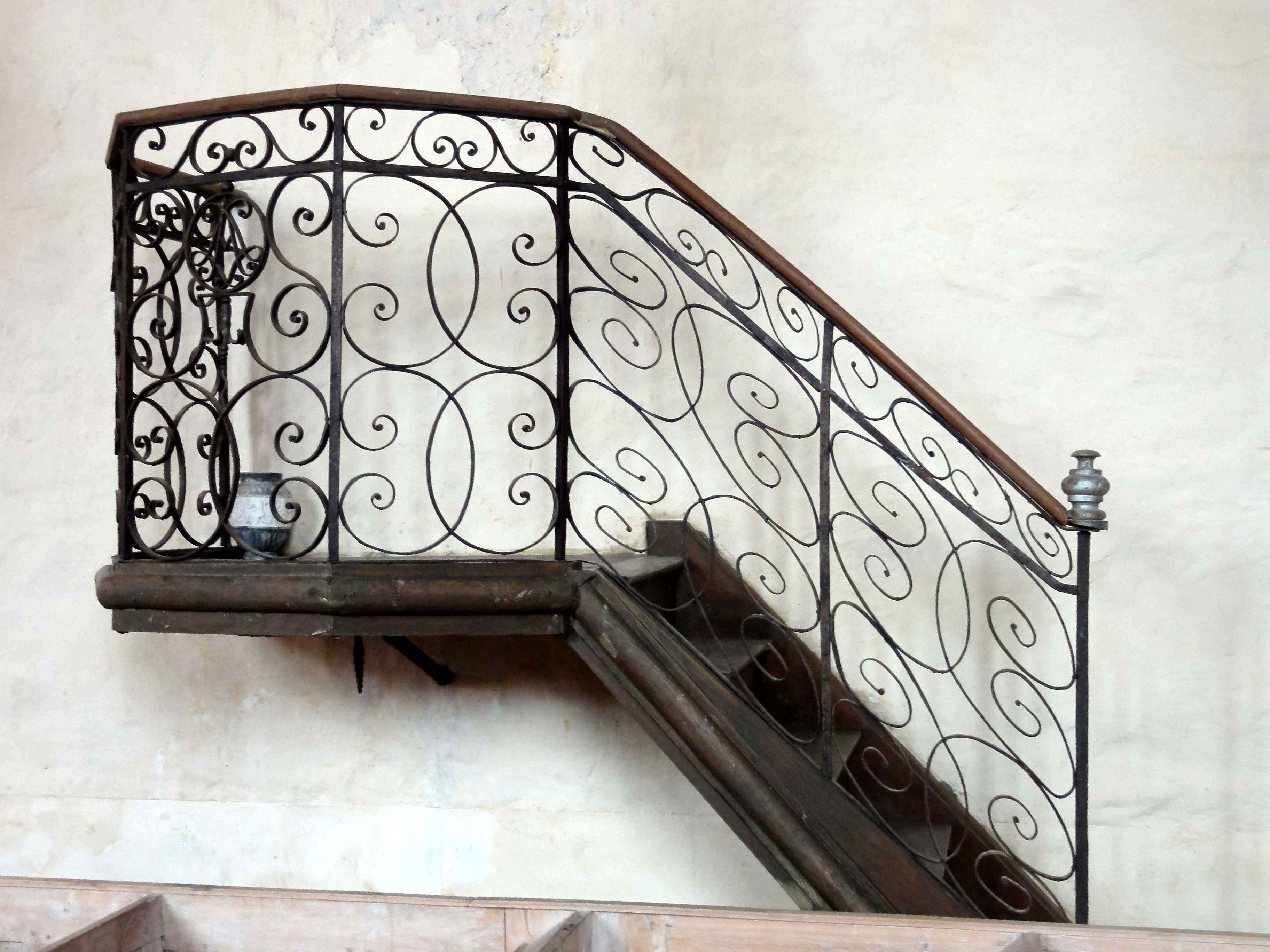
Garde-corps de la chaire.

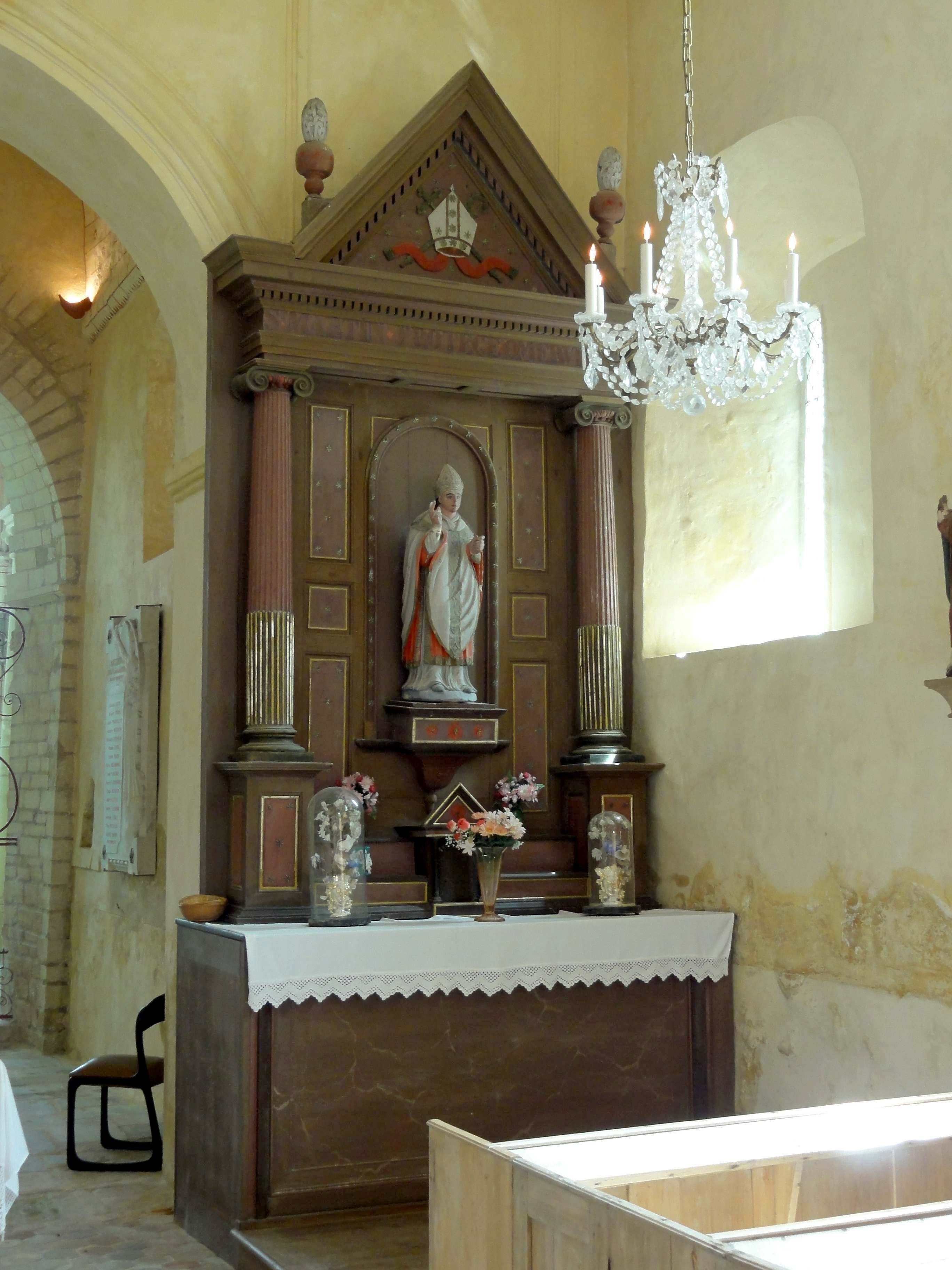
Autel de saint Martin.

La gisante ou statue funéraire d'une femme, sur la tombe dans l'enfeu au nord de la deuxième travée du chœur, est qualifiée par Roland Vasseur et Françoise Waro comme l'œuvre la plus remarquable de l'église. Ils considèrent même que c'est la gisante la plus remarquable du département (qui n'en compte qu'un tout petit nombre, sans compter les orants), et estiment qu'elle serait digne d'une nécropole royale. La tombe ne devrait pas dater d'origine. Elle ne porte plus l'inscription suivante, relevée par le père Anselme vers 1730 : « Cy gist noble demoyselle Marie de Trie, dame de céans, en son vivant fille de noble homme seigneur de céans et de La Forest et du Villors au païs du Poitou qui trépassa le vingt cinquième jour d'août 1525 ». Cette inscription a longtemps porté les locaux à croire que la gisante représente cette Marie de Trie, fille de Guillaume Pillavoine et de Marie Hamelin. Or, la sculpture affiche clairement le style du XIVe siècle. La jeune fille est allongée, les mains rejointes pour la prière, et les pieds posés sur un lévrier, symbole de la fidélité dans la sculpture funéraire. Deux minuscules anges, d'une exécution remarquable, glissent un coussin sous la tête de la défunte. Il devrait s'agir de la femme, la fille ou la sœur d'un seigneur d'Omerville à cette époque, et a donc été récupérée pour la sépulture de Marie de Trie. Conformément à la tradition locale, l'arrêté de classement affirme encore que la défunte serait revêtue du costume monastique. On croyait en effet qu'elle serait une baronne, qui aurait été supérieure d'un prétendu couvent, situé près de la commanderie de Louvières. Roland Vasseur souligne qu'il s'agit d'une pure légende, que le costume n'est pas celle d'une religieuse, et que le couvent n'a jamais existé. La coiffe ; le voile maintenu par un cercle de tête ; la guimpe ; le surcot aux larges manches ouvertes et aux revers rabattus sur la poitrine ; et la cotte aux longues manches, boutonnées à leur extrémité et enserrant le poignet correspondent au costume civile de l'époque. Le classement remonte à 1905,.

### Mobilier liturgique et divers
- Les fonts baptismaux, en pierre calcaire, sont de petit diamètre, à peine plus grands qu'un grand bénitier. Le socle, le pied et la cuve sont de plan octogonal. Plusieurs faces du socle sont flanqués de plans inclinés en forme de demi-pyramides. Une rainure sépare le socle du pied. Son diamètre diminue successivement du bas vers le haut. Il est délimité inférieurement par un tore non dégagé, amorti par une doucine, et est scandé à mi-hauteur par un larmier très saillant, complété par une baguette. Cette disposition est assez curieuse, mais globalement, le socle et le pied sont emblématiques du style flamboyant. C'est également le cas de la partie inférieure de la cuve, qui déborde largement devant le pied, et est délimitée inférieurement par le même tore que le pied. À mi-hauteur, court le même larmier que sur le pied, mais sans le tore. Les ressemblances sont toutefois suffisantes pour prouver que les fonts baptismaux sont homogènes. La frise sur la partie supérieure de la cuve justifierait d'en douter : elle arbore un motif de la Renaissance, à savoir des postes ou flots grecques d'une facture un peu lourde, formés par deux gros boudins ondulés et entrecroisés, qui enferment deux fines lignes ondulées, également entrecroisée[31]. Il est vraisemblable que les fonts n'ont jamais changé de place, et sont donc contemporains de la première travée de la nef. Illustrant parfaitement la transition du gothique flamboyant vers la Renaissance, comme le profil des ogives, ils sont susceptibles d'être un peu antérieurs au milieu du XVIe siècle, ce qui fournit un indice de datation précieuse pour la première travée de la nef, dont le style est sinon assez peu marqué. L'antériorité du portail est ainsi clairement mise en exergue.
- Les bancs de fidèles de la nef du XIXe siècle s'accordent bien avec la sobriété de cette petite église rurale, restée authentique. Ils sont pourvus de portillons, et les dossiers sont ajourés grâce à des balustres plats[31].
- La chaire à prêcher en fer forge rivetage et bois est d'un type unique dans le Vexin. L'escalier, le fond, la main-courante et l'abat-voix sont les seuls éléments en bois, et d'une facture très simple. Le garde-corps de l'escalier et la cuve sont assemblés de six panneaux en fer forgé, qui séduisent par leur effet de légèreté. Le principal motif sont des C adossés et entrelacés, aux extrémités formant des volutes. Les lettres MA, comme monogramme de la Vierge Marie, apparaissent sur le panneau central de la cuve. L'abat-voix, de plan hexagonal, est surmonté d'un dais suggéré par des consoles en forme de S, et coiffé d'une couronne fermée à quatre branches, sommée d'un épi de faîtage accompagné de feuilles et de tulipes en fer forgé, découpé et repoussé[24].
- Les deux retables en bois peint à l'est de la nef sont de conception identique. Selon Léon Plancouard, ils auraient été offerts par le curé Dumas en 1759. Depuis un remaniement au XIXe siècle, le retable de la Vierge, à gauche (au nord), est peint en blanc et bleu, les couleurs de la Vierge Marie, avec rehaussement de certains éléments par des dorures, et le retable de Saint-Martin, à droite (au sud), est essentiellement peint en faux-bois, ainsi que partiellement, en faux-marbre rouge foncé. Les deux retables sont placés sur des autels, qui s'apparentent à de simples boîtes. Un petit tabernacle est intégré dans le soubassement de la niche centrale, qui est flanqué de deux colonnettes ioniques rudentées et cannelés. Elles supportent un entablement avec corniche à denticules, qui est surmonté d'un fronton très aigu. Sur la métope du retable de la Vierge, se lit « Marie a été coçue sans péché », et sur celle du retable du patron de la paroisse, « Saint Martin protège Omerville ». Les frontons arborent respectivement les armes du pape Pie IX, dont le pontificat de 1846 à 1878 indique donc la période de la restauration du retable ; et une mitre et une croix d'évêque. Ces insignes n'ont aucun lien particulier avec saint Martin, mais rappellent simplement son épiscopat[27].
- La clôture du chœur est globalement du même style que la chaire, mais ses pièces sont tantôt réunies par des rivets, tantôt par des colliers, alors que la chaire est seulement rivetée. Pour autant, l'auteur pourrait être le même. C'est un beau travail de ferronnerie d'art. Il y a deux panneaux fixes, et deux portières. Les motifs sont des arceaux avec des volutes en cœur ou des enroulements en escargot[24]. Longtemps entreposée dans la sacristie, elle a été restaurée et remontée sous l'arcade orientale de la base du clocher.
- La flèche de pierre démolie vers 1905 était sommée d'une girouette en fer forgé, représentant une croix (et non un coq). Il mesure 175 cm de hauteur, et date du XVIIe siècle. Les bras sont réunies par les côtés incurvés d'un losange. Des fleurs de lys stylisés se détachent aux extrémités du bras transversal, ainsi qu'au milieu des côtés des losanges. Sur le bras vertical, l'on trouve de simples volutes. Son extrémité supérieure évoque une lance. En 1910, la croix avait été vendue à un chiffonnier au poids de la ferraille. Elle fut rachetée par M. Martel, cultivateur à Omerville, qui l'utilisa pour orner la tombe d'un membre de sa famille, au cimetière. En 1988, elle s'y trouvait encore. Depuis, il a été restauré et rapatrié dans l'église[32].
- Le maître-autel en forme de tombeau est en bois peint en faux-marbre, et date du XVIIIe siècle. Ce modèle fortement galbé est appelé « en balustre » à l'époque. Près des bordures du panneau frontal et des panneaux latéraux, courent des frises de fleurs et d'épines. Au centre, se profile une croix de Malte, comme fréquemment sur les autels de cette époque ; Roland Vasseur et Françoise Waro insistent sur ce constat pour contrer la tradition orale locale, selon laquelle cette iconographie serait en rapport avec la commanderie d'Omerville, et démontrerait un lien entre celle-ci et l'église paroissiale. Le socle du tabernacle à ailes est sculpté d'un étrange motif d'entrelacs ; ce sont des successions de trois carrés auxquels se superposent des cercles, dont les lignes forme une torsade verticale au milieu de la forme. Le tabernacle se présente sous la forme d'un édicule à colonnettes corinthiennes[28].

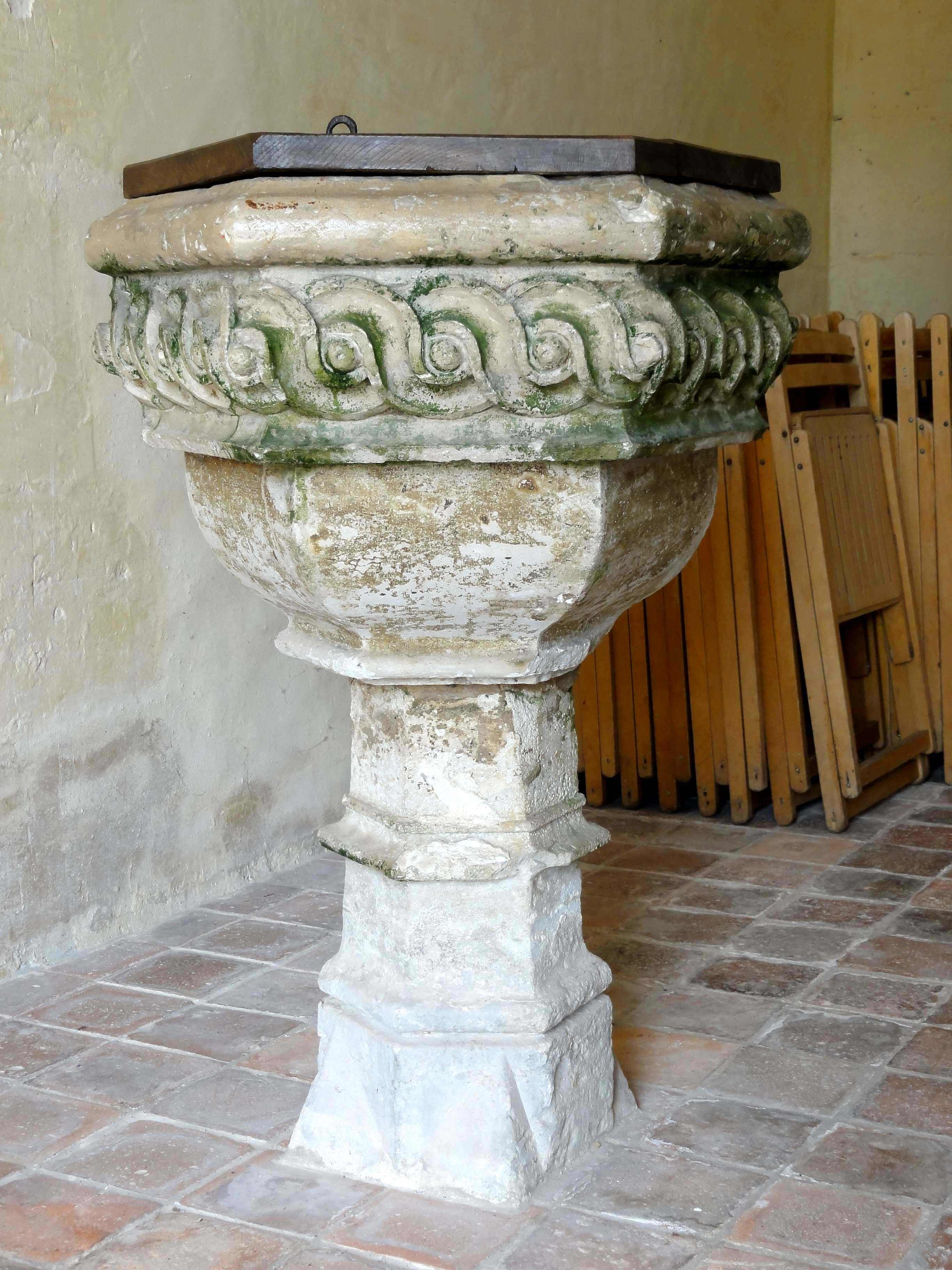
Fonts baptismaux.
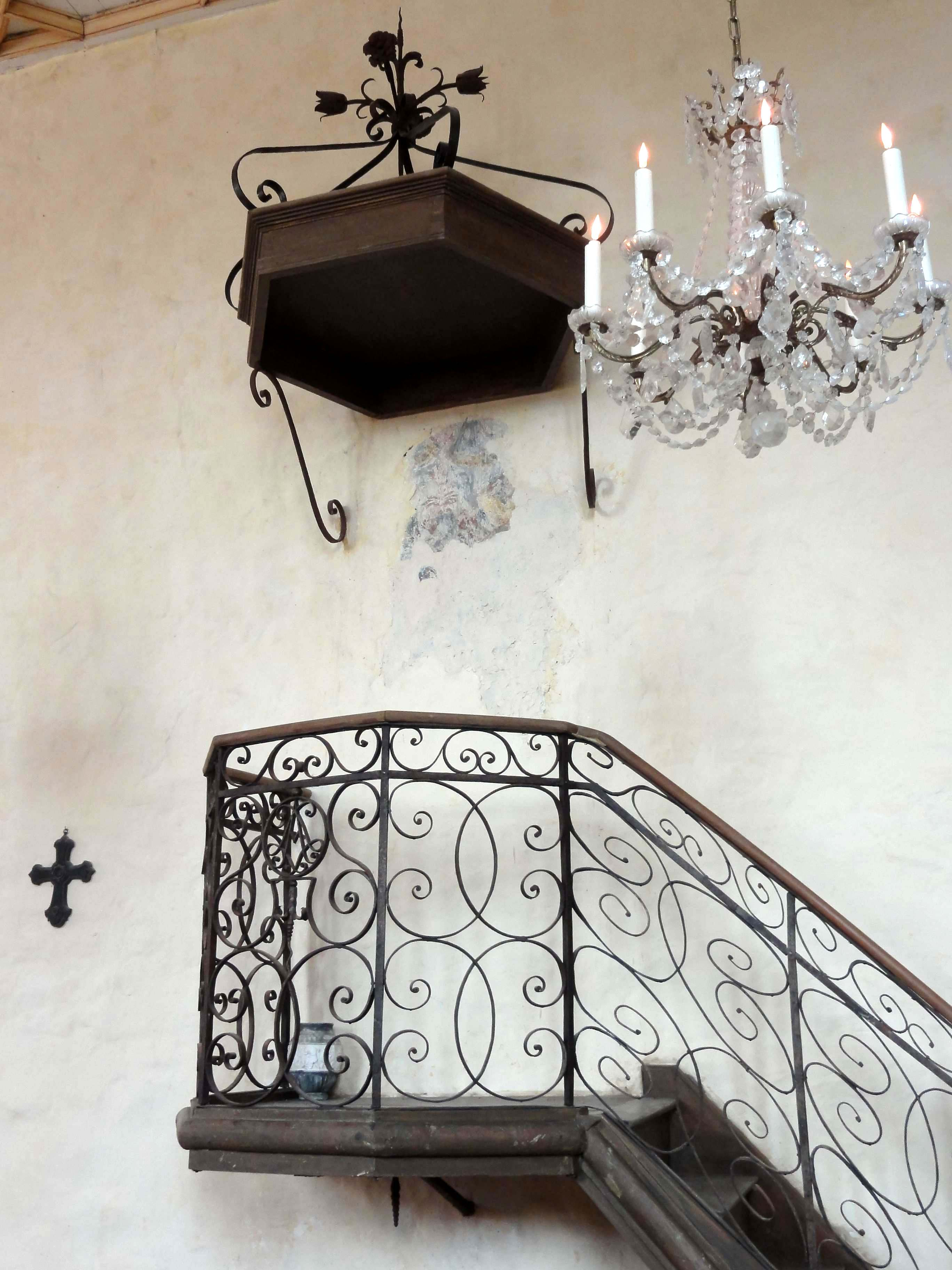
Chaire à prêcher.
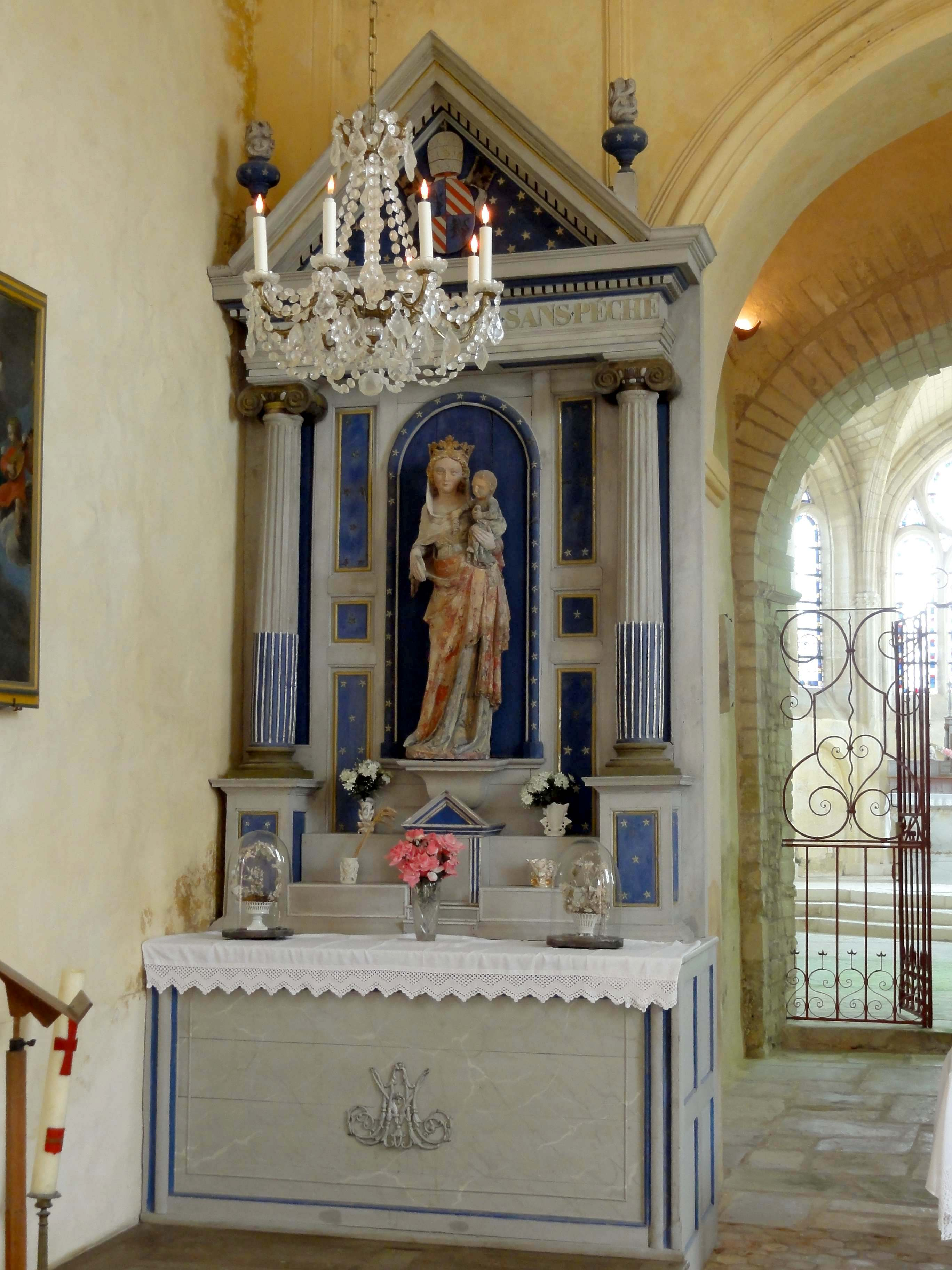
Autel de la Vierge.
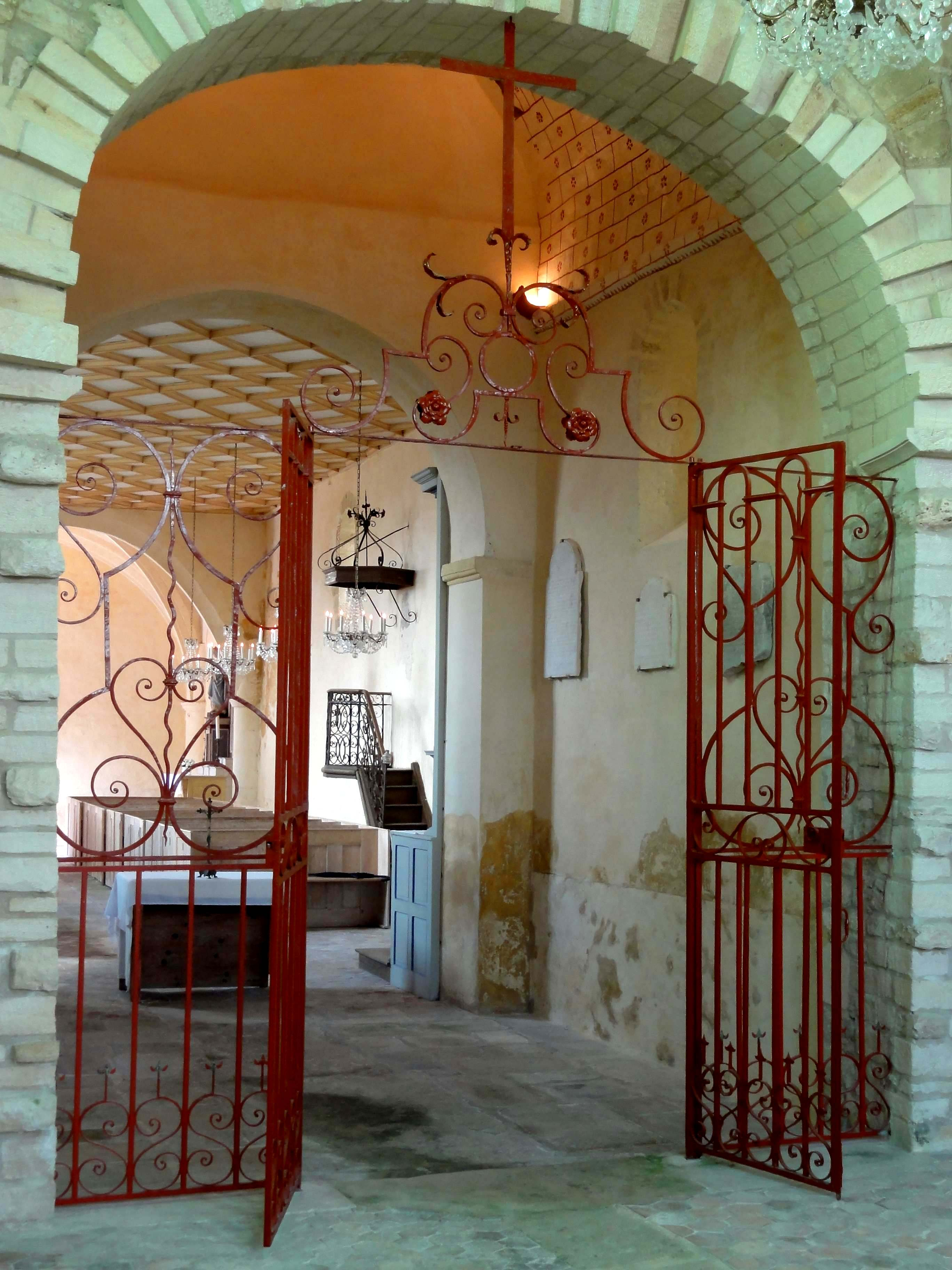
Clôture du chœur.
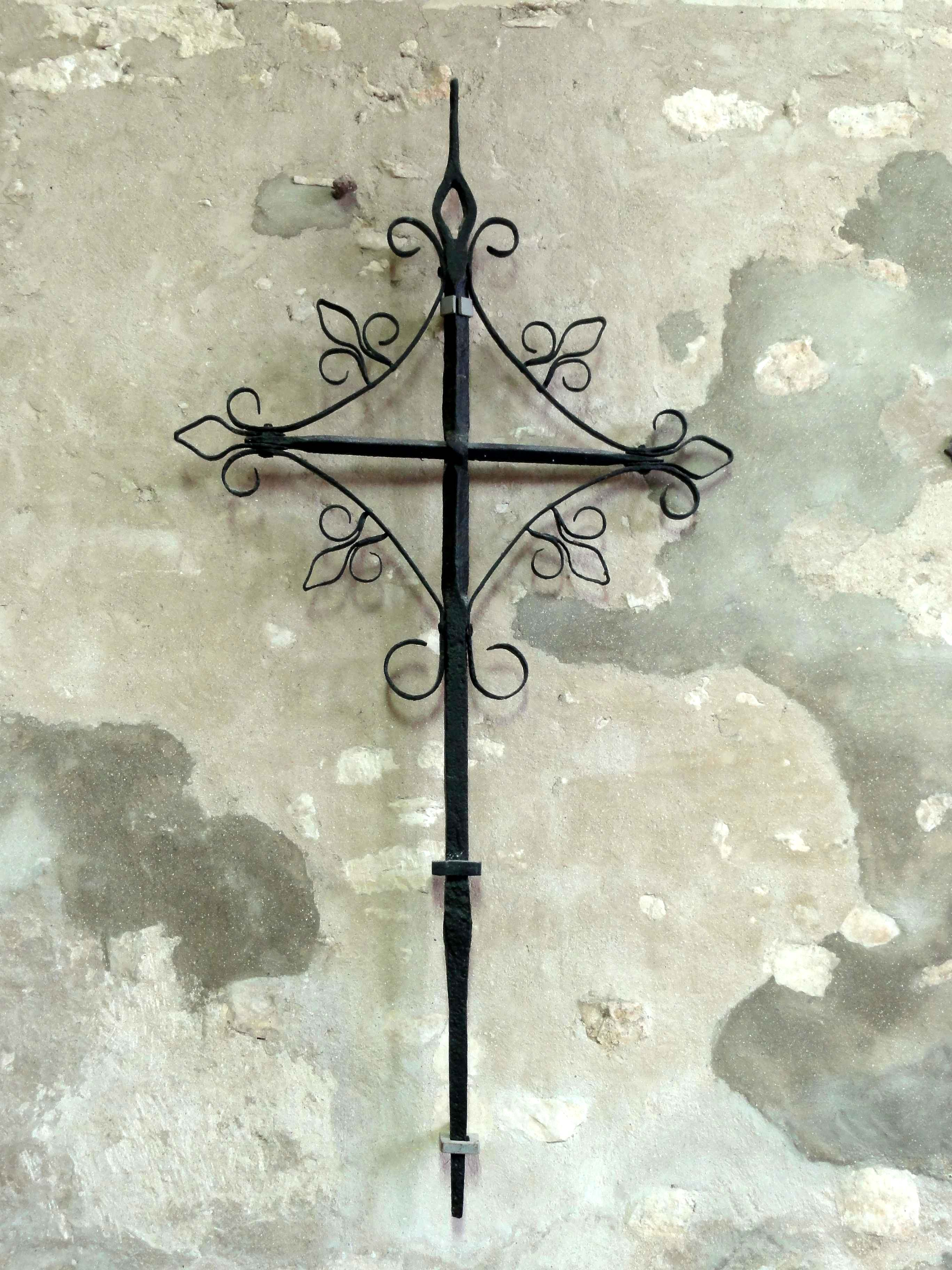
Ancienne girouette.
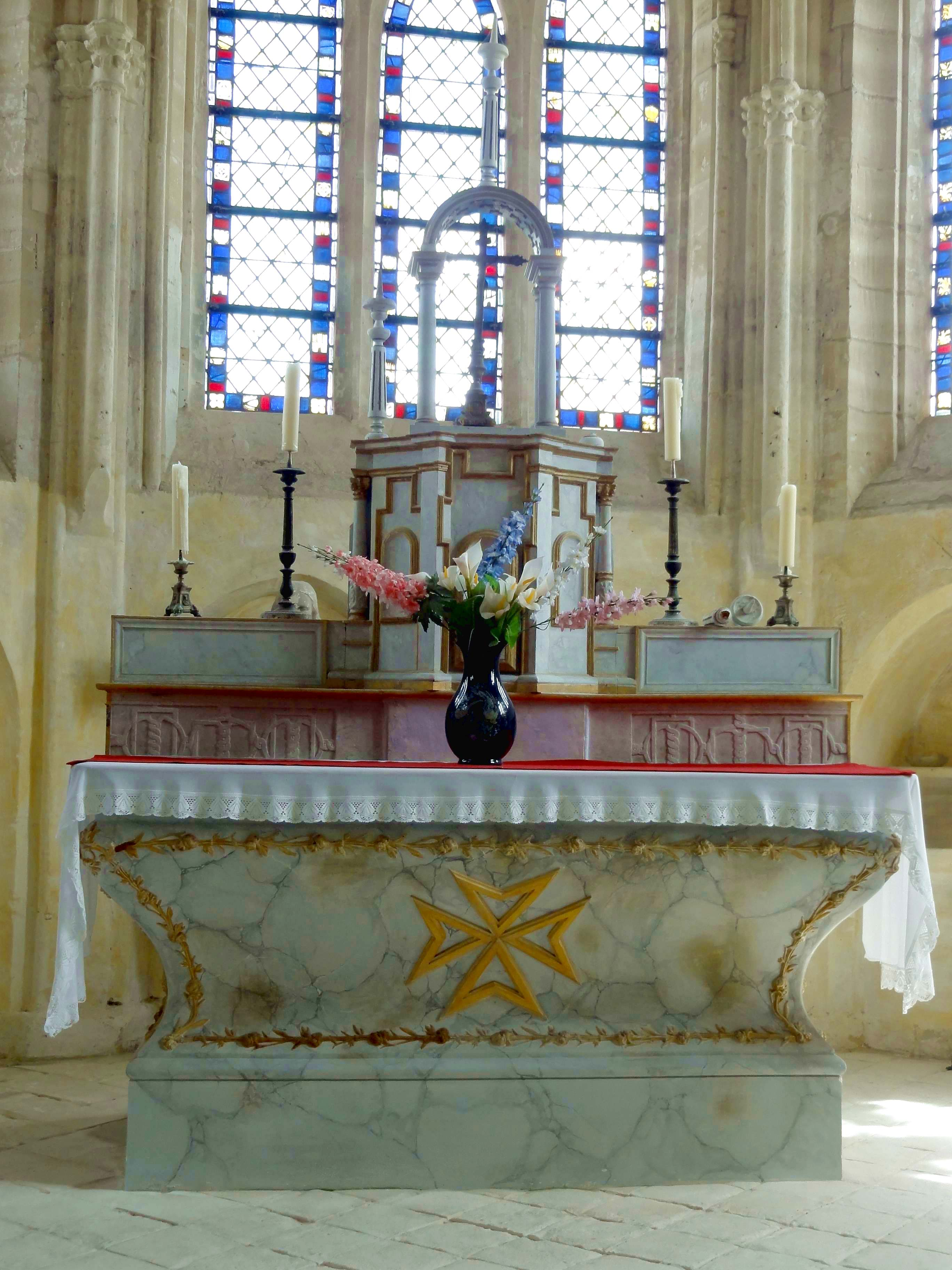
Maître-autel.